# Antoni van Leeuwenhoek

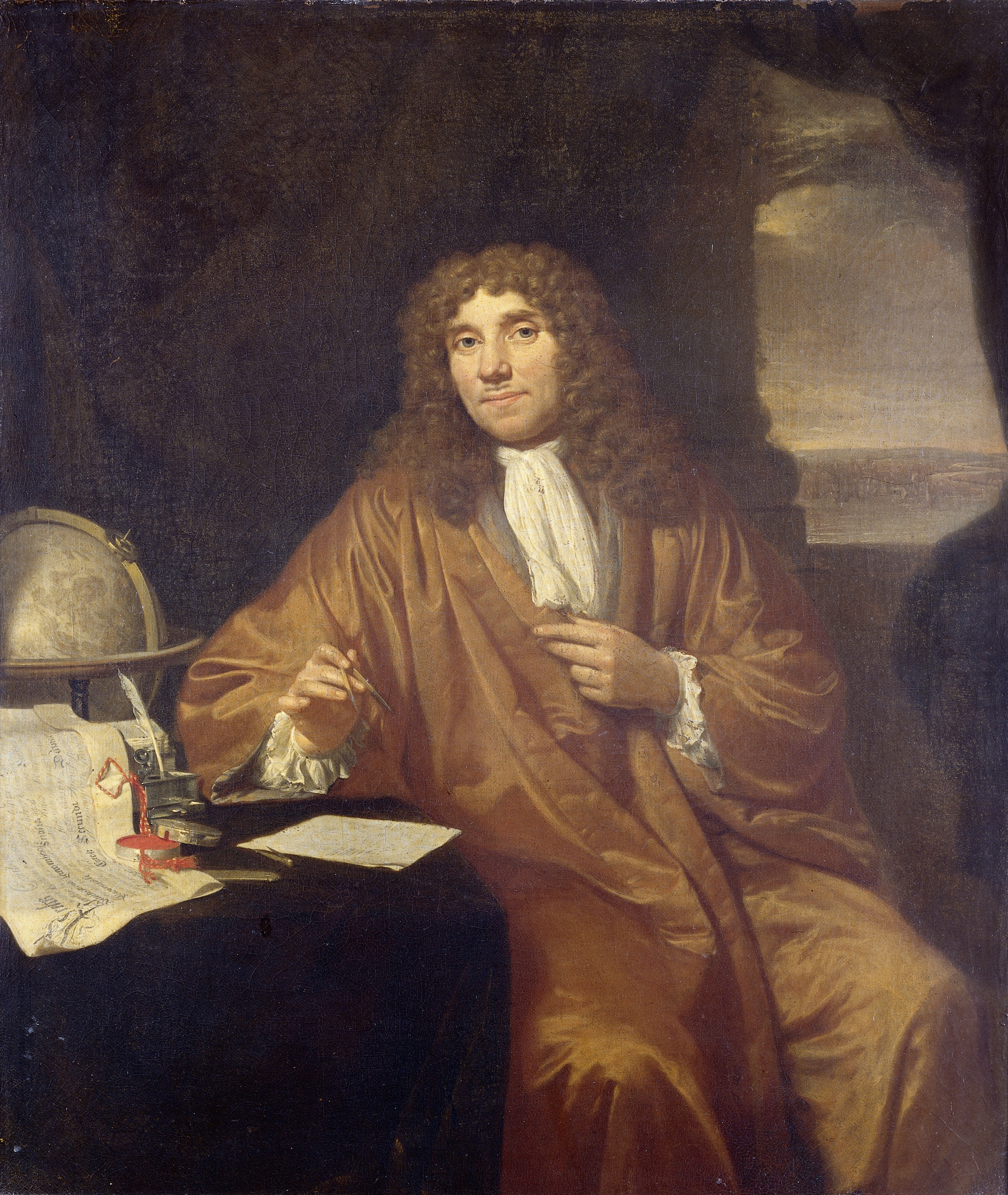
Antoni van Leeuwenhoek im Alter von etwa 54 Jahren, Gemälde von Jan Verkolje.

Antoni van Leeuwenhoek [ˈɑntoːni vɑn ˈleːuə(n)ˌɦuk] (Ausspracheⓘ) (* 24. Oktober 1632 in Delft, Republik der Sieben Vereinigten Provinzen; † 26. August 1723 ebenda) war ein niederländischer Naturforscher und der bedeutendste Mikroskopiker des 17. und beginnenden 18. Jahrhunderts.
Er entdeckte die Mikroorganismen, darunter Bakterien, Protozoen und andere Einzeller, und wird deshalb als „Vater der Protozoologie und Bakteriologie“ bezeichnet. Er beschrieb die Entdeckung der Spermatozoen und untersuchte sie bei zahlreichen Tierarten. Seine Beobachtungen machten ihn zum Gegner der Spontanzeugung. Parallel zu anderen Forschern seiner Zeit entdeckte er rote Blutkörperchen und die Kapillaren als Verbindung zwischen Arterien und Venen im Blutkreislauf. Seine Forschungsgebiete erstreckten sich auf einen weiten Bereich von der Medizin bis zur Botanik.
Leeuwenhoek war gelernter Tuchhändler und ab einem Alter von 27 Jahren städtischer Beamter in seiner Heimatstadt Delft. Er hatte keine wissenschaftliche oder technische Ausbildung und brachte sich das Herstellen und Benutzen von Mikroskopen selbst bei. Die Beobachtungen, die er mit seinen Mikroskopen machte, teilte er in über 300 Briefen der Royal Society in London sowie zahlreichen anderen europäischen Persönlichkeiten mit.

## Schreibvarianten des Namens
Leeuwenhoeck bedeutet Löwenecke. Der Name rührt vermutlich von einer Straßenecke in der Nähe des Leeuwenpoort, des Löwentors im Osten von Delft, her. Bis 1683 unterschrieb Leeuwenhoek mit „Antoni Leeuwenhoeck“. Danach ließ er das c im Nachnamen weg, um ab 1685 bis zum Lebensende mit „Antoni van Leeuwenhoek“ zu zeichnen.
In den englischen Übersetzungen seiner Briefe, die in den Philosophical Transactions of the Royal Society veröffentlicht wurden, ist der Nachname in 19 verschiedenen Varianten buchstabiert worden. Die meisten davon müssen wohl als schlichte Falschschreibungen angesehen werden.
Der letzte Buchstabe des Vornamens ist ein langes i, das in seinen auf Niederländisch veröffentlichten Briefen meist als i, manchmal als y wiedergegeben wurde.
Auf seinem Gedenkstein an der alten Kirche in Delft und auf den meisten seiner auf Lateinisch veröffentlichten Briefe wurde die latinisierte Form „Antonius a Leeuwenhoek“ verwendet. Auf seinem Grabstein findet sich außerdem im niederländischen Text die Variante „Anthony van Leewenhoek“, also ohne u im Nachnamen und zusätzlichem h und y im Vornamen, eine Schreibweise, die von ihm selbst nicht überliefert ist.
Weitere Schreibvarianten wurden von deutschen (Anton von Leuwenhoek), französischen (Antoine Leuwenhoek) und italienischen Autoren verwendet (Lewenoeckio, Lauenoch), häufiger in abweichenden Schreibweisen im gleichen Text.
In modernen Texten wird als Name meist „Leeuwenhoek“ verwendet, selten „van Leeuwenhoek“.

## Leben

### Kindheit und Jugend
Antoni van Leeuwenhoek wurde am 24. Oktober 1632 geboren, während des Goldenen Zeitalters der Niederlande. Seine Heimatstadt Delft hatte zu dieser Zeit etwa 21000 Einwohner. Er kam aus einer wohlhabenden Familie des Mittelstands. Die Familie, besonders auf seiner mütterlichen Seite, war in Delft gut vernetzt, viele hatten Aufgaben im öffentlichen Leben übernommen. Seine Eltern waren Philips van Leeuwenhoek, ein Korbmacher wie dessen eigener Vater, und Margaretha, geborene Bel van den Berch, Tochter des Delfter Braumeisters Jacob Bel van den Berch. Sie heirateten 1622. Antoni wurde zehn Jahre später als fünftes Kind nach vier Schwestern geboren. Er wurde am 4. November 1632 in der Nieuwe Kerk getauft. Der Name auf dem Taufeintrag lautet auf „Thonis“, Nachnamen werden nicht erwähnt. Der Vater wird als „Phillips thonis zn“ angegeben, also Phillip, Thonis Sohn. In der väterlichen Linie haben sich die Vornamen Thonis (also Antoni) und Phillips über mehrere Generationen abgewechselt.
Leeuwenhoeks Vater starb fünf Jahre nach der Geburt, Anfang Januar 1638. Die Mutter heiratete im Dezember 1640 erneut, ihr zweiter Mann Jacob Jansz. Molin, ein Maler, starb 1648. 1664 starb auch die Mutter, sie wurde am 3. September beerdigt.
Etwa zur Zeit ihrer zweiten Heirat schickte die Mutter ihren Sohn im Alter von 8 Jahren auf eine Schule in Warmond, nördlich von Leiden. Anschließend, vermutlich ab 1646, lebte er bei seinem Onkel Cornelis Jacobsz van den Berch in Benthuizen, knapp 20 Kilometer nordöstlich von Delft. Dieser Onkel war Anwalt und Gemeindebeamter. Es wird spekuliert, dass er hier einige Grundlagen der Mathematik und Physik erlernte, es gibt aber keine Quellen zu seiner Bildung. Eigenen späteren Aussagen zufolge hat er keine Fremdsprache erlernt und sprach ausschließlich den holländischen Dialekt seiner Zeit und Gegend.
1648, im Jahr als sein Stiefvater starb, wurde er mit 16 Jahren von seiner Mutter nach Amsterdam geschickt. Einige ihrer Verwandten waren erfolgreiche Händler, so auch ihr Schwager Pieter Mauritz Douchy, ein einflussreicher Wollhändler in Amsterdam. Dieser nahm Leeuwenhoek bei sich auf und suchte ihm eine Anstellung. Leeuwenhoek wurde beim Tuchhändler William Davidson, einem 1616 geborenen Schotten, ausgebildet, der sich 1640 in Amsterdam niedergelassen hatte. Er bewährte sich und wurde schließlich für mehrere Jahre als Buchhalter und Kassierer eingesetzt. Wie lange er in diesem Geschäft arbeitete und welche sonstigen Tätigkeiten er verfolgte, ist nicht bekannt. Es wird spekuliert, dass er zu dieser Zeit Jan Swammerdam kennenlernte.

### Rückkehr nach Delft und gesellschaftliche Etablierung
1654 kehrte er nach Delft zurück, wo er den Rest seines Lebens wohnte. Am 29. Juli des Jahres heiratete er mit 21 Jahren die drei Jahre ältere Barbara de May (* 20. Dezember 1629). Zwischen 1655 und 1664 hatte das Paar fünf Kinder, von denen nur die zweitgeborene Tochter Maria (* 22. September 1656; † 25. April 1745) die frühe Kindheit überlebte. Maria blieb unverheiratet und blieb bei ihrem Vater bis an sein Lebensende. Wohl ebenfalls 1654 kaufte Leeuwenhoek ein Haus und Geschäft in der Straße Hippolytusbuurt, in dem er einen Tuchhandel eröffnete. Zwei überlieferte Rechnungen von 1658 und 1660 zeigen, dass er tatsächlich als Tuch- und Kurzwarenhändler tätig war.
1660, mit nur 27 Jahren, wurde Leeuwenhoek zum Kammerherrn der Schepenen der Stadt Delft ernannt („Camerbewaarder der Camer van Heeren Schepenen van Delft“) und damit zu einem der besser bezahlten städtischen Bediensteten. Ein Schepen war ein städtischer Würdenträger mit Aufgaben eines Ratsherrn, aber auch eines Schöffen. Diese Funktion erfüllte Leeuwenhoek 39 Jahre lang. Auch danach bezog er noch bis zu seinem Tod das entsprechende Gehalt. Zu den Aufgaben gehörte es, die Räumlichkeiten instand zu halten, zu beheizen, zu reinigen, für Versammlungen zu öffnen, Aufgaben für die Versammelten zu übernehmen und Stillschweigen über alle dort beredeten Angelegenheiten zu bewahren. Sein jährliches Gehalt mit Aufwandsentschädigung lag zunächst bei 314 Gulden pro Jahr und 1699 bei 400, um schließlich auf 450 Gulden zu steigen: 1711 erhielt er ein zusätzliches Gehalt von 50 Gulden als „generaal-wijkmeester“ (in etwa: General-Bezirksmeister). Ein gut bezahlter Glasarbeiter verdiente 270 Gulden im Jahr, Leeuwenhoek bekam also ein recht stattliches Gehalt. Es wurde vermutet, dass Leeuwenhoek beide Ämter ehrenhalber verliehen wurden und die tatsächlichen Aufgaben durch Stellvertreter ausgeführt wurden. Neuere Forschungen sprechen jedoch gegen diese Annahme. Ebenfalls um 1660 hat er vermutlich aufgehört, als Tuchhändler zu arbeiten.
Nach zwölf Jahren Ehe starb 1666 Leeuwenhoeks Frau Barbara. 1671 heiratete er ein zweites Mal, Cornelia Swalmius. Diese starb 1694.
1669 wurde Leeuwenhoek nach entsprechender Prüfung als Landvermesser staatlich zugelassen. 1676 wurde er zum Nachlassverwalter für den Maler Jan Vermeer bestimmt. Ebenfalls 1632 geboren, verstarb dieser mit nur 43 Jahren und hinterließ seiner Witwe und acht minderjährigen Kindern einen insolventen Nachlass sowie zahlreiche seiner wertvollen Bilder. Nachdem die Witwe den Bankrott hatte erklären müssen, wurde Leeuwenhoek eingesetzt. Möglicherweise war er ein Freund der Familie Vermeer. Sehr wahrscheinlich haben sich Leeuwenhoek und Vermeer gekannt. Sie wohnten beide in der Nähe des Delfter Marktplatzes und hatten gemeinsame Bekannte, etwa Constantijn Huygens. Es gibt aber keinen historischen Beleg für eine Bekanntschaft. Jedenfalls wird die Übertragung der Abwicklung des Besitzes eines zu Lebzeiten in der Stadt angesehenen Malers als Beleg für ein hohes Ansehen Leeuwenhoeks gewertet. Ein weiteres Amt übernahm Leeuwenhoek 1679, als er zum wijnroeijer (Weinmesser) gewählt wurde. Als solcher musste er alle Weine und Spirituosen, die in die Stadt gebracht wurden, prüfen und die verwendeten Gefäße eichen. Dieses Amt hatte er wohl bis zum Lebensende inne, wobei er sich teils vertreten ließ.

### Korrespondenz mit der Royal Society
1660 wurde in London die Royal Society gegründet. Sie wollte mit allen in Kontakt treten, die das Wissen über die Natur förderten, unabhängig von deren Nationalität oder gesellschaftlicher Stellung. Ihr erster Sekretär, Henry Oldenburg, pflegte zahlreiche Briefwechsel, so auch mit dem 1673 schon berühmten, in Delft praktizierenden Arzt Reinier de Graaf. In den Jahren zuvor hatte sich Leeuwenhoek offensichtlich erfolgreich mit der Anfertigung von Mikroskopen befasst und erste Beobachtungen mit deren Hilfe angestellt. De Graaf war über diese Arbeiten im Bilde und hatte mehrfach selbst verschiedene Objekte durch diese Mikroskope betrachten können. In der Zeitschrift der Royal Society, den Philosophical Transactions, erschien 1668 eine mikroskopische Arbeit des Italieners Eustachio Divini. Er hatte ein kleineres Tier als alle bisher gesehenen finden können. Wohl in Antwort auf diesen Bericht schrieb de Graaf an Oldenburg, dass Leeuwenhoek Mikroskope entwickelt habe, die besser seien als alle bisher bekannten. Der Brief wurde beim Treffen der Royal Society am 7. Mai 1673 (Julianischer Kalender) verlesen. Ein Brief von Leeuwenhoek selbst, in dem er verschiedene Beobachtungen mitteilte, war Graafs Schreiben beigefügt. Eine englische Übersetzung wurde in den Philosophical Transactions veröffentlicht.
Bemerkenswert ist, dass diese Kontaktaufnahme mitten im Englisch-Niederländischen Krieg von 1672–1674 stattfand, der Teil des Holländischen Kriegs von 1672 bis 1678 war. Zwar wurde Delft nicht von feindlichen Armeen erreicht, es gab im Rampjaar (Katastrophenjahr) 1672 jedoch Aufstände gegen die Regenten. Erst ein gutes halbes Jahr zuvor, am 10. September 1672, war die Hälfte der Stadtregierung, der Vroedschap, herausgeworfen worden.
Die Mitglieder der Royal Society trugen Oldenburg auf, direkt mit Leeuwenhoek in Kontakt zu treten und um Abbildungen der beobachteten Objekte zu bitten. Leeuwenhoek fand sich des Zeichnens nicht mächtig, er ließ daher zeichnen und sandte das Ergebnis nach London. Parallel zu diesem Brief schickte Constantijn Huygens einen Leeuwenhoek lobenden Brief an Robert Hooke, Mikroskopiker und Mitglied der Royal Society. Ab dieser Zeit sandte Leeuwenhoek bis an sein Lebensende zahlreiche Briefe an die Royal Society, von denen viele, oft gekürzt, in englischer Übersetzung in den Transactions abgedruckt wurden. In späteren Jahren wurden viele der Briefe in niederländischer oder lateinischer Fassung auch als eigenständige Veröffentlichungen gedruckt.
Am 23. Januar 1680 schrieb Hooke an Leeuwenhoek anscheinend, er sei erstaunt, dass dieser noch kein Mitglied der Royal Society sei, und er bot an, ihn zur Wahl vorzuschlagen. Die Antwort von Leuwenhoek vom 13. Februar ist erhalten: Er habe niemals mit einer solchen Ehre gerechnet und er würde die Wahl als größte Ehre der Welt ansehen. Tatsächlich wurde Leeuwenhoek bereits am 19. Januar (Julianischer Kalender) auf Vorschlag von William Croone einstimmig als ordentliches Mitglied gewählt. Der Sekretär der Gesellschaft wurde beauftragt, ein Diplom anzufertigen und Leeuwenhoek zu schicken.
Die Bedeutung, die die Aufnahme in die Royal Society für Leeuwenhoek hatte, wird aus seiner Antwort an Hooke deutlich, aber auch daraus, dass das Diplom im einzigen von ihm angefertigten Ölgemälde-Porträt prominent platziert war. Am 13. August des Jahres schrieb Constantijn Huygens Junior an seinen Bruder Christiaan Huygens: „Noch immer eilen alle hier um Leeuwenhoek zu sehen, als den großen Mann des Jahrhunderts. Vor einigen Monaten hat ihn die Royal Society in London aufgenommen, was ihm einigen Stolz gegeben hat. Er hat sogar ernsthaft Herrn Vater [gemeint ist Constantijn Huygens] gefragt, ob er mit dieser Ehre bekleidet in Zukunft verpflichtet sei, hinter einem Doktor der Medizin zurück zu stehen.“
Gegen Ende des 17. Jahrhunderts war Leeuwenhoek der einzige ernsthafte Mikroskopiker weltweit. Er hatte weder Rivalen noch Nachahmer. Mikroskope wurden sonst nur zum Zeitvertreib eingesetzt.

### Besucher und Briefpartner
Nachdem Leeuwenhoek durch seine Entdeckungen berühmt geworden war, wollten ihn zahlreiche Menschen besuchen und durch seine Mikroskope schauen, darunter Berühmtheiten und Staatsoberhäupter. Zar Peter der Große kam 1697 und ließ sich den Blutkreislauf im Schwanz eines Aals zeigen. Die Königin von England Maria II. suchte ihn ebenfalls in Delft auf, wie schon 1679 James Duke of York, der spätere König Jakob II. von England und 1678 John Locke. Leeuwenhoek fühlte sich dadurch geschmeichelt und es festigte seinen Ruf in der Stadt. Er fühlte sich aber auch gestört und wollte am liebsten allein gelassen werden.
Thomas Molyneux (1661–1733), irischer Arzt und Zoologe, wurde 1686 Mitglied der Royal Society. Er besuchte Leeuwenhoek in deren Auftrag 1685 und hinterließ einen schriftlichen Bericht. In diesem beschreibt er den Aufbau der Mikroskope, die Leeuwenhoek seinen Besuchern zeigte, aber auch, dass Leeuwenhoek von weiteren Mikroskopen sprach, die dieser nur selbst je gesehen hätte und die noch weit besser als die gezeigten wären. Jene, die er ausprobieren konnte, vergrößerten ähnlich stark wie einige, die er zuvor in England und Irland verwendete, sie hatten aber ein deutlich klareres Bild. Thomas Molyneux wurde vermutlich von seinem Bruder William Molyneux begleitet, denn dieser schrieb in einem Buch über Optik von seinem Besuch bei Leuwenhoek mit einer ähnlichen Einschätzung der Mikroskope.
Am 4. März 1699 wurde Leeuwenhoek von einem Mitglied der Académie des sciences in Paris, dem Physiker Burlet, als Briefpartner („correspondant“) benannt. Ob Leeuwenhoek darüber informiert war, ist nicht bekannt.
Leeuwenhoek führte Korrespondenzen mit vielen Gelehrten und Persönlichkeiten seiner Zeit, neben verschiedenen Mitgliedern der Royal Society unter anderem mit seinen Landsleuten Constantijn Huygens, Anthonie Heinsius, Pieter Rabus, sowie Gottfried Wilhelm Leibniz, Antonio Magliabechi, Kurfürst Johann Wilhelm von der Pfalz, Landgraf Karl von Hessen-Kassel und Melchisédech Thévenot.
Ein weiterer Besucher, der einen ausführlichen Bericht überlieferte, war Zacharias Konrad von Uffenbach, der 1710 kam. Gegen Ende seines Berichts schreibt er:

„Als wir gehen wollten, bate sowohl der wunderliche Mann als auch seine Tochter inständigst, daß wir doch niemand sagen sollten, daß wir bey ihme gewesen, und etwas gesehen. Dann er seye alt und des vielen Ueberlaufens, sonderlich von Leuten, die keine rechte Liebhaber seyen, ganz müde.“

### Alter und Tod

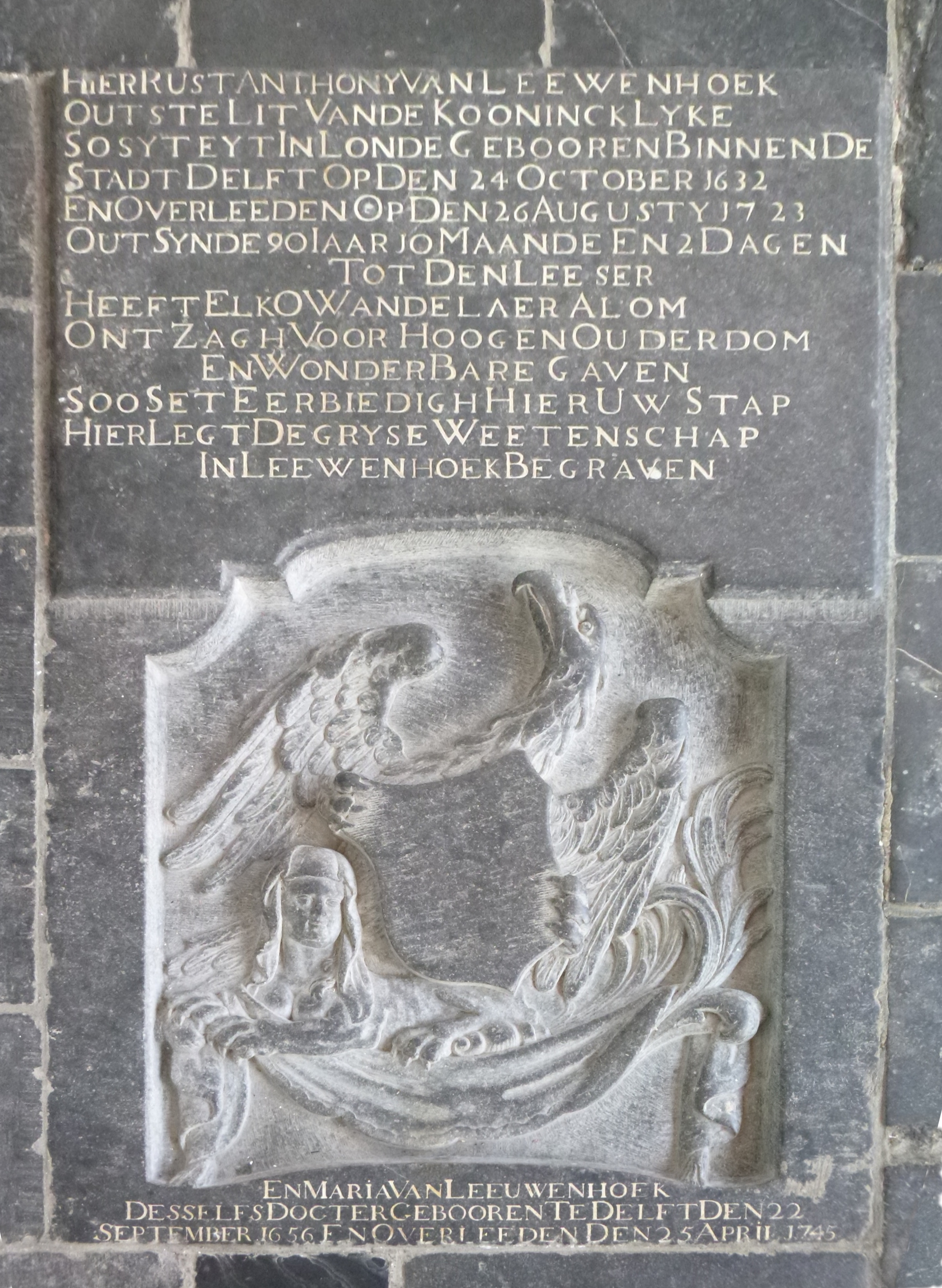
Grabplatte van Leeuwenhoeks und seiner Tochter Maria in der Oude Kerk in Delft.

Leeuwenhoek war im Alter finanziell gut abgesichert. Er versah seine städtischen Aufgaben bis etwa zum Alter von 70, bezog danach aber weiter das entsprechende Gehalt. Sein Vermögen lag bei fast 60.000 Gulden, in seinem Nachlass befanden sich neben zahlreichen Mikroskopen aus Silber auch drei aus Gold.
Leeuwenhoek starb, am 26. August 1723, fast genau zwei Monate vor seinem 91. Geburtstag in Delft, wo er in der Oude Kerk beigesetzt wurde. Die Inschrift auf seinem Grabmal lautet:

“Hier rust Anthony van Leeuvenhoek, outste lit van de Konincklyke Sosyteyt in Londe. Gebooren binnen de stadt Delft op den 24 October 1632 en overleeden op den 26 Augusty 1723 out synde 90 Jaar 10 maande en 2 daagen. Tot den leeser: Heeft elk, o wandelaer, alom ontzagh voor hoogen ouderdom en wonderbare gaven. Soo set eerbiedigh hier uw stap. Hier legt de gryse weetenschap in Leeuvenhoek begraven. en Maria van Leeuvenhoek desselfs docter gebooren te Delft den 22 September 1656 en overbleeden den 25 April 1745”

„Hier ruht Anthony van Leeuwenhoek, ältestes Mitglied der Royal Society in London. Geboren am 24. Oktober 1632 in Delft und gestorben am 26. August 1723 im Alter von 90 Jahren, 10 Monaten und 2 Tagen. An den Leser: Wenn jeder, oh Wanderer, Ehrfurcht vor dem Alter und wunderbaren Gaben hat, so setzt Euren Schritt hier respektvoll. Hier ruht die ergraute Wissenschaft in Leeuwenhoek.
Und Maria van Leeuwenhoek desselben Tochter, die am 22. September 1656 in Delft geboren wurde und am 25. April 1745 verstarb.“

## Porträts von Leeuwenhoek
Trotz seiner Bekanntheit schon zu Lebzeiten gibt es nur wenige Abbildungen, von denen sicher ist, dass sie Leeuwenhoek zeigen. Das bekannteste ist ein Werk von Johannes Verkolje, das in zwei Versionen existiert. Ein Ölgemälde fertigte der Maler 1686 an, in etwa in Leeuwenhoeks 54. Lebensjahr. In diesem schaut Leeuwenhoek nach links. Er trägt eine Perücke, in seiner rechten Hand hält er einen Zirkel. Auf dem Tisch liegt neben anderen Dingen das gesiegelte Diplom der Royal Society. Das Gemälde gehört heute dem Rijksmuseum Amsterdam. Die andere Variante ist ein Mezzotinto-Druck. Dieser unterscheidet sich vom Gemälde durch die Ausrichtung, er ist spiegelverkehrt. Verkolje hat hier wohl auf der Druckplatte aus Kupfer das Ölgemälde richtig herum abgezeichnet, wodurch der Abdruck schließlich seitenverkehrt war. Der Künstler hat aber auch Veränderungen vorgenommen: In der Hand hält Leeuwenhoek jetzt eines seiner Mikroskope und auf dem Tisch liegen statt des Diploms einige Eichenblätter mit Gallen, ein Objekt, von dem Leeuwenhoek im gleichen Jahr mikroskopische Beobachtungen veröffentlicht hat. Von dieser Variante sind mehrere Abdrucke erhalten.
Ein weiterer Druck wurde auf den gravierten Titelseiten der letzten, 1718 veröffentlichten Briefe von Leeuwenhoek dargestellt. Der Graveur, Jan Goeree (1670–1731), fertigte dieses Bild 1707 an, als Leeuwenhoek 75 Jahre alt war.
Die Zunft der Delfter Chirurgen gab 1681 ein Ölgemälde bei Cornelis de Man in Auftrag, das viele ihrer Mitglieder zeigt. Im Mittelpunkt steht der offizielle Stadt-Anatom Cornelis 's Gravesande, der etwas an einem eröffneten Leichnam demonstriert. Rechts hinter ihm, also hinter seiner linken Schulter, steht Leeuwenhoek. Er war kein Mitglied der Gilde; es ist überliefert, dass der Maler dem Bild mit Leeuwenhoeks Anwesenheit mehr Glanz habe verleihen wollen.
Jan Vermeer und Leeuwenhoek lebten zur gleichen Zeit in Delft, waren gleich alt, beide berühmt und Leeuwenhoek hat Vermeers Nachlass abgewickelt. Die Vermutung liegt nahe, dass sie sich auch zu Lebzeiten kannten. Es gibt aber keine Belege darüber, dass sie bekannt waren oder dass Vermeer Leeuwenhoek auch gemalt hätte. Es wurde spekuliert, dass Leeuwenhoek für einige Bilder mit Wissenschaftlern (etwa „Der Geograph“ und „Der Astronom“) Modell gestanden habe. Dem wird jedoch auch widersprochen, mit dem Argument, dass es zwischen der Person auf dem Bild von Verkolje und den Wissenschaftlern Vermeers keine Ähnlichkeit gebe. Der 1669 entstandene „Geograph“ könnte jedoch von Leeuwenhoek inspiriert sein, denn dieser wurde im gleichen Jahr als Landvermesser zugelassen. Möglicherweise handelt es sich um eine idealisierte Version von Leeuwenhoek

Bilder, die Leeuwenhoek zeigen, und Wissenschaftler-Bilder von Vermeer
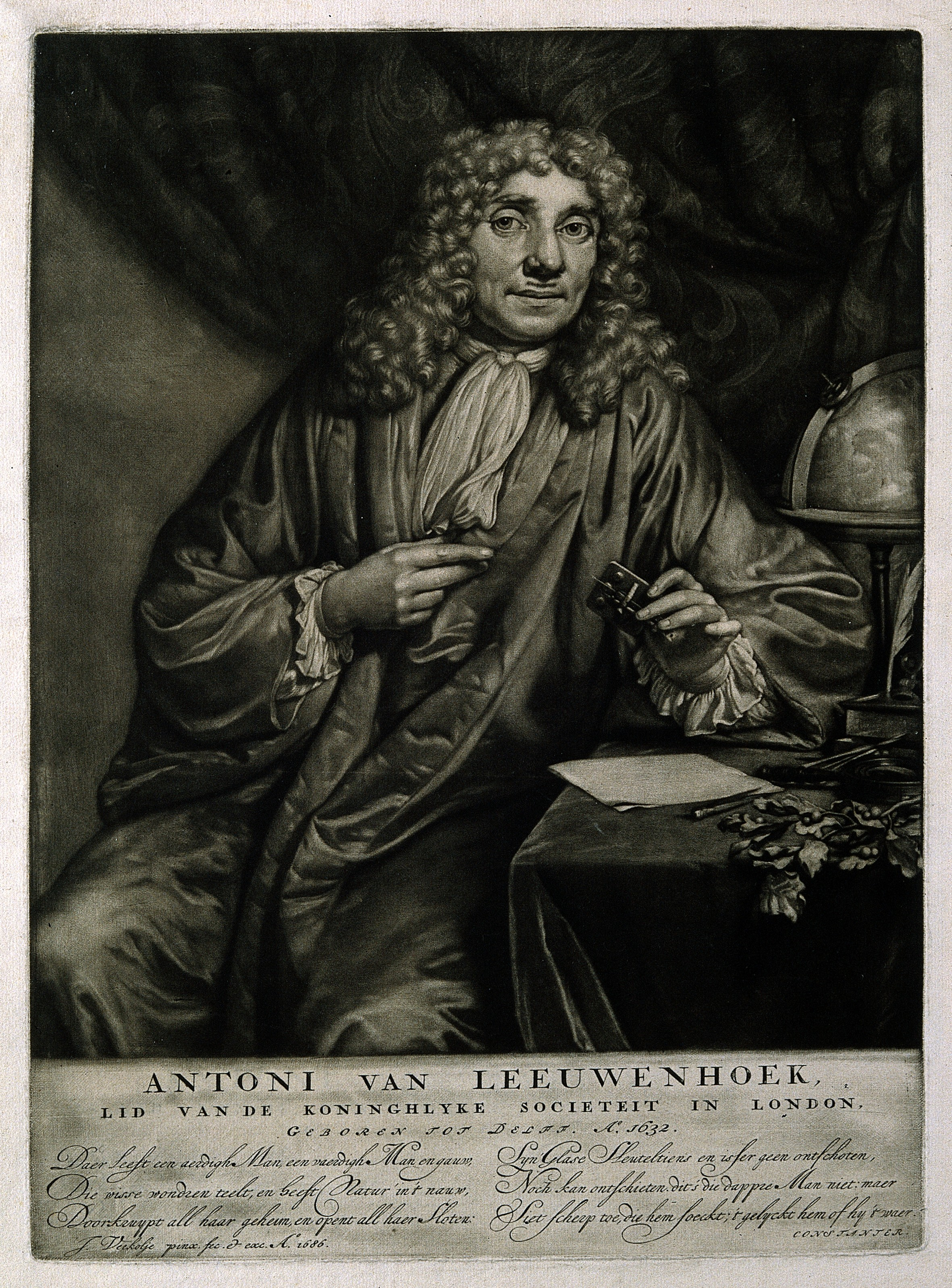
Mezzotinto-Version von Verkolje
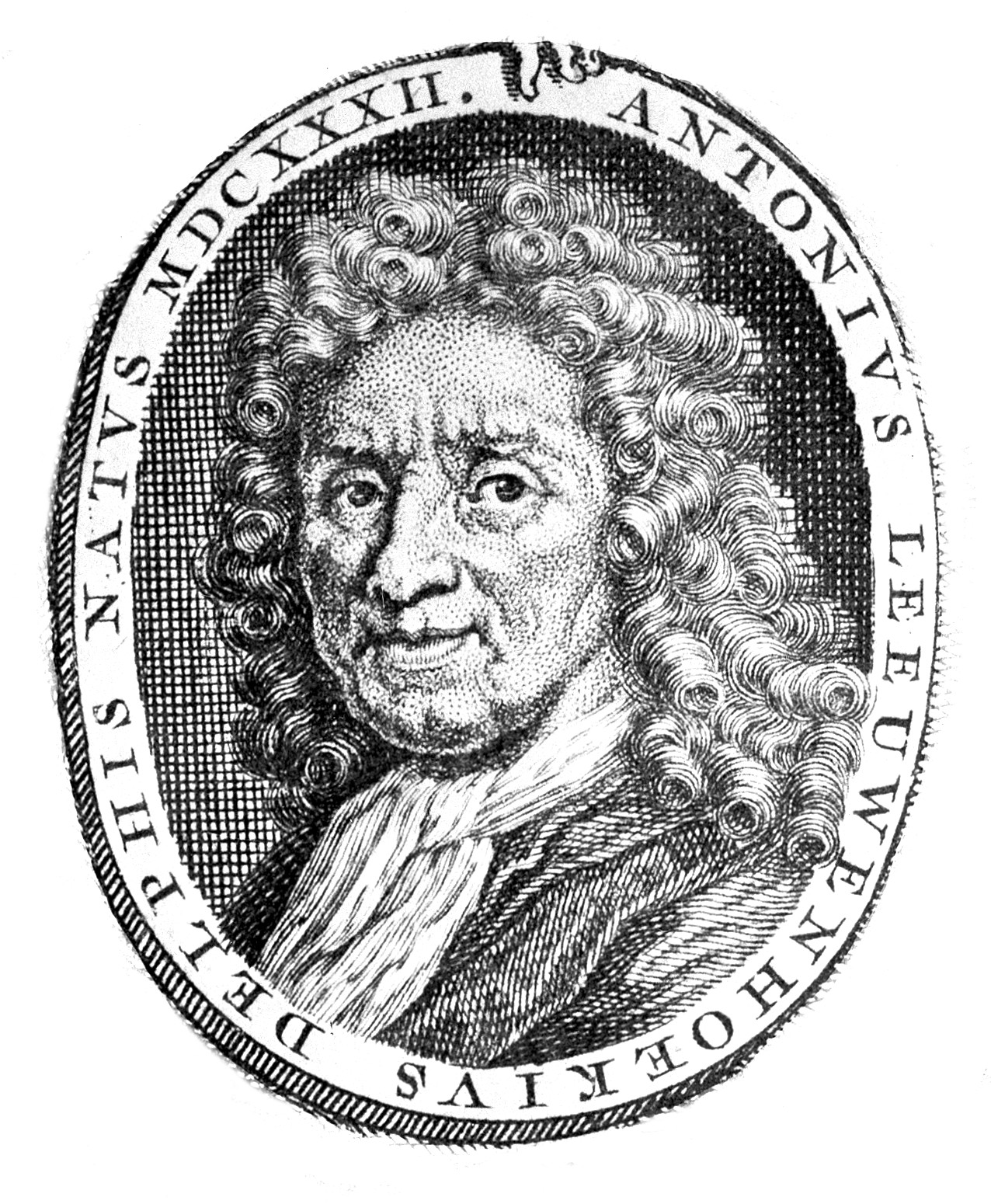
Druck von Goeree
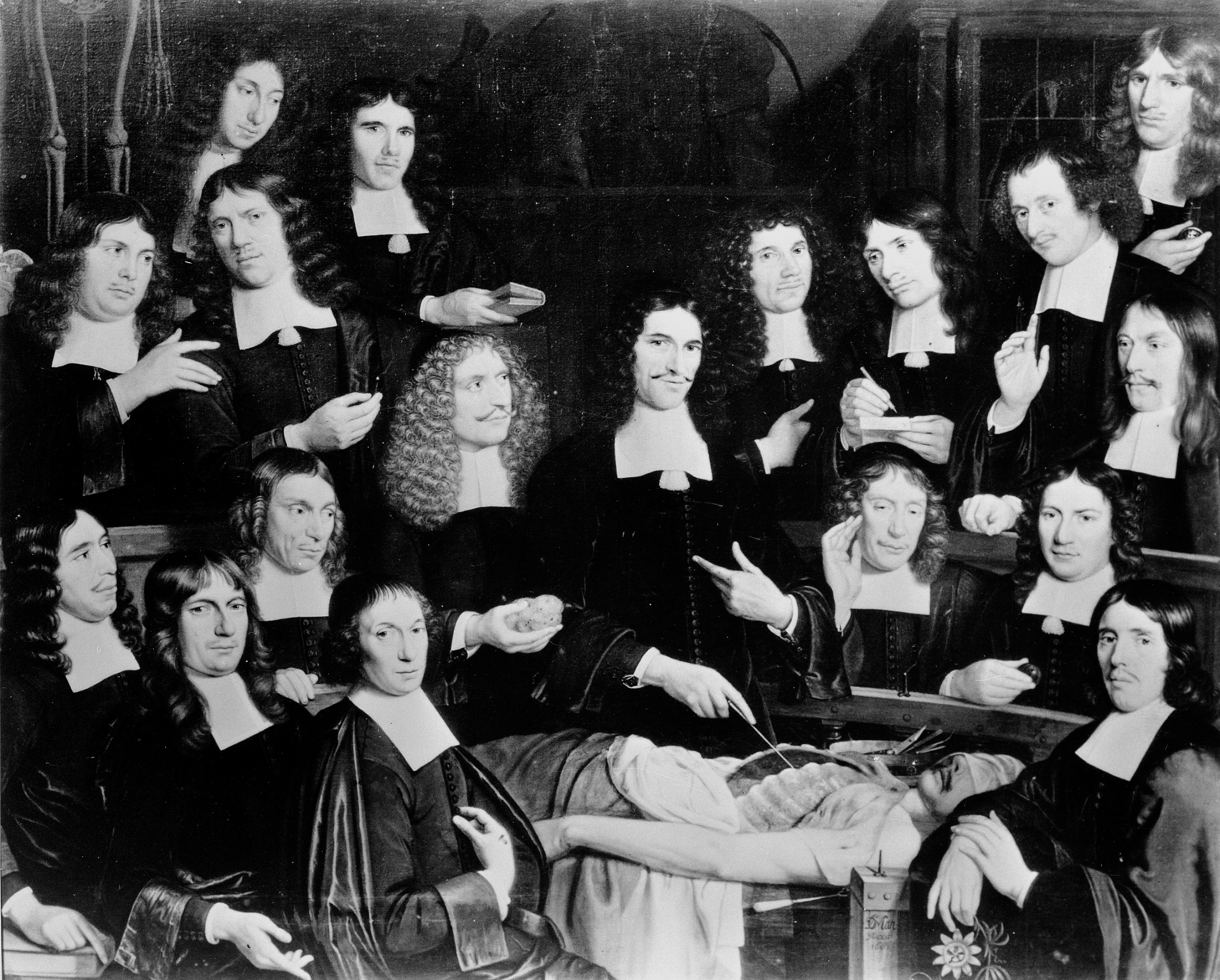
Schwarzweiß-Wiedergabe des Gemäldes von de Man.
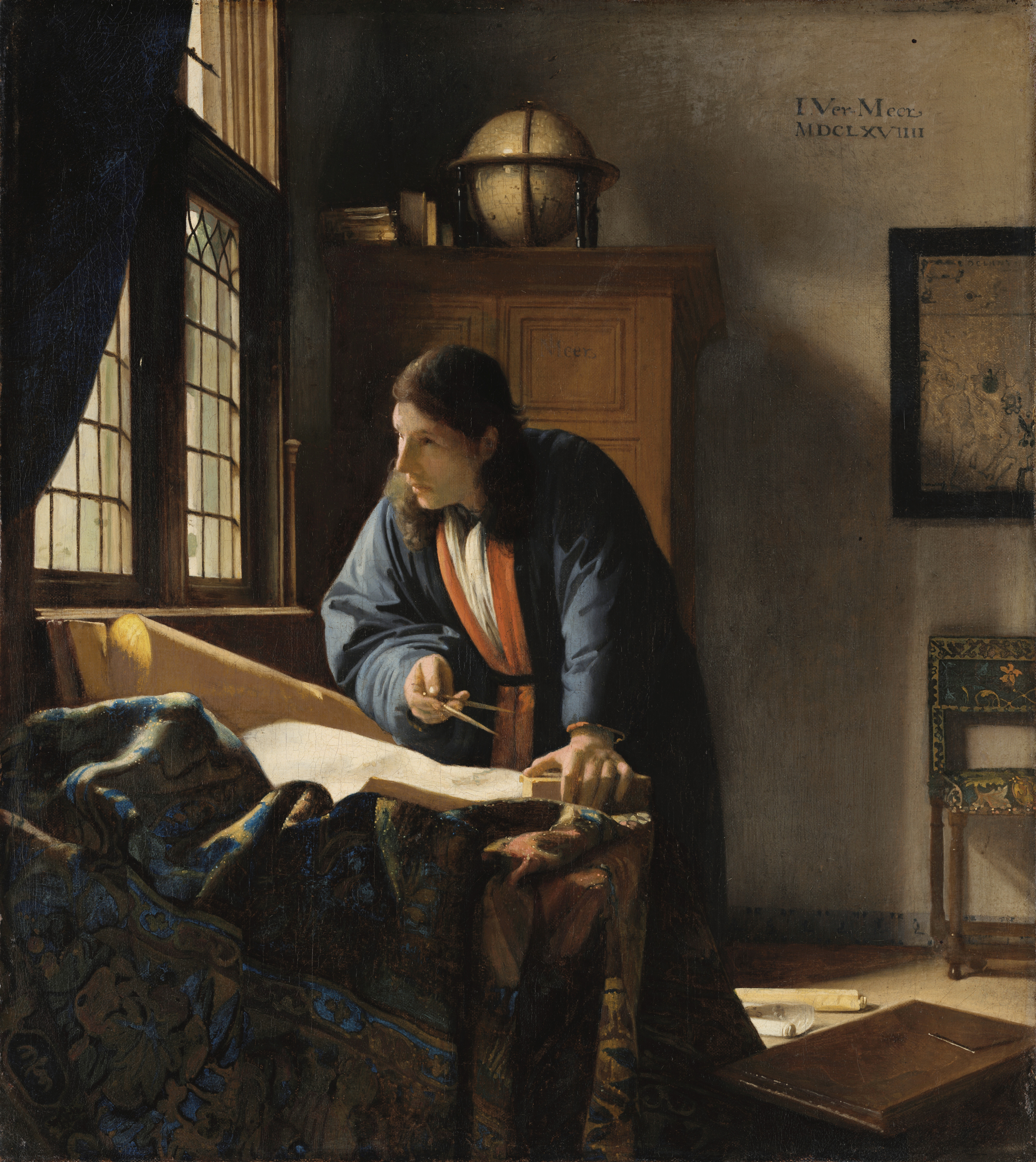
„Der Geograph“ von Vermeer
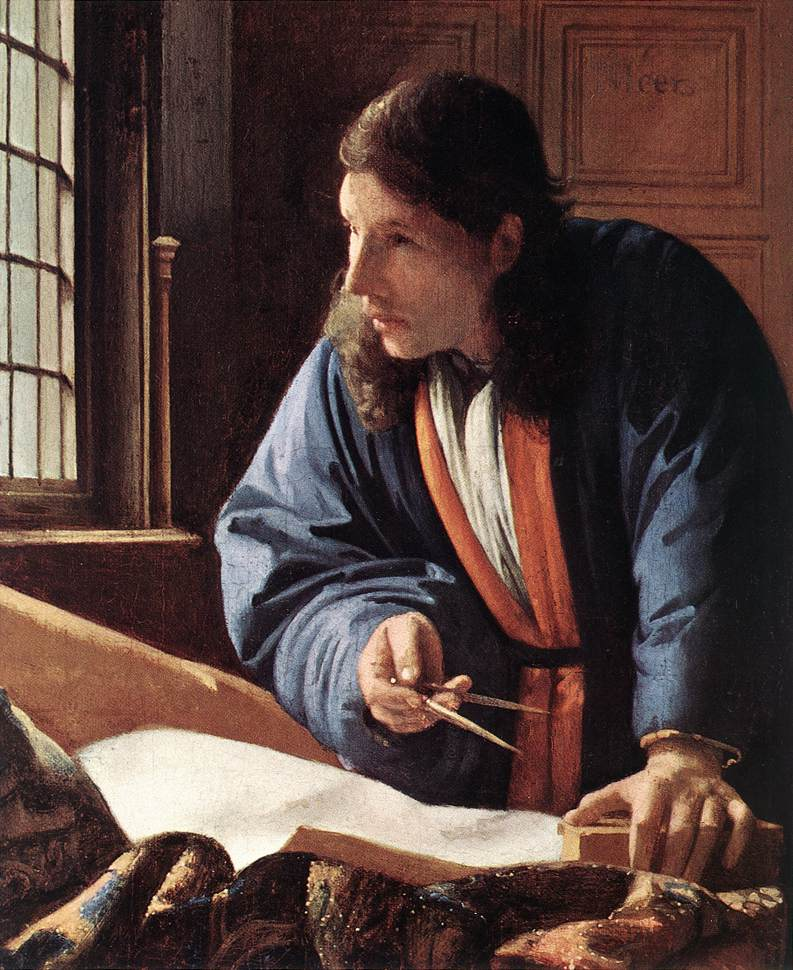
Detailausschnitt
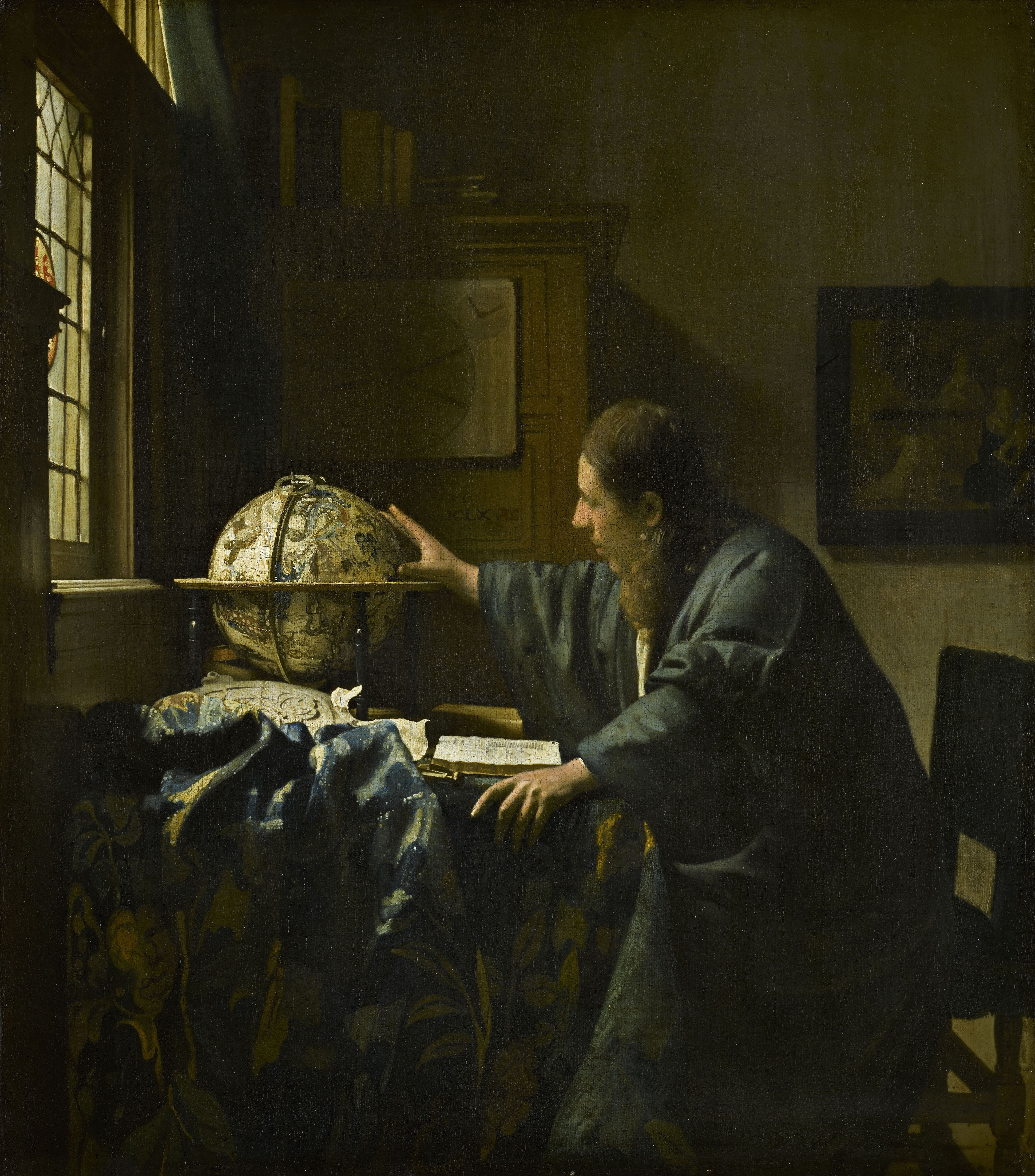
Der Astronom von Vermeer

## Leeuwenhoeks Mikroskope

### Einfache und zusammengesetzte Mikroskope
Alle von Leeuwenhoek bekannten Mikroskope sind sogenannte „einfache Mikroskope“. Im Prinzip funktionieren sie wie eine sehr starke Lupe. Da für stärkere Vergrößerungen stärkere Krümmungen der einzigen Linse erforderlich sind, sind die Linsen solcher einfachen Mikroskope sehr klein. „Einfach“ bezieht sich dabei nicht etwa auf eine einfache Herstellung, sondern auf den Gegensatz zu „zusammengesetzten Mikroskopen“, die mit Objektiv und Okular eine Vergrößerung in zwei Schritten bewirken (siehe auch Lichtmikroskop). Heutige Mikroskope sind bis auf Ausnahmen (siehe etwa Foldscope) zusammengesetzte Mikroskope.
Zusammengesetzte Mikroskope wurden einige Jahrzehnte vor Leeuwenhoeks Geburt entwickelt. Das Problem der chromatischen Aberration wurde erst im 19. Jahrhundert gelöst. Zu Leeuwenhoeks Zeiten multiplizierte sich bei zusammengesetzten Mikroskopen das Problem durch die Verwendung zweier Linsen. Sie produzierten daher vor allem im höheren Auflösungsbereich schlechte Ergebnisse. So schrieb Robert Hooke:

“I have found the use of them [single microscopes] offensive to my eye, and to have much strained and weakened the sight, which was the reason why I omitted to make use of them, though in truth they do make the object appear much more clear and distinct, and magnifie as much as the double Microscopes: nay, to those whose eyes can well endure it, 'tis possible with a single Microscope to make discoveries much better than with a double one, because the colours which do much disturb the clear vision in double Microscopes is clearly avoided and prevented in the single.”

„Ich habe festgestellt, das ihre [einfache Mikroskope] Nutzung meinem Auge schadet, und mein Sichtvermögen anstrengt und schwächt, was der Grund dafür ist, dass ich sie nicht mehr benutzt habe. Obwohl sie in Wahrheit das Objekt klarer und schärfer erscheinen lassen, und genauso stark vergrößern wie zusammengesetzte Mikroskope. Besser gesagt, für jene, deren Augen es aushalten, kann man Entdeckungen viel besser mit einem einfachen Mikroskop machen als mit einem zusammengesetzten. Denn die Farben, die ein klares Bild im zusammengesetzten Mikroskop stark beeinträchtigen, werden beim einfachen offensichtlich vermieden und verhindert.“

Erst ab etwa 1830 wurden zusammengesetzte Mikroskope leistungsfähiger als einfache.

### Bauformen von Leeuwenhoeks Mikroskopen

#### Einfache Mikroskopbauformen und Präparate-Erstellung

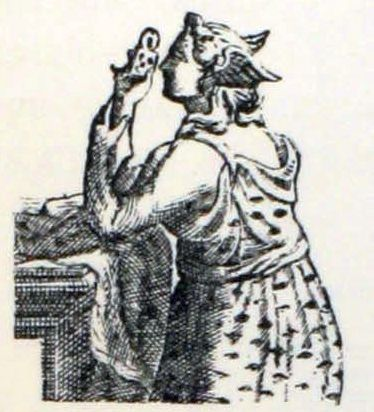
Zur Benutzung wurde Leeuwenhoeks Mikroskop nach oben gegen den Himmel gehalten. Darstellung von der Titelseite seiner gesammelten Werke.

Die Grundkonstruktion von Leeuwenhoeks Mikroskopen (siehe Abbildungen unten) war simpel: Eine kleine bikonvexe Linse wurde zwischen zwei Metallplatten gefasst. Auf der einen Seite wurde das Objekt vor die Linse platziert, von der anderen Seite wurde mit dem dicht davor liegenden Auge durch die Linse das vergrößerte Objekt betrachtet. Je nach Vergrößerung der Linse lag der Abstand zum Auge bei etwa einem Zentimeter. Um das Objekt an die richtige Position bringen zu können, wurde es auf einer Nadelspitze befestigt, die durch eine Vorrichtung mit Schrauben bewegt werden konnte. Eine solche Vorrichtung zum Bewegen des Präparats war ein Alleinstellungsmerkmal bei Mikroskopen seiner Zeit. Die meisten seiner Mikroskope hatten Metallplatten aus Messing oder Silber. Die Platten sind etwa 4–5 cm hoch und halb so breit. Anscheinend zog es Leeuwenhoek vor, ein gutes Präparat mit dem Präparatehalter fest zu verkleben und dann ein neues Mikroskop zu bauen. Im Gegensatz zur hohen Qualität der Linsen war die Qualität der Metallarbeiten nicht allzu gut.
Eine Abweichung vom Grundaufbau bestand darin, zwei oder drei Linsen nebeneinander zu montieren, so dass mittels zweier Haltevorrichtungen mehrere Präparate im raschen Wechsel miteinander verglichen werden konnten. Auch könnten unterschiedlich stark vergrößernde Linsen verwendet worden sein. Heute noch vorhandene Mikroskope Leeuwenhoeks haben alle eine einzelne Linse.
Andere Mikroskope zu Leeuwenhoeks Zeit wurden mit Auflicht verwendet, das Licht fiel also von der Seite des Objektivs auf das Präparat. Leeuwenhoek jedoch verwendete Durchlicht, also Licht, das durch das Präparat hindurch fiel. Durchlicht-Beleuchtung ist für biologische Präparate oft besonders geeignet. Wie genau er verschiedene Präparate beleuchtete, ob mit Kerzen oder generell mit Tageslicht, ist nicht bekannt. In einem Brief empfiehlt er für die Betrachtung von Schnitten, das Mikroskop gegen den offenen Himmel zu halten.
Objekte in Flüssigkeiten wurden in kleine Glasröhrchen gefüllt und darin betrachtet. Diese hat er mit zwei Silber- oder Kupferfedern so befestigt, dass er das Röhrchen wie gewünscht vor der Linse bewegen konnte. Leeuwenhoek beschrieb seinem Besucher Uffenbach, dass er die jungen Austern, die der Besucher betrachten konnte, aus der Mutter heraus genommen, mit einem Tropfen Weingeist versetzt und das Glasröhrchen an das entstandene Gemisch gehalten hatte. Dieses zog darauf von selbst aufgrund des Kapillareffekts in die Röhrchen. Weingeist verwendete er, damit das Gemisch „nicht so leicht stinkend“ würde wie bei der Verwendung von Wasser.
In späteren Versuchen hat Leeuwenhoek Flüssigkeitstropfen wohl auch zwischen zwei Glasplättchen verteilt. Eine Goldlösung ließ Leeuwenhoek auf ein Stück Glas präzipitieren und befestigte dieses am Mikroskop.
Dobell nahm an, dass Leeuwenhoek der erste war, der von undurchsichtigen Objekten Schnitte anfertigte, um diese im Durchlicht zu betrachten. Tatsächlich wurden Schnitte jedoch schon zuvor von Robert Hooke, Nehemiah Grew und Malpighi angefertigt. Untersuchungen im 20. Jahrhundert an Originalschnitten von Leeuwenhoek zeigten, dass ein Kork-Schnitt teils nur wenige Mikrometer dick war. Er fertigte die Schnitte wohl mit seinem Rasiermesser an, auf einem Holundermark-Schnitt konnten rote Blutkörperchen gefunden werden.

Darstellungen von Leeuwenhoek-Mikroskopen
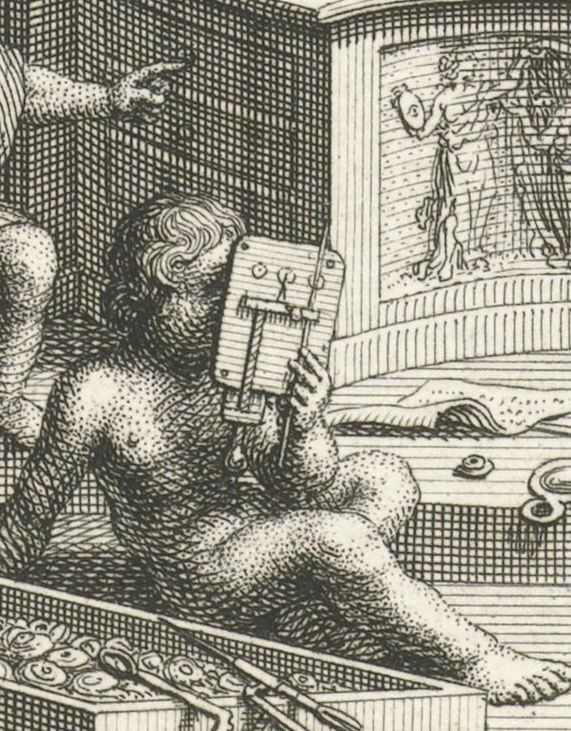
Ausschnitt aus der Katalogtitelseite der Versteigerung von 1747 mit einem dreilinsigen Mikroskop, das sich eine Putte vor das Auge hält, jedoch ohne erkennbares Präparat.
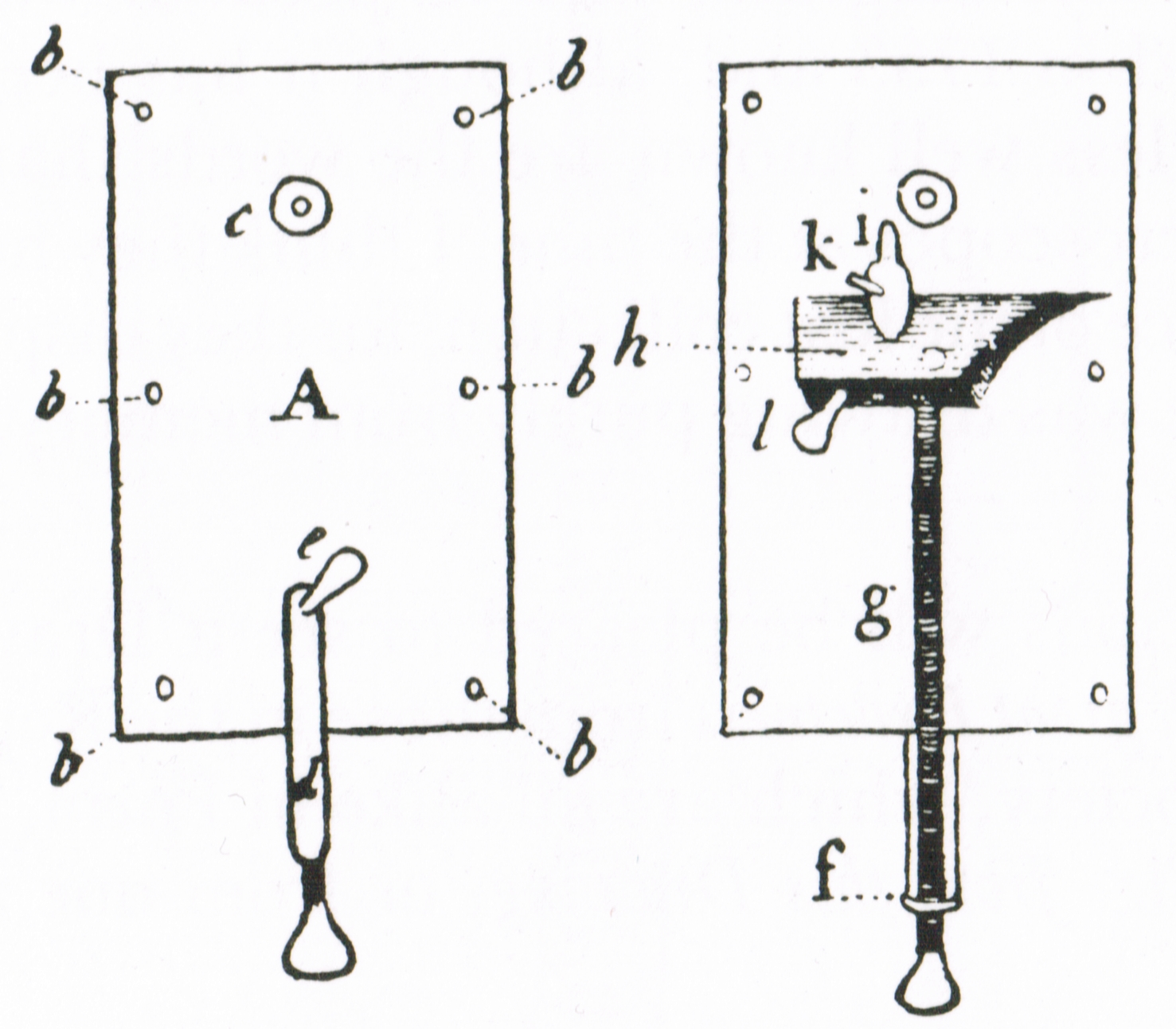
Die älteste überlieferte genaue Zeichnung eines Leeuwenhoek-Mikroskops von 1753. Nach Henry Baker entsprachen alle Mikroskope, die Leeuwenhoek der Royal Society vermacht hatte, diesem Typ.[47]  Links die dem Auge zugewandte Seite, rechts die Präparatseite mit Präparathalterung.
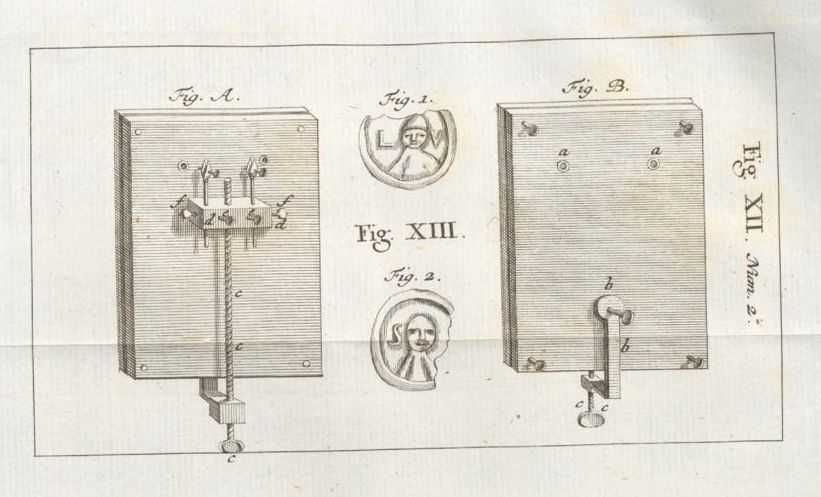
Mikroskop mit zwei nebeneinander liegenden Linsen (jeweils mit a markiert). Aus Uffenbach, 1754. Links die Präparatseite, rechts die dem Auge zugewandte Seite.
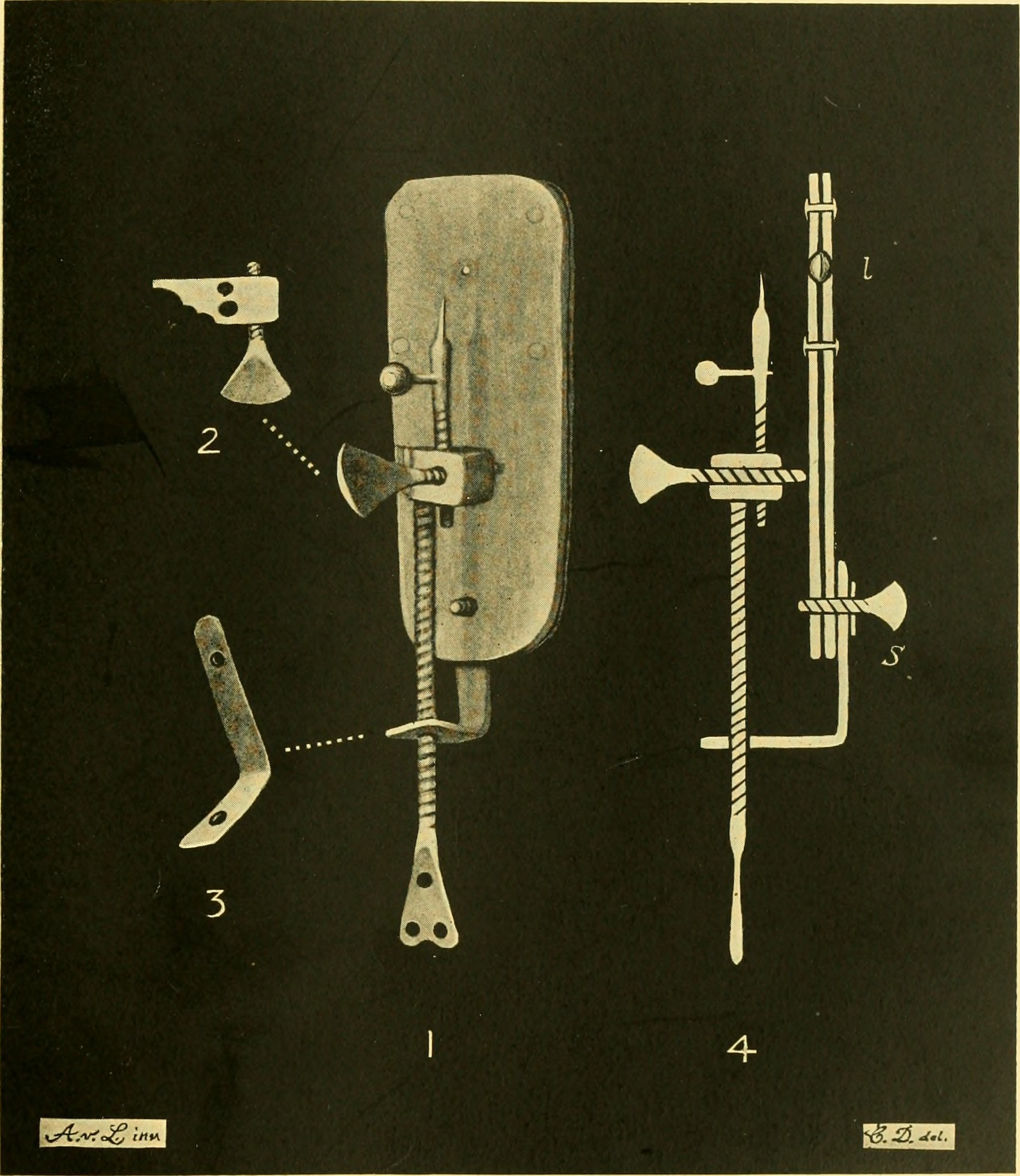
Idealisierte Zeichnung aus Dobell, 1932: Abb. 1: Gesamtansicht, 2: Nadelhalterung mit Schraube zur Fokussierung, 3: Winkelstück, 4: schematische Seitenansicht, l, biconvexe Linse zwischen zwei Blenden, S: Schraube für seitliche Bewegung der Objekthalterung.
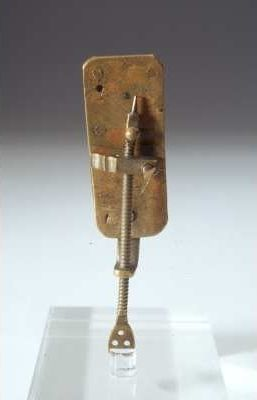
Original-Mikroskop im Boerhaave-Museum in Leiden.
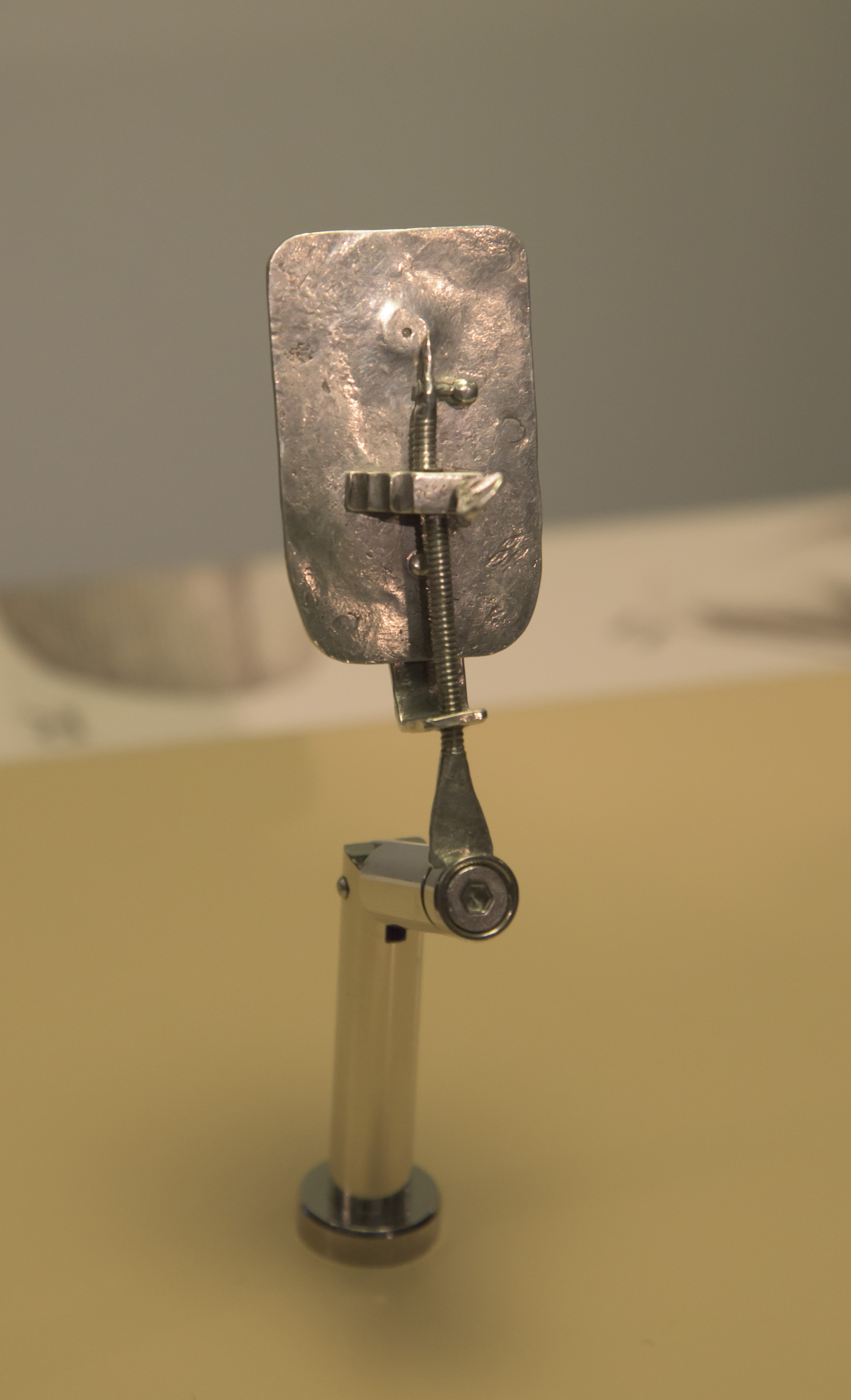
Original-Mikroskop im Boerhaave-Museum in Leiden.
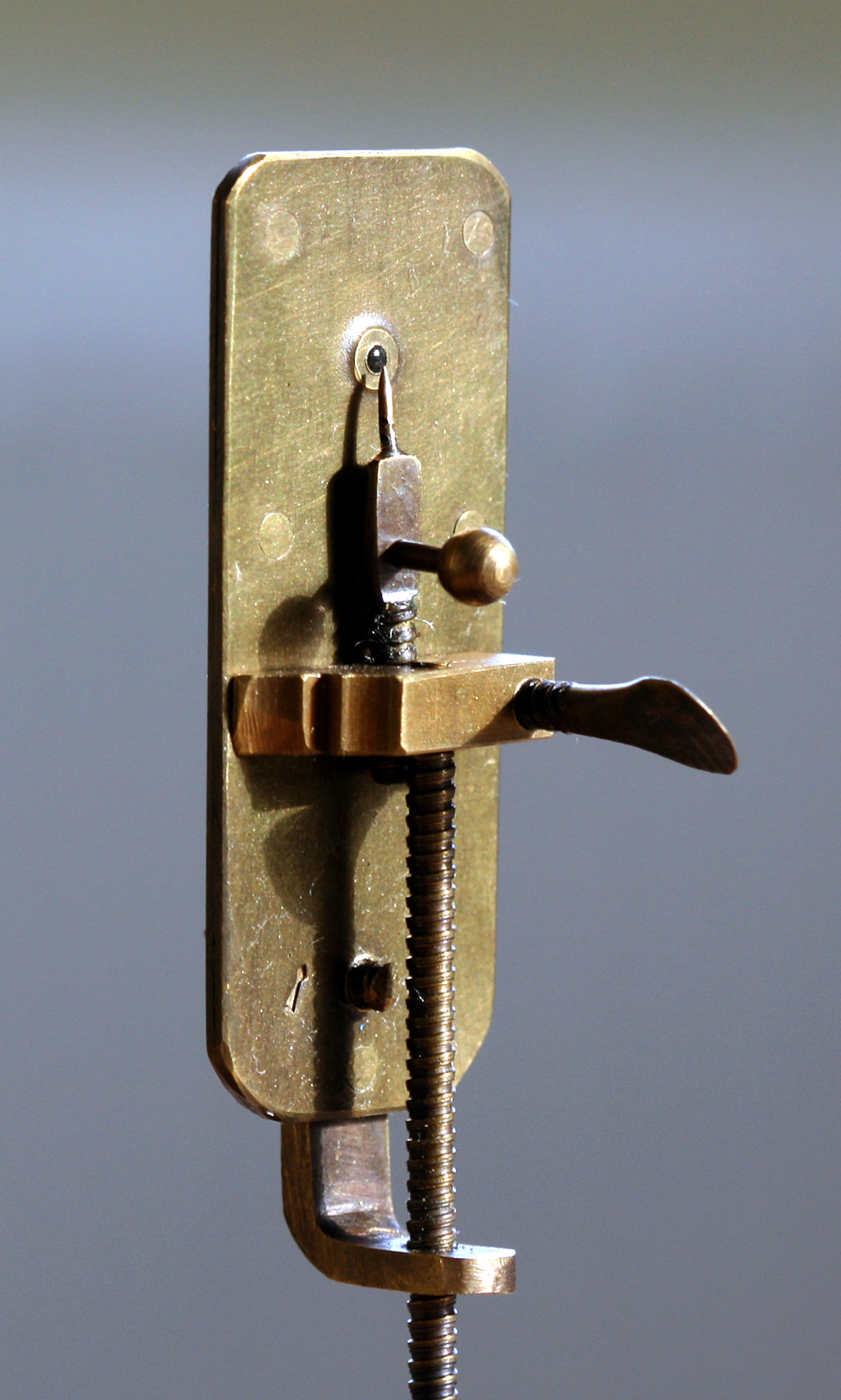
Nachbau eines Leeuwenhoek-Mikroskops.

#### Aalkijker
Eine weitere Variante war der „Aalkijker“ (Aalgucker). Aalkijker sind in drei Bauformen bekannt. 1689 beschrieb Leeuwenhoek zum ersten Mal, dass er sein Mikroskop angepasst habe, um das strömende Blut im Schwanz junger Aale, Kaulquappen und kleiner Fische zu beobachten (siehe Abbildung).

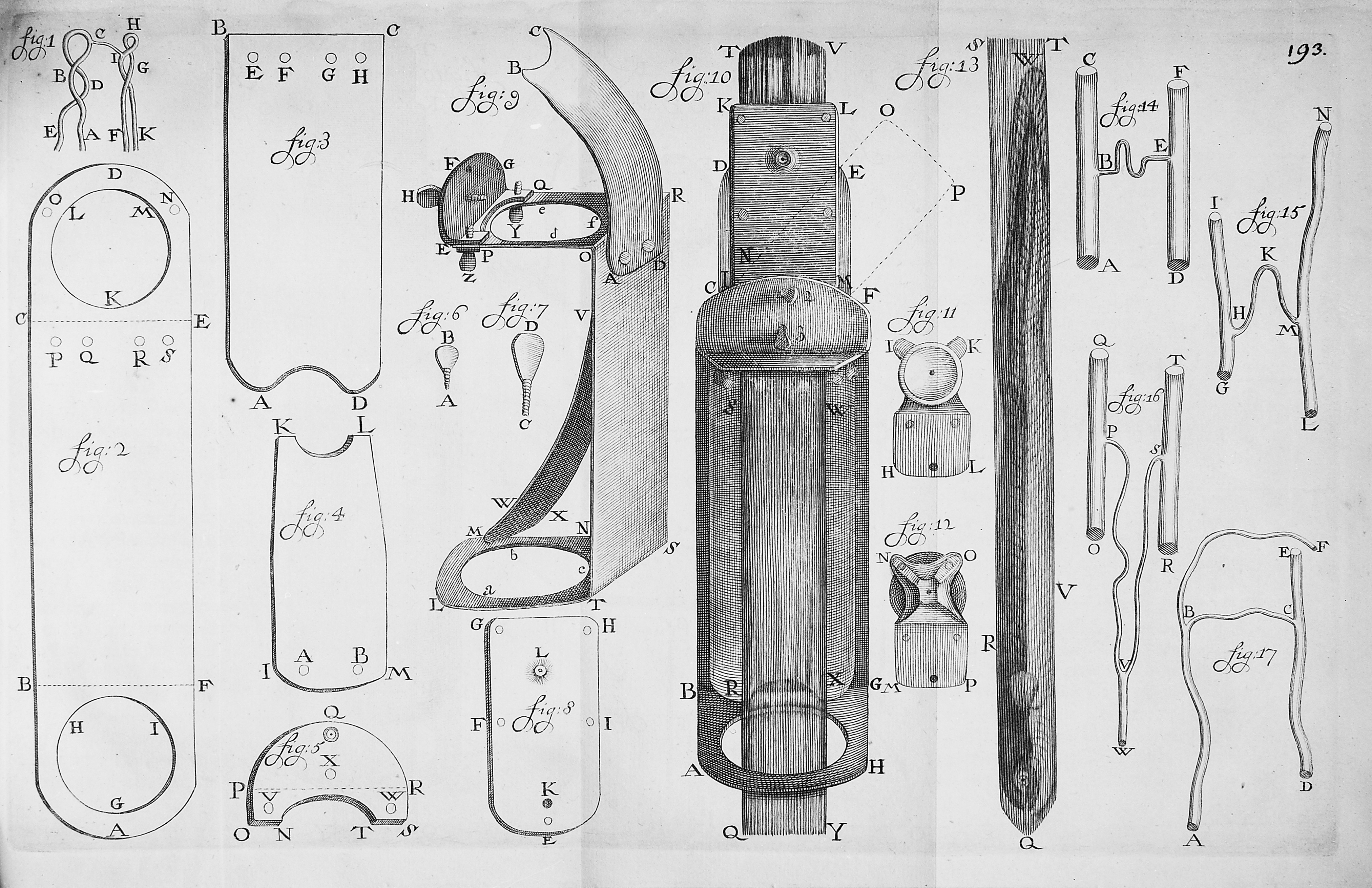
Zeichnungen des ersten Aalkijkers, 1689. Ein Metallrahmen (in der Abbildung fig. 9) hielt eine Glasröhre mit dem Tier (fig. 13). Der Rahmen wurde entweder mit einem seiner normalen Mikroskope (aber ohne Schrauben für die Präparate; fig. 8) oder mit kleineren Linsenhaltern (fig. 11 und 12) versehen, die für schwächere Vergrößerungen womöglich angenehmer waren. Der zusammengebaute Zustand ist in fig. 10 (rechts der Mitte) gezeigt. Im oberen Bereich zwischen den Buchstaben D und E befindet sich die zwischen Metallplatten eingespannte Linse. Hinter den Platten ist das Glasrohr, welches darüber und im unteren Bereich zu sehen ist. Die Abbildung gehört zu einem Brief vom 12. Jan. 1689, in dem Leeuwenhoek anhand der Zeichnungen beschreibt wie er das Gerät gebaut hat. Links oben und rechts Zeichnungen von Blutgefäßen, die er bei verschiedenen Fischarten beobachtet hat.

1708 schrieb Leeuwenhoek, dass er den Aalkijker umgestaltet habe, um die Beobachtung zu vereinfachen, ohne aber eine Zeichnung beizufügen. Sein Besucher Uffenbach fertigte eine Zeichnung an, die er seiner Reiseerzählung beigab, die vermutlich diese Bauform zeigt (siehe Abbildung). Eine weitere Abbildung findet sich auf der Titelseite der Auktion, bei der nach seinem Tod viele der Geräte versteigert wurden.
Uffenbach schrieb über das Gerät:

„Diese Maschine ist simpel, groß und nicht gar bequem. […] Die erste und größte Maschiene [sic] nun (Num.I.) wodurch Herr Leuwenhoek den Umlauff des Bluts bey Fischen betrachtet, bestehet aus einem dünnen viereckigten Stück Messing, ungefehr einen Schuh lang, und einen halben breit, daran das eine End umgebogen ist, und wozu dieses diene, habe ich auch nicht sehen können. In der Mitte ist eine viereckigte Scheibe (a) von einem feinen Glas vermittelst zweyer Rahmen (b b) festgemacht. Auf der einen Seite, die in fig. I. zu sehen ist, hat es unter der Glasscheibe ein schmales Lineal (c) mit zwey Schrauben nicht gar hart auf das Instrument fest gemacht, damit ein anders (d) die Quer darunter fest gehalten, und doch hin und her hinauf oder hinunter könne geschoben werden, dieses lieget hart auf das Glas (a) und kan vermittelst einer Stellschraube, (e) die dadurch gehet, vom besagten Glas nach Belieben erhöhet und abgeschraubet werden, nach dem der focus lentis ist. An dem Lineal (d d) ist oben mit einer Schraube ein kleines viereckigtes Stücklein Messing (e) angehänget, in dessen Mitte das kleine Gläsgen des Microscopii ist, und dadurch man auf das untere grosse blatte Glas, und das hinter demselben liegende Object siehet; er leget deshalben die Fische auf die andere Seite fig. 2 die er halb in ein Schnupftuch wickelt, und selbiges vermittelst des Lineals (f) fest an dem Glas (a a) hält. Es zeigte uns Herr Leuwenhoek die Circulation des Geblütes sehr gut durch diese Maschine, wiewohl es etwa Mühe war, so damit umzugehen, und noch mehr seyn solte, wenn man eine lange Zeit damit observiren solte, denn man muß das Microscopium auf der Seite, da das Gläsgen fig. I. ist, auf die Stirne legen, und also durch das kleine Gläsgen in die Höhe sehen, welches lange Aufsehen zulezt verdrießlich fällt.“

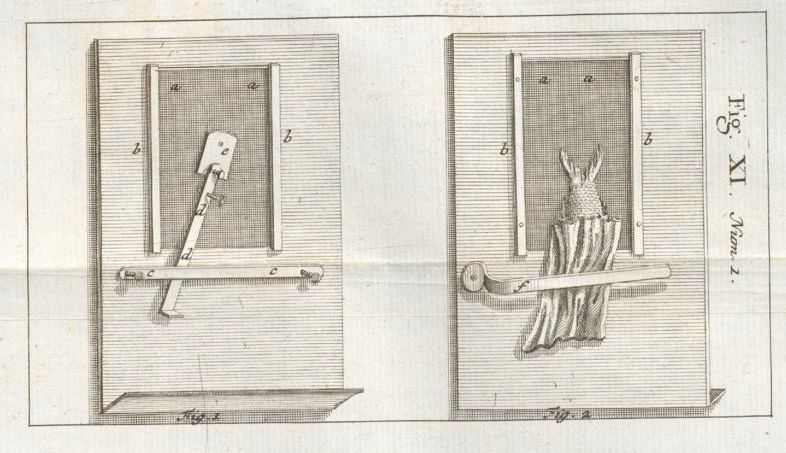
Die zweite Bauform des Aalkijkers, Zeichnung as dem Reisebericht von Uffenbach (1754)

Eine weitere Bauform, die Leeuwenhoek zugeschrieben wird, ist im Museum Boerhaave in Leiden ausgestellt. Im Vergleich zur ersten Bauform ist der Rohrhalter hier kürzer und ein Linsenhalter ist dauerhaft mit ihm verbunden. Mehrere Linsen sind zwischen kleine Platten gefasst und können ausgewechselt werden.

### Linsen
Das Besondere an Leeuwenhoeks Mikroskopen war die ansonsten in seiner Zeit unerreichte Qualität der Linsen.
Für Tuchhändler dieser Zeit waren Lupen ein wichtiges Hilfsmittel, um die Anzahl der Fäden in einem Stoff und damit dessen Qualität zu bestimmen. Vermutlich hat Leeuwenhoek in seiner Amsterdamer Zeit daher zum ersten Mal mit Glaslinsen gearbeitet.
Sogenannte Flohgläser, also einfache Vergrößerungsgläser zum Betrachten von Insekten, waren eine Modeerscheinung der Zeit und das Schleifen von Linsen aus Glasblöcken ein in weiten Kreisen verbreiteter Zeitvertreib. In den 1650er Jahren war Delft für die Qualität seiner Glaslinsen bekannt, nicht zuletzt wegen der hohen Güte des Glases aus lokaler Produktion.
Wie und warum Leeuwenhoek sich für die Mikroskopie begeisterte, ist nicht überliefert. Es gibt jedoch Hinweise darauf, dass er von Robert Hookes Micrographia inspiriert wurde. Er hielt sich ungefähr 1668 in England auf und 1667 kam die zweite Auflage der Micrographia auf den Markt. Darin sind auch mikroskopische Abbildungen von Stoffen zu sehen, an denen Leeuwenhoek vermutlich berufliches Interesse hatte, genauso wie mögliche Berufskollegen, die er vielleicht in England besuchte. Im Vorwort beschrieb Hooke die Methoden, um Linsen herzustellen, und dass einfache Mikroskope bessere Bilder liefern, aber schwieriger zu benutzen sind. Der wohl stärkste Hinweis ist, dass Leeuwenhoek in seinem ersten Brief an die Royal Society zahlreiche Objekte behandelte, die auch in der Micrographia beschrieben wurden: Stachel und Mundwerkzeuge der Biene, eine Laus und Fruchtkörper von Schimmel, und im unmittelbaren Zusammenhang in beiden Werken Holz, Holundermark, Kork und ein Federkiel.
Leeuwenhoek hat seine genauen Arbeitsweisen geheim gehalten. Das betrifft nicht nur die Verwendung seiner besten Mikroskope, sondern auch die Herstellungsweise seiner Linsen.
Es gibt prinzipiell drei Möglichkeiten, kleine, starke Linsen herzustellen. Sie können aus einem Glasstück geschliffen und anschließend poliert werden. Ein dünner Glasfaden kann in eine Flamme gehalten werden, so dass sich am Ende ein Kügelchen bildet. Oder ein dünnes Glasröhrchen wird am Ende zugeschmolzen und zum Glühen gebracht. Durch Blasen in das Röhrchen von der anderen Seite entsteht eine Glaskugel, die eine Warze hat. Diese Warzen sind linsenförmig. Leeuwenhoek hat wohl mindestens zwei dieser Verfahren verwendet, denn von den neun heute noch bekannten Exemplaren von Leeuwenhoeks Mikroskopen haben alle bis auf eines geschliffene Linsen, wie Untersuchungen im 20. Jahrhundert ergeben haben. Nur das am stärksten vergrößernde, das sogenannte Utrechter Mikroskop, hat eine erschmolzene Linse in der Form einer leicht gedrückten Kugel. Ob sie geblasen oder am Ende eines Glasfadens erzeugt wurde, ist umstritten.
Auch sein Besucher Uffenbach berichtete über Leeuwenhoeks Geheimhaltung. Er konnte ihm jedoch entlocken, dass dieser zum Schleifen von Linsen zwar nur einen Schalentyp verwende, dass es aber einen Unterschied mache, ob er frische oder schon häufig benutzte Schalen verwende, da sich die Schalen durch Gebrauch weiten würden und die Gläser dadurch größer würden, ein Vorgang, den Uffenbach als allgemein bekannt ansah. Die Frage, ob Leeuwenhoek auch einige Linsen blasen würde, verneinte Leeuwenhoek entschieden und „bezeigte eine große Verachtung gegen die geblasenen Gläser. […] alle seine Gläser wären auf beyden Seiten convex geschliffen“. Uffenbach schreibt aber auch:

„Was die geblasenen Gläser anbelangt, versicherte Herr Leuwenhoeck, daß er durch zehenjähriges Speculiren es dahin gebracht, daß er eine taugliche Art blasen gelernt, welche aber nicht rund wären“

Uffenbachs mitreisender Bruder wollte nicht glauben, dass es möglich sei, etwas anderes zu blasen als eine Kugel. Arbeiten aus dem 20. Jahrhundert zeigen dies jedoch. Uffenbach beschreibt ferner, dass einige Mikroskope doppelte Linsen hatten, also zwei Linsen direkt hintereinander, die zusammen nicht viel dicker seien als die einfachen Linsen. Die doppelten Linsen seien zwar mühsamer zu machen als die einfachen, sie würden aber auch laut Leeuwenhoeks Aussage nur wenig mehr vergrößern als diese.
Die Linse des Utrechter Mikroskops ist etwa 1,1 mm dick. Von den beiden Messingplatten, zwischen denen die Linse montiert ist, hat die auf der Präparat-Seite eine Öffnung mit 0,5 mm Durchmesser, die dem Auge zugewandte einen Durchmesser von 0,5 mm. Die numerische Apertur wurde mit 0,4 bestimmt.
Alle untersuchten Linsen, einschließlich derer der Mikroskope, die Leeuwenhoek der Royal Society vermachte, waren bikonvex, nicht etwa kugelförmig. Möglicherweise war er deshalb erfolgreicher als andere Mikroskopiker, die mit einfachen Mikroskopen und mit kugelförmigen Linsen arbeiteten.

### Anzahl und Verbleib der Mikroskope

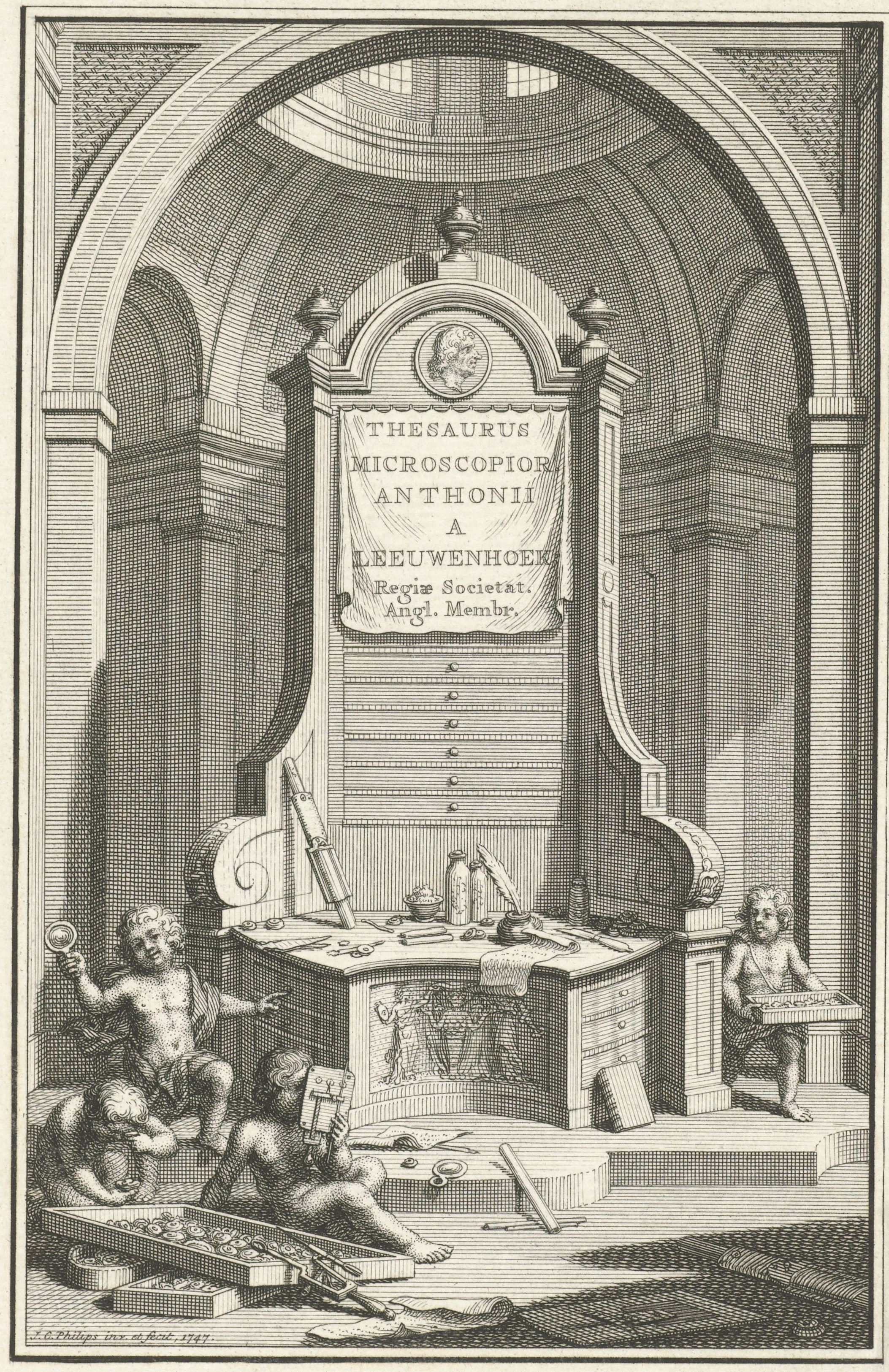
Abbildung auf der Titelseite des Versteigerungskatalogs von 1747. Die ursprüngliche Bauform des Aalkiekers steht auf dem Pult nach links angelehnt, eine weitere liegt unten am rechten Bildrand. Die neuere von Uffendorf beschriebene liegt am unteren Bildrand rechts der Mitte. Die vorne sitzende Putte hält ein Mikroskop mit drei Linsen. Davor vermutlich Tabletts mit einzelnen Linsen.

Bis zu seinem Tod fertigte Leeuwenhoek mehr als 500 einfache Varianten seiner Mikroskope, Aalkijker und einzelne Linsen an. Zu seinen Lebzeiten gab er soweit bekannt nur zwei davon ab, und zwar als Geschenk an Königin Maria II. von England, als diese ihn in Delft besuchte. Ansonsten verweigerte er jedes Ansinnen auf Verkauf oder Abgabe seiner Instrumente.
Zu Lebzeiten stellte er ein Schränkchen mit 26 Mikroskopen aus Silber zusammen, die ursprünglich jeweils ein Präparat montiert hatten. Dieses Schränkchen vermachte er der Royal Society. Seine Tochter verschickte es nach seinem Tod nach London. Diese Sammlung wurde 1722 und 1739 eingehend beschrieben. In der ersten Hälfte des 19. Jahrhunderts ging sie jedoch verloren.
Leeuwenhoeks Tochter Maria starb 1745. Zwei Jahre später und damit 24 Jahre nach Leeuwenhoeks Tod wurden die verbliebenen Mikroskope in der Lukasgilde in Delft versteigert, der Gilde der Maler, Glasmacher und Porzellanhersteller. Zwei Exemplare des Versteigerungskatalogs sind überliefert, einer der beiden enthält auch die Namen der Käufer und den Preis. Die Sammlung wurde auf 196 Einzelposten aufgeteilt, viele bestanden aus einer Box mit zwei Mikroskopen, so wie Leeuwenhoek sie hinterlassen hatte. Einige Posten bestanden aus Linsen. Von den 322 Mikroskopen waren die meisten aus Messing, 131 aus Silber, vier hatten beide Metalle und drei Exemplare waren aus Gold. Fast alle zugehörigen Linsen waren aus Glas, aber vier der Silbermikroskope hatten eine Linse aus Quarz und zwei weitere aus Sand. Außerdem kamen 23 Aalkijker der verschiedenen Bauarten zum Verkauf. Die meisten Käufer waren Delfter Bürger, darunter einige Notare. Bis zu 20 Einzelposten gingen an eine Person.
Ende des 20. Jahrhunderts waren noch neun seiner Mikroskope bekannt. Bis Ende 2015 hat sich die Zahl der Leeuwenhoek zugeschriebenen Mikroskope auf zwölf erhöht. Ein Besucher einer Ausstellung erkannte, dass er eines zu Hause hatte. Eines wurde bei silbernem Puppenhaus-Zubehör gefunden, ein weiteres fand sich im Schlamm eines Delfter Kanals. Hinzu kommen ein Aalkijker und sechs einzelne Linsen.
Eines dieser Mikroskope, ein silbernes, wurde 2009 bei Christie’s für 350.000 Euro versteigert. Vier befinden sich im Museum Boerhaave in Leiden, zwei im Deutschen Museum in München, eines im Universitätsmuseum Utrecht, eines im Naturkundemuseum Antwerpen und neben dem versteigerten ein weiteres in einer privaten Sammlung. Das Museum Boerhaave besitzt außerdem fünf einzelne, gefasste Linsen.

### Leistungsfähigkeit der Mikroskope
Die Sammlung der 26 Mikroskope der Royal Society wurde 1739 eingehend untersucht. Umgerechnet auf den Abstand eines Gegenstands zum Auge von 250 mm ergaben sich dabei Vergrößerungen von 50-fach (entsprechend einer Brennweite von f=5,08 mm) bis 200-fach (f=1,27 mm). Am häufigsten war eine Vergrößerung von etwa hundertfach (f=2,54 mm), die bei acht Mikroskopen vorkam.
Bei den zehn Anfang 2015 noch bekannten Mikroskopen traten Vergrößerungen von 68-fach(f=3,66 mm) bis 266-fach (f=0,94 mm) auf.
Beim letzteren, dem sogenannten Utrechter Mikroskop, konnte bei Untersuchungen im 20. Jahrhundert mit Fotos von Diatomeen, einem bei Mikroskopikern beliebten Testobjekt, eine Auflösung von 1,35 µm erreicht werden. Damit übertraf es noch die Auflösung eines achromatischen zusammengesetzten Mikroskops von 1837 von Charles Chevalier, einem führenden Mikroskopbauer seiner Zeit.
Die fünf einzelnen gefassten Linsen des Museums Boerhaave haben meist niedrigere Vergrößerungen, von 32-fach bis 65-fach, nur eine erreicht 150-fach. Sie werden als Zubehör zum Aalkijker gedeutet.
Zusammengesetzte Mikroskope erreichten zu Leeuwenhoeks Zeiten nur eine Vergrößerung von etwa 100-fach. Sein Beitrag für die Anwendung der Mikroskopie als wissenschaftliche Technik war außerordentlich. Niemand hat zu seiner Zeit vergleichbare Beobachtungen machen können, auf Grund der hohen Leistungsfähigkeit seiner Geräte, aber auch auf Grund der Geheimhaltung, mit der er seine leistungsfähigeren Verfahren umgab.

### Geheime Methoden
Leeuwenhoek hielt seine Arbeitsmethoden zum großen Teil geheim. Er erwähnte explizit, dass er seine besten Mikroskope für sich selbst behalte und seinen Besuchern nicht zeigte. Émile Blanchard vermutete 1868 gar, Leeuwenhoek habe im hohen Alter seine besten Instrumente verschwinden lassen, um seine Methode geheim zu halten. Auch seine spezielle Beobachtungsmethode für sehr kleine Kreaturen hielt er geheim. Daher kann nur spekuliert werden, wie er diese Beobachtungen genau durchführte.
Dobell war überzeugt, dass Leeuwenhoek Dunkelfeldmikroskopie betrieb. Barnett Cohen demonstrierte 1937 zwei Verfahren, mit denen Leeuwenhoek eine zusätzliche Vergrößerung erzielt haben könnte: Durch Einbringen der Flüssigkeit in das kugelförmig aufgeblasene Ende einer Glaskapillare konnte er bei einem Kugeldurchmesser von etwa 1 mm eine um Faktor 1,5-fach erhöhte Vergrößerung feststellen. Durch Einbringen einer kleinen Luftblase in die Kugel konnte er ferner eine um Faktor 2 erhöhte Vergrößerung bei Objekten vor der Blase beobachten. Mit seitlicher Dunkelfeldbeleuchtung konnte er rote Blutkörperchen so sehr deutlich sehen.
Klaus Meyer, der Leeuwenhoeks Briefe ins Deutsche übersetzte und 1998 herausgab, vertrat dagegen die Ansicht, dass Leeuwenhoek sein normales Mikroskop mit einem Tubusrohr und einer schwach vergrößernden Okularlinse versah und es so zu einem zusammengesetzten Mikroskop erweiterte. Laura J. Snyder vermutet, dass er neben der Anwendung von Dunkelfeldmikroskopie auch ein Sonnenmikroskop verwendete, mit dem er mikroskopische Bilder an eine Wand warf.
Aufgrund der Geheimhaltung hatten Leeuwenhoeks Instrumente keinen Einfluss auf die weitere Entwicklung von Mikroskopen.

## Leeuwenhoeks Briefe, seine Beobachtungen und Entdeckungen

### Übersicht

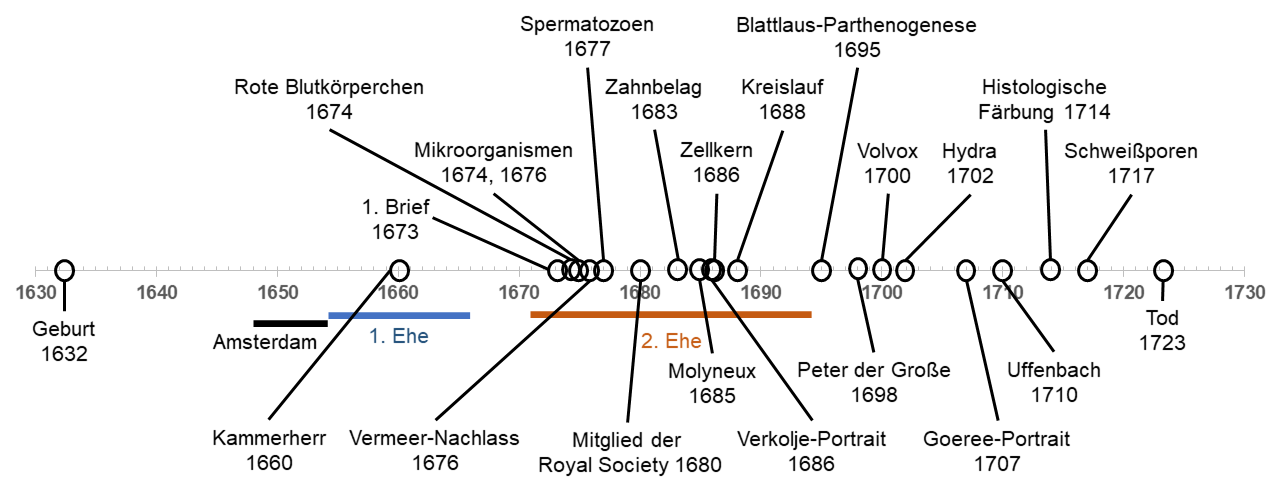
Zeitstrahl einiger Entdeckungen von Leeuwenhoek (oben), wichtiger Besuche (Molyneux, Peter der Große, Uffenbach) und anderer Ereignisse in seinem Leben (unten).

Leeuwenhoek teilte alle seine Beobachtungen in über 300 Briefen mit. Den ersten von 215 an die Royal Society in London schickte er 1673. Von diesen wurden 119 mindestens auszugsweise in den Philosophical Transactions veröffentlicht. Das macht ihn bis heute (Stand 2014) mit großem Abstand zum Autor mit den meisten Veröffentlichung in dieser Zeitschrift seit deren Gründung 1665 und damit in über 350 Jahren. Er korrespondierte auch mit vielen anderen Gelehrten. Dass Leeuwenhoek keine Ausbildung als Wissenschaftler hatte, ist seinen Briefen anzumerken. In ihnen beschreibt er seine Beobachtungen, ohne diese zu ordnen, durchmischt mit persönlichen Details, um plötzlich auf ein völlig anderes Thema zu kommen. Jedoch hat er immer deutlich auseinandergehalten, was er tatsächlich beobachtet hatte und wie er seine Beobachtungen deutete, ein Merkmal auch moderner Wissenschaft. Diese Klarheit ist in wissenschaftlicher Literatur seiner Zeit selten. Leeuwenhoek beschrieb über 200 Arten, jedoch hat er sie häufig nicht genau genug beschrieben, um sie heute sicher identifizieren zu können.
Als seine wichtigsten Entdeckungen werden je nach Autor die Spermatozoen, Rote Blutkörperchen oder Mikroorganismen genannt. Mikroorganismen beschrieb er erstmals 1674 und genauer in einem langen Brief vom 9. Oktober 1676. Er fand Glockentierchen, Rädertierchen, Süßwasserpolypen, frei bewegliche Protozoen und Bakterien. 1688 beschrieb er den Blutkreislauf in der Schwanzflosse eines jungen Aals und er klärte den Lebenszyklus etlicher Tiere auf. Daneben beobachtete er viele weitere Objekte der belebten und unbelebten Natur wie die Struktur von Holz, die Form von Kristallen oder gestreifte Muskulatur, zu deren Untersuchung er Färbungen mit Safran durchführte.

### Mikroorganismen: Die Diertgens oder Animalcules

#### Erste Beobachtungen

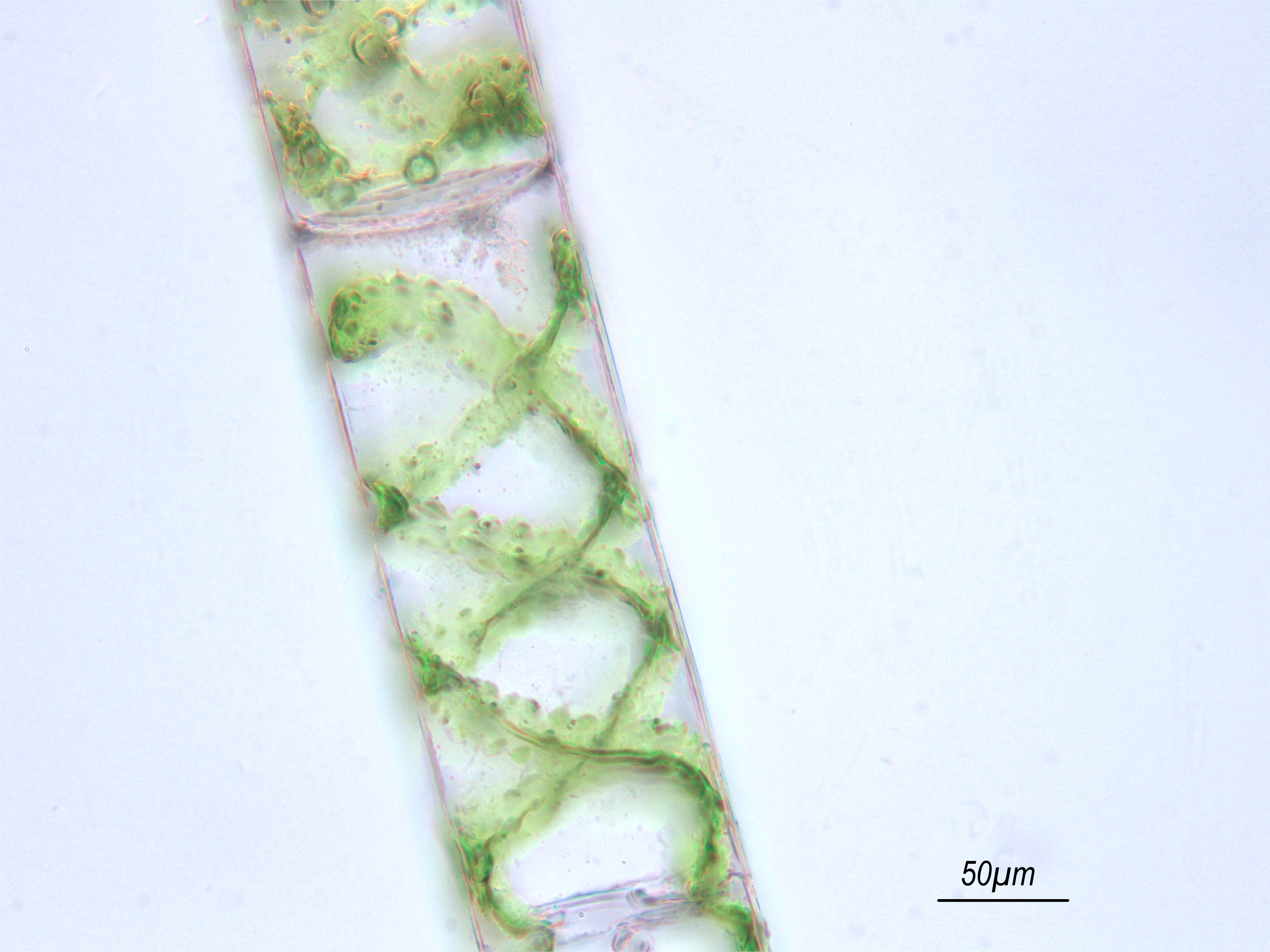
Spirogyra

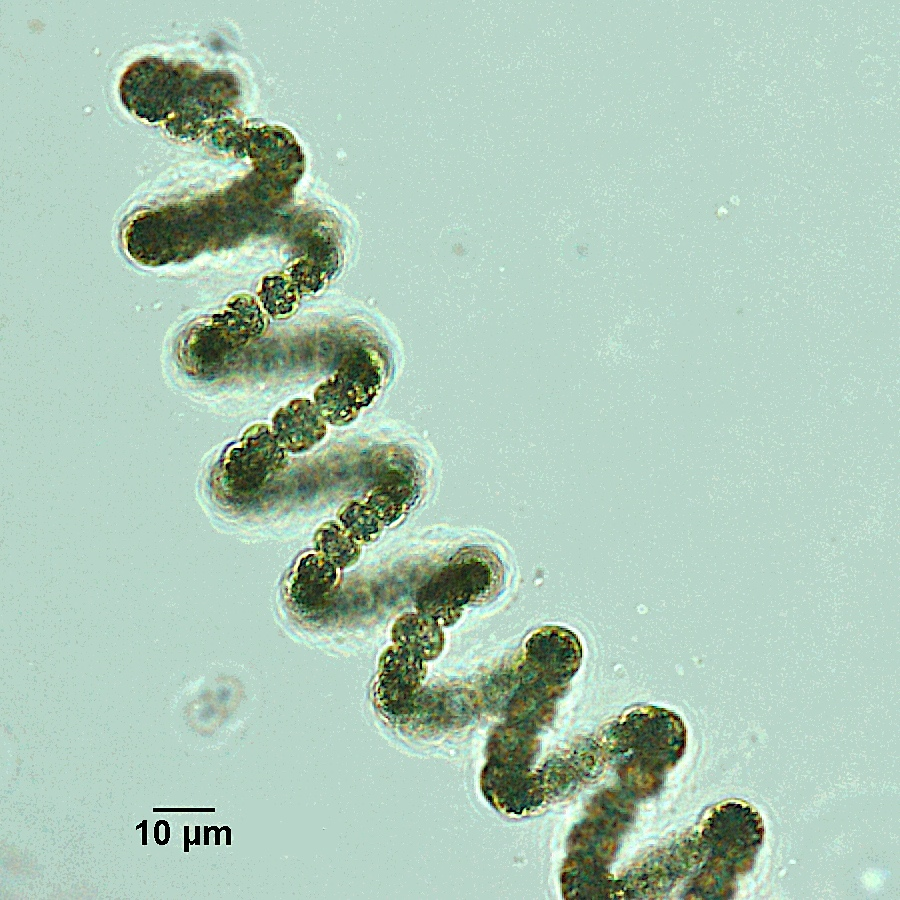
Dolichospermum

Die ersten Mikroorganismen sah Leeuwenhoek vermutlich 1674. Er beschrieb sie in einer kurzen Passage in einem Brief an Henry Oldenburg, Sekretär der Royal Society, vom 7. September des Jahres. Im Wasser eines Süßwassersees nahe Delft, das er am Tag nach der Entnahme untersuchte, fand er Erdpartikel und spiralförmige ‚Ranken‘. Clifford Dobell identifizierte diese in seinem Buch über Leeuwenhoek 1932 als die Alge Spirogyra. Eine Arbeit von 2016 widersprach dieser Ansicht jedoch und vermutete, dass es sich um die Cyanobakterie Dolichospermum handelte. Auch weitere grüne Partikel waren in Leeuwenhoeks Wasserprobe vorhanden, und ziemlich sicher auch Protozoen, denn er schreibt:

„Zwischen diesen waren viele kleine Animalcules, einige rund, einige etwas größer und oval. Letztere hatten zwei kleine Beine nahe dem Kopf und zwei kleine Flossen am hintersten Ende des Körpers [vermutlich Rädertierchen]. Andere waren länglicher, sie bewegten sich sehr langsam und kamen selten vor [vermutlich Ciliaten]. Diese Animalcules hatten verschiedene Farben, einige weißlich und transparent, andere grün und mit sehr glitzernden Schuppen. Wieder andere waren in der Mitte grün und vorne und hinten weiß [vermutlich Euglena viridis]. Andere waren aschgrau. Die Bewegung der meisten dieser Animalcules war so schnell und so variabel, hoch, runter und herum, dass es wundervoll anzuschauen war. Einige dieser kleinen Kreaturen waren über tausend mal kleiner, als die kleinsten Tiere, die ich je gesehen habe, auf der Rinde von Käse, in Weizenmehl, Schimmel und dergleichen.“

Der Größenvergleich bezog sich wie damals üblich auf das Volumen. Tausendfach kleineres Volumen entspricht einer zehnfach kürzeren Länge. Die Tiere, auf die sich Leeuwenhoek im Größenvergleich bezieht, sind Milben. Die Käsemilbe ist etwa einen halben Millimeter (= 500 Mikrometer) lang, die Mehlmilbe Acarus siro etwas kleiner. Tatsächlich hat Euglena viridis eine Länge von 40 – 65 Mikrometer.
Leeuwenhoek schrieb von „dierkens“, „diertgens“, „kleyne dierkens“ oder „diertjes“, also von Tierchen. In den veröffentlichten englischen Übersetzungen wurden sie auf Lateinisch als „animalcules“ oder, da Englisch kein Diminutiv kennt, als „little animals“ (kleine Tiere) bezeichnet.
Ein weiterer Bericht folgt ein gutes Jahr später in einem Brief vom 20. Dezember 1675, der aber nicht veröffentlicht wurde. Leeuwenhoek schrieb, dass er im vergangenen Sommer in fast allen Gewässerproben Animalcules gefunden habe. Von diesen seien einige unglaublich klein gewesen, kleiner gar als jene, die von anderen entdeckt wurden und Wasserflöhe oder Wasserläuse genannt wurden. Hier bezog sich Leeuwenhoek wohl auf eine Veröffentlichung von Jan Swammerdam von 1669.
In einem ebenso unveröffentlichtem Brief einen Monat später schrieb Leeuwenhoek, dass er auch in aufgefangenem Regenwasser, Quellwasser und im Wasser der Kanäle von Delft fündig wurde. Außerdem kündigte er einen genaueren Bericht an.

#### Der Brief über die Protozoen

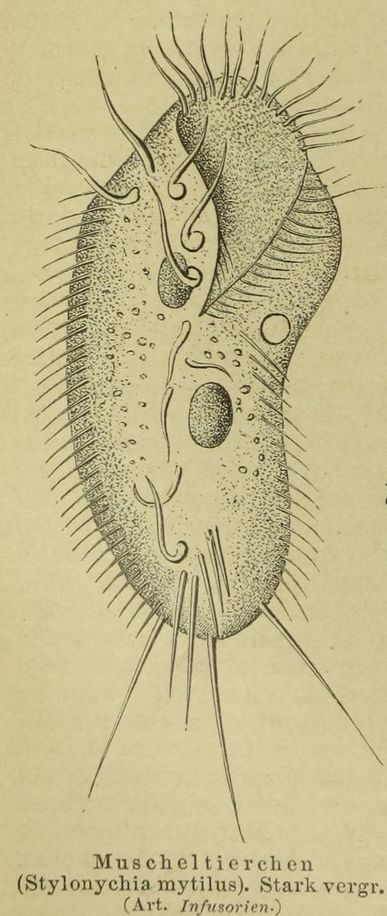
Stylonychia mytilus, das Waffen- oder Muscheltierchen in einer Zeichnung aus dem 19. Jahrhundert. Leeuwenhoek schrieb: „Ich sah […] ein Tierchen, das hatte etwa die Form einer Miesmuschel-Schale, die mit der leeren Seite nach unten liegt.“

Dieser Bericht erfolgte in einem Brief vom 9. Oktober 1676, der als „Brief über die Protozoen“ bekannt wurde. Das Original-Manuskript hat 17½ eng beschriebene Folio-Seiten. Knapp die Hälfte des Briefes wurde in englischer zusammenfassender Übersetzung im März 1677 in den Philosophical Transactions der Royal Society mit dem Titel „[…] by Mr. Antony van Leewenhoeck […]: Concerning little Animals by him observed in Rain- Well- Sea- and Snow-water; as also in water wherin Pepper had lain infused“. veröffentlicht. (Deutsch: Bezüglich kleiner Tiere, die er in Regen- Brunnen- Meeres- und Schneewasser beobachtete; und auch in Wasser worin er Pfeffer eingelegt hatte.) Der restliche Teil blieb unbekannt bis zu den Untersuchungen von Dobell (1932), der in den Archiven der Royal Society das Originalmanuskript fand und neu übersetzte.
Der Brief beginnt mit mehreren, teils sehr ausführlichen Beobachtungen des Auftauchens verschiedener Arten von Mikroorganismen in frischem Regenwasser, das einige Tage steht. Es folgen kurze Beschreibungen der Funde in Fluss- und Brunnenwasser und eine ausführlichere über Meerwasser. Der zweite Teil des Briefes beschäftigt sich mit Aufgüssen mehrerer Gewürze mit Regenwasser. Fünf Ansätze mit Pfeffer werden beschrieben, und je einer mit Ingwer, Gewürznelken und Muskat. Dazwischen ist eine Beobachtung an Essig eingestreut. Bis auf einige Beobachtungen an Pfefferwasser fiel der zweite Teil jedoch den Kürzungen zum Opfer und wurde erstmals 1932 veröffentlicht. Mit den Aufgüssen verwendete er ein ähnliches Verfahren, wie viele spätere Mikroskopiker, die einen Heuaufguss ansetzten um Mikroorganismen zu beobachten, besonders die danach benannten Infusorien.
In diesem Brief beschreibt Leeuwenhoek viele Organismen, davon einige Arten so genau, dass sein Biograf Clifford Dobell, selbst Protozoologe, diese 1932 eindeutig zuordnen konnte. Bei Vorticella, einem Glockentierchen, beschreibt er das charakteristische Zusammenziehen und Strecken, bei Wimpertierchen die „dünnen, kleinen Füße oder Beine“ oder „kleine Pfoten“, also die Cilien. Auch das Waffentierchen Stylonychia mytilus lässt sich zuordnen.
In frisch aufgefangenem Regenwasser entdeckte er die ersten Organismen nach zwei bis vier Tagen, sie erreichten dann eine Dichte von etwa 1000 bis über 2000 „pro Tropfen“. Seine Größenangaben waren so nachvollziehbar, dass sie sich auf heutige Maße umrechnen lassen, für einige der Organismen auf 6–8 Mikrometer. Zur Veranschaulichung gab er an, dass eines der Diertgen bezogen auf eine Milbe so groß sei wie eine Biene zu einem Pferd. Bei einigen konnte er auf Grund ihrer geringen Größe keine Form beschreiben. In Flusswasser fand er weniger als 25 Tierchen pro Tropfen, in Brunnenwasser im Winter keine und im Sommer über 500 „in einem Korn Wasser“. In sommerlichem Meerwasser dagegen nur 1–4 pro Tropfen.
Pfefferwasser untersuchte Leeuwenhoek eigentlich, um nach der Ursache für die Schärfe des Pfeffers zu suchen. Cartesianer hatten spekuliert, dass scharfer, saurer Geschmack durch die Form von Partikeln der jeweiligen Stoffe hervorgerufen wird. Leeuwenhoek fand im Wasser einige Tage nach dem Einlegen des Pfeffers neben Protozoen auch Organismen, die sich nach seiner Beschreibung sicher als Bakterien identifizieren lassen. An einer Stelle beschreibt er, wie ein ovaler Animalcules von über hundert der allerkleinsten Animalcules umgeben war, von denen einige fortgetrieben wurden. Mit heutigem Wissen lässt sich diese Szene als ein Wimperntierchen deuten, das von Bakterien umgeben ist, von denen einige durch den Schlag der Cilien abgetrieben werden. Von den Wimperntierchen beschrieb er bis zu über 8000 in einem Tropfen, die Zahl der Bakterien aber als „weitaus größer“. Auch beobachtete er, dass das oberflächennahe Wasser weitaus dichter besiedelt war, als der Wasserkörper.
Eine beschriebene Bakterienform identifizierte Dobell als „vermutlich Bacilli“, eine weitere als die Fadenbakterie Pseudospira. Eine ausführlich beschriebene Form sind Spirillen, „sehr kleine Aale“. Pseudospira und Spirillen kommen allerdings erst im ursprünglich gekürzten Teil des Briefes vor. Leeuwenhoek schätzte die Zahl der Spirillen auf über hunderttausend in einem kleinen Tropfen Oberflächenwasser ein.
Im nicht veröffentlichten Teil des Briefes findet sich auch eine interessante Beobachtung über Essigälchen: Bei manchen der großen Exemplare, die er auseinanderbrach, konnte er beobachten, dass lebende kleine Älchen hervorkamen. Tatsächlich sind Essigälchen lebendgebärend und diese Beobachtungen somit die ersten zur Fortpflanzung dieser Tierart.

#### Bestätigung der Entdeckung
Die Royal Society war an Leeuwenhoeks Schilderungen sehr interessiert, aber auch skeptisch. Nehemiah Grew, Sekretär der Gesellschaft und ebenfalls Mikroskopiker, wurde beauftragt, Leeuwenhoeks Versuche zu wiederholen. Es ist nicht überliefert, ob es tatsächlich dazu kam. Zusammen mit weiteren Beobachtungen sandte Leeuwenhoek am 5. Oktober 1677 Stellungnahmen von acht angesehenen Personen, denen er die Mikroorganismen gezeigt hatte, nach London. Darunter war der Pastor der englischen Gemeinde in Delft, zwei lutheranische Pastoren aus Delft und Den Haag sowie ein Notar.
Robert Hooke, selbst berühmter Mikroskopiker und Mitglied der Royal Society, hatte auf Grund nachlassender Sehstärke schon länger nicht mehr mikroskopiert. Nun aber fertigte er einen Aufguss mit Pfefferkörnern durch und beobachtete. Nach etwa einer Woche fand er zahlreiche Mikroorganismen und konnte Leeuwenhoeks Berichte somit bestätigen.
Bei Sitzungen der Royal Society am 1., 8. und 15. November 1677 führte Hooke Demonstrationen durch. Während die ersten beiden wohl, auch auf Grund technischer Einschränkungen der verwendeten Mikroskope, nicht alle Teilnehmer überzeugten, war das Ergebnis des Pfefferaufgusses, das bei der dritten Demonstration vorgeführt wurde, anscheinend eindeutig. Die „kleinen Tiere“ bewegten sich auf unterschiedlichste Art, so dass es Tiere sein mussten, Irrtum ausgeschlossen. Leeuwenhoeks Entdeckung wurde nicht mehr angezweifelt. Die Neuigkeit der Entdeckung verbreitete sich schnell. Wie Hooke in einem Brief an Leeuwenhoek vom 18. April 1678 berichtete, ließ sich selbst König Charles II. von England die Entdeckung vorführen und war über die Beobachtung „sehr erfreut“.

#### Bakterien im Zahnbelag

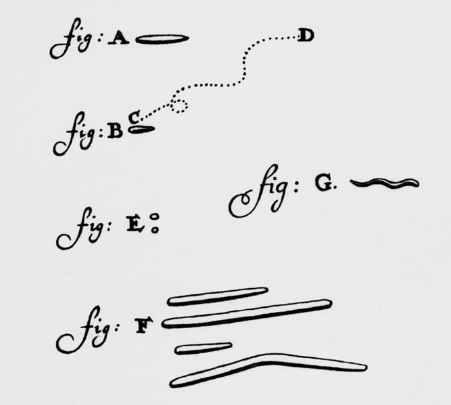
Bakterien aus dem Zahnbelag. A, Bacillus. B,C,D, Selenomonas sputigena mit Bewegungsspur. E, Micrococci. F, Leptothrix buccalis (auch: Leptotrichia buccalis). G, ein Spirochaet, vermutlich Spirochaeta buccalis. Zuordnung der Arten nach Dobell, 1932.

Am 12. September 1683 verfasste Leeuwenhoek einen Brief, in dem er Bakterien aus dem Zahnbelag beschreibt. Dieser wurde 1695 auch in seiner Briefsammlung „Arcana naturae detecta“ veröffentlicht. Dazu gehört die gezeigte Abbildung mit den fig. A bis fig. G, die zeigt, dass es tatsächlich um Bakterien geht. Diese fand er, wenn er Zahnbelag entweder mit Regenwasser oder mit Speichel vermischte, nicht aber in reinem Speichel.
In diesem Brief schreibt er weiterhin:

„Ferner habe ich in meinen Mund starken Weinessig genommen, die Zähne auf einander gehalten und den Essig vielmals hindurch laufen lassen; darauf spülte ich meinen Mund wieder dreimal mit reinem Wasser aus, entnahm von der Materie zwischen Schneide- und Backzähnen, vermischte dieselbe sowohl mit Speichel als mit reinem Regenwasser und fand darin zwar fast überall ein unbegreifliche Anzahl lebender Thierchen, am meisten aber in der Materie zwischen den Backzähnen, allerdings nur wenige von der Form der Fig. A. Ich habe auch etwas Essig direkt in das Gemenge von Wasser und Speichel (mit der Materie) gebracht, wovon die Thierchen sofort abstarben. Hieraus schliesse ich, dass der Essig, als ich ihn im Munde hatte, nicht durch die ganze, fest an den Schneide- und Backzähnen sitzende Materie durchdrungen ist, sondern diejenigen Thierchen getodtet hat, die in der Äussersten Schicht der weissen Materie vorhanden waren.“

Leeuwenhoek beobachtete hier als Erster die schützende Wirkung eines Biofilms für die darin lebenden Mikroorganismen.
In einem späteren Brief beschrieb er 1692 ebenfalls Bakterien aus dem Zahnbelag und bestimmte auch deren Größe.

#### Weitere Beobachtungen von Mikroorganismen
In einem Brief vom 7. März 1692 an die Royal Society berichtet Leeuwenhoek über Tierchen, die „kopulierten“. Sehr wahrscheinlich sah er die Konjugation und Teilung von Ciliaten. In einem Brief an den Kurfürsten von der Pfalz vom 9. November 1695 beschreibt er das Aufeinandertreffen zweier Tierchen, die sich offenbar zur Konjugation verbinden. Im gleichen Brief spekuliert er auch, dass kleinere Tierchen (also Bakterien) den größeren (etwa Ciliaten) als Nahrung dienen könnten. Und er beschrieb, dass das Fleisch toter junger Teichmuscheln verschwand, während sich die Zahl der Mikroorganismen stark vermehrte. Er schloss daraus, dass diese sich von den Teichmuscheln ernährten.
Neben freilebenden Mikroorganismen fand Leeuwenhoek auch solche, die im Körper von Tier und Mensch lebten. In einem Brief von 1674, der erst im 20. Jahrhundert erstmals veröffentlicht wurde, beschrieb er eiförmige Teilchen in der Galle eines alten Kaninchens, sehr wahrscheinlich Oocysten von Eimeria stiediae, dem Erreger der Kokzidiose der Kaninchen, ohne dass er jedoch die Funktion der Oocyste erkannte. 1680 (veröffentlicht 1695) entdeckte er Mikroorganismen im Darm einer Pferdebremse, vermutlich Flagellaten.
In einem Brief vom 4. November 1681 schrieb er an Robert Hooke, dass er Durchfall gehabt habe, und seine Ausscheidungen untersucht habe. Darin fand er Mikroorganismen, aus deren Beschreibung hervorgeht, dass es sich um Giardia intestinalis handelte, den Erreger der Giardiasis, einer mit Durchfall verbundenen Erkrankung. Einige Organismen erwähnt der Brief ohne genauere Beschreibung, aus einer weiteren lässt sich jedoch auf Spirochäten schließen, meist harmlose Darmbewohner. Leeuwenhoek untersuchte auch seine normalen Exkremente, also wenn er nicht krank war. Dann konnte er keine Mikroorganismen finden, sondern nur wenn die Exkremente „lockerer“ waren als normal. Er stellt jedoch weder hier noch sonst in seinen Schriften eine Ursache-Wirkungs-Beziehung zwischen Mikroorganismen und Krankheit her.
1683 beschrieb er mehrere Experimente an Fröschen, die ihm zeigten, dass verschiedene Mikroorganismen zahlreich in deren Darminhalt leben, nicht aber im Blut. Von zweien fertigte er Zeichnungen an (siehe Abbildung), auf denen sich Opalina dimidiata (siehe Opalinea) und das Wimperntierchen Nyctotherus cordiformis identifizieren lassen.

Von Leeuwenhoek beschriebene Mikroorganismen
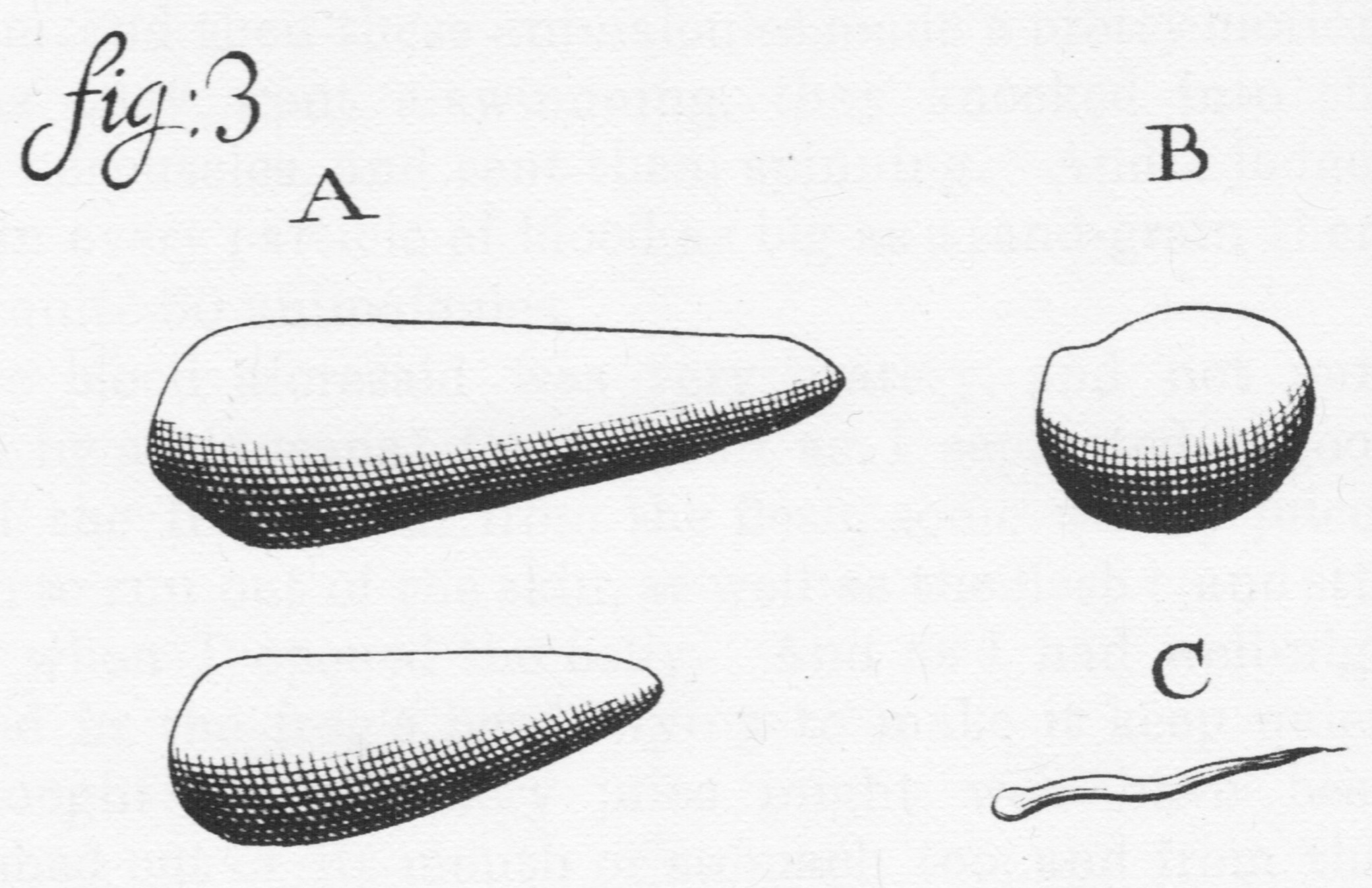
Aus dem Froschdarm: A, Opalina dimidiata. B, Nycthoterus cordiformis. C, evtl. eine Nematodenlarve?
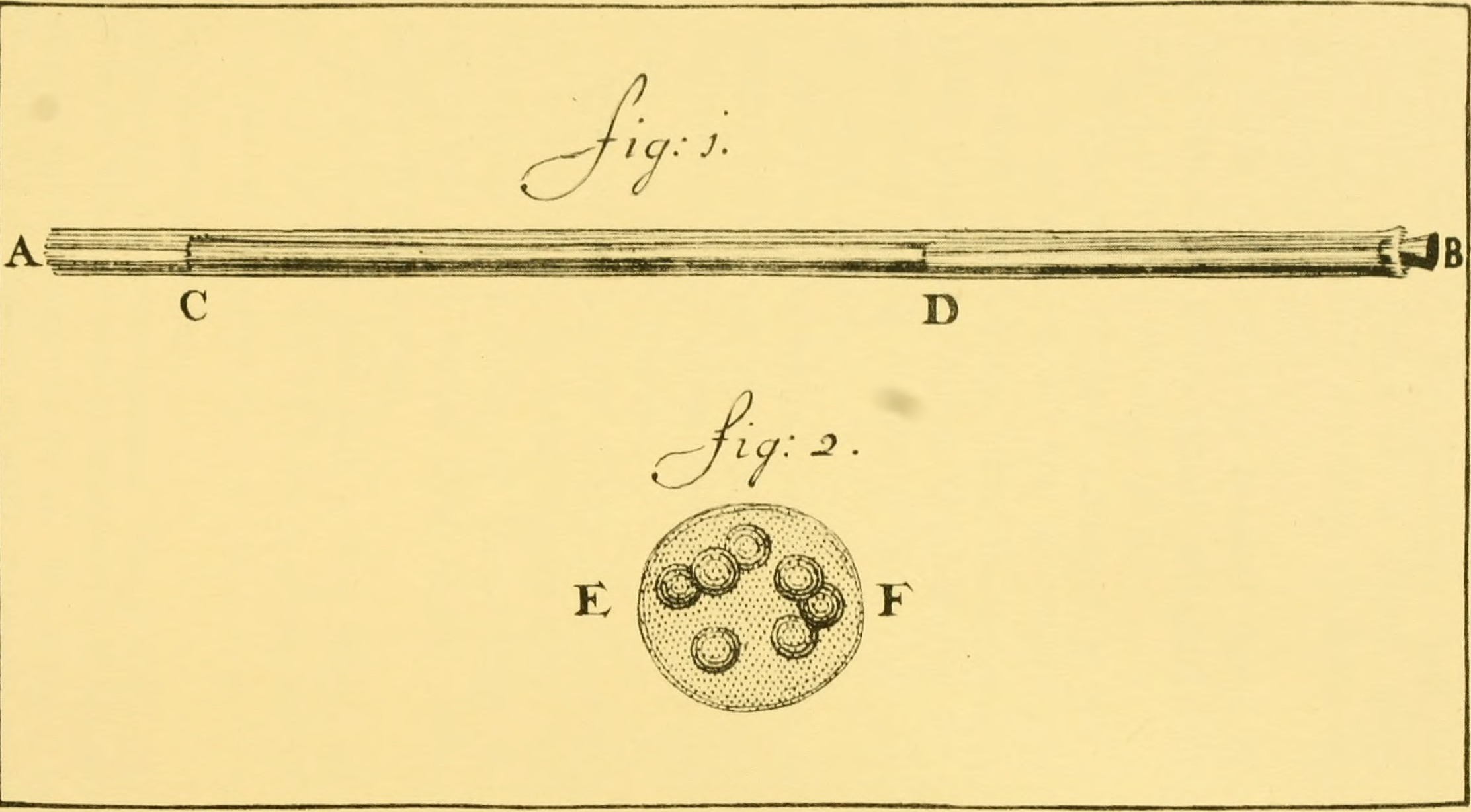
Oben Glasröhrchen zur Beobachtung, unten die älteste Zeichnung von Volvox.
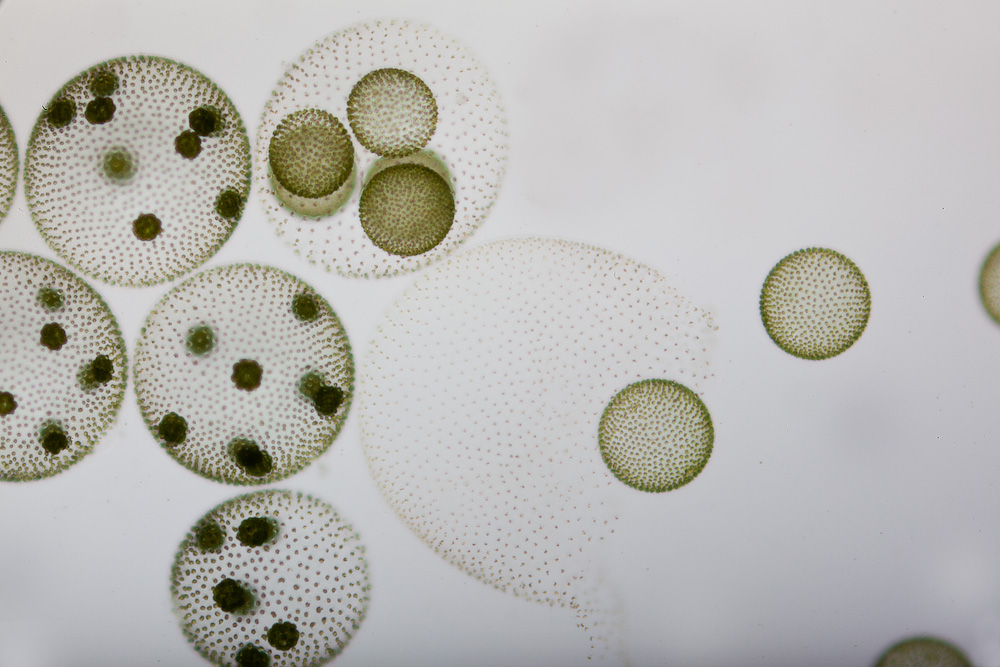
Lichtmikroskopische Fotografie von Volvox.
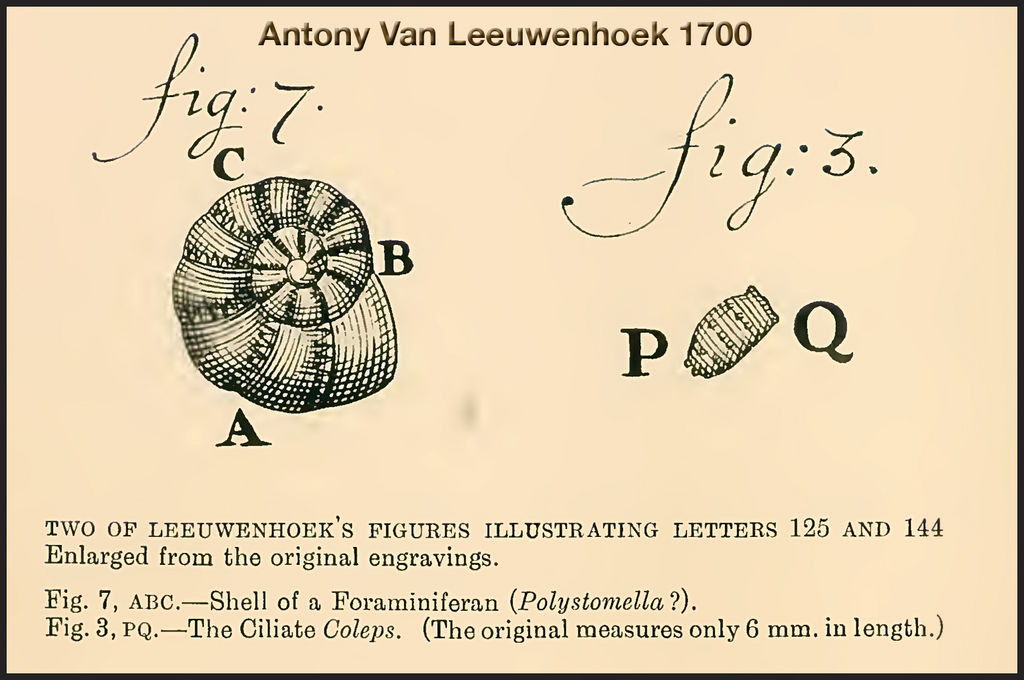
Links Foraminiferen-Schale, rechts Coleps.
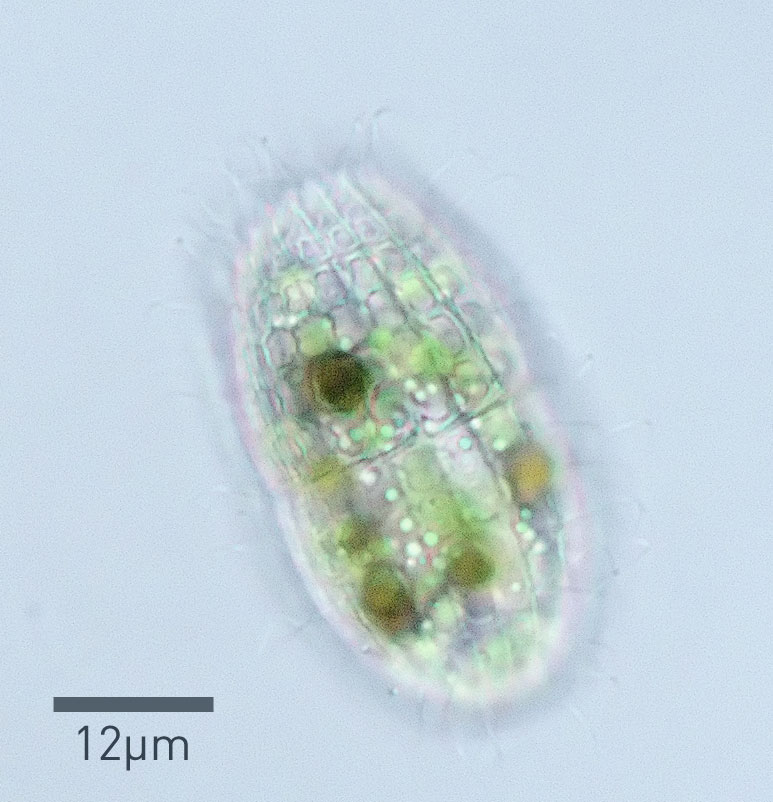
Lichtmikroskopsche Fotografie von Coleps.
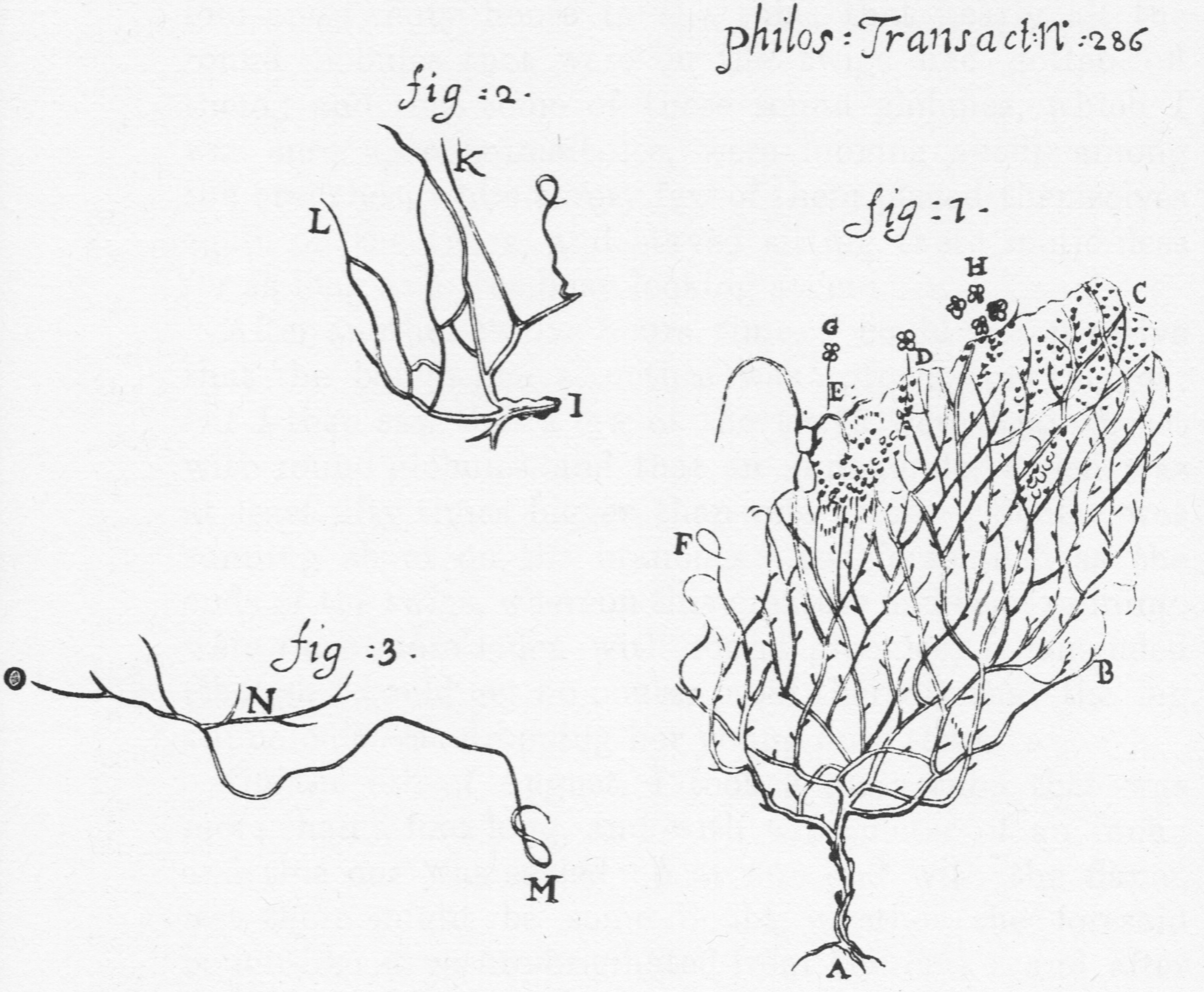
Anthophysa vegetans

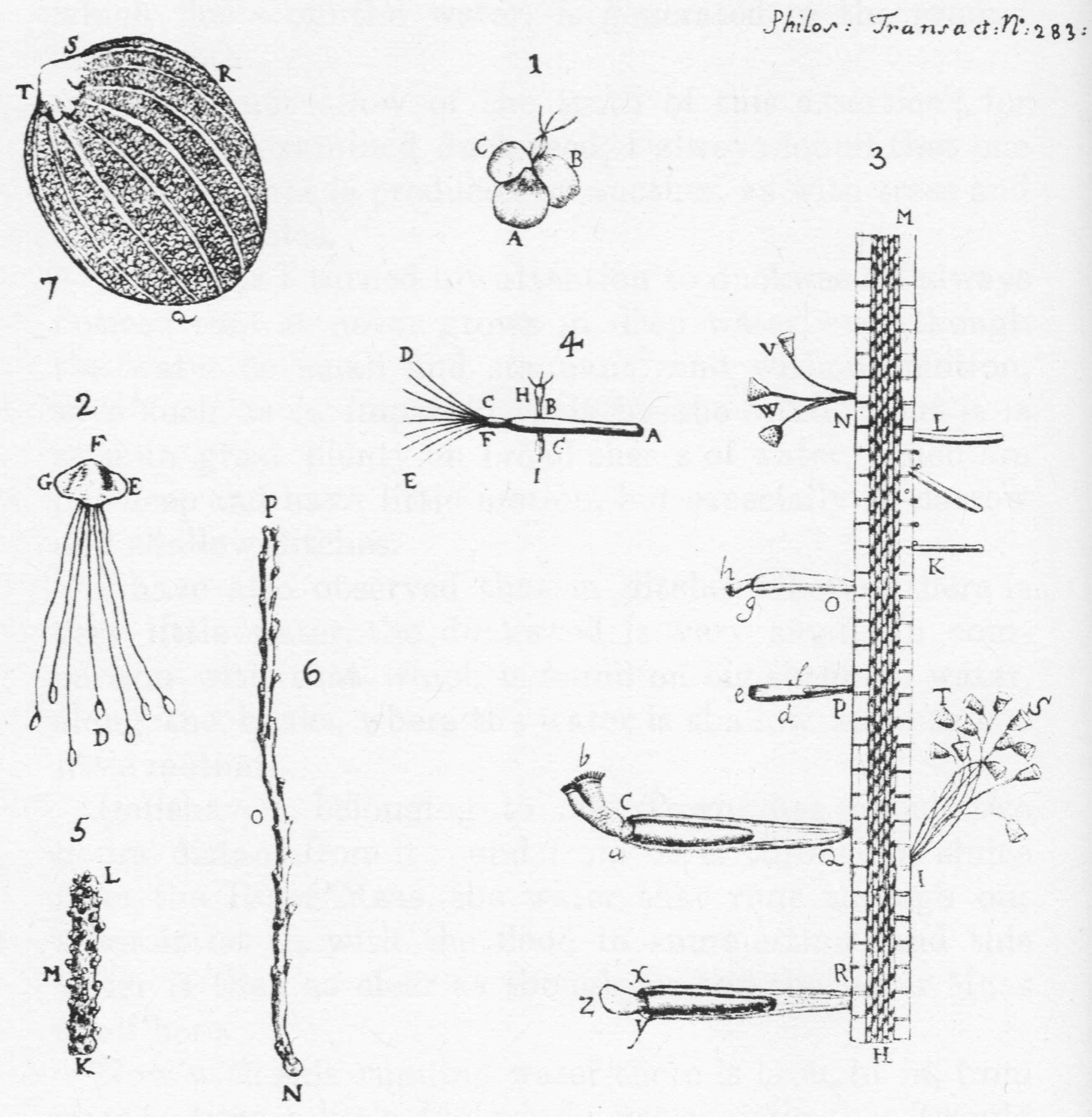
1, Wasserlinse von oben. 2, seitlich, darüber (7) einzelnes Blatt. 3, Abschnitt einer Wurzel mit: KL, Diatomeen und Monaden. IST, Carchesium polypinum. NVW, solitäre Glockentierchen. RXY, XZY röhrenbildende Rädertierchen, vermutlich Limnias ceratophylli. Pdef, ogh röhrenbildende Ciliaten. Fig. 4, Hydra. Entgegen den Angaben von Leeuwenhoek hat der Zeichner 9 statt 8 Tentakel eingezeichnet. BH, Tochterpolyp. GI, Knospe. 5, Tentackel-Abschnitt. 6, ausgestreckter Tentakel. Artzuordnung nach Dobell

In einem Brief vom 2. Januar 1700 gab Leeuwenhoek die älteste Beschreibung der Grünalge Volvox an. Auf der beigefügten Zeichnung (siehe Abbildung) ist Volvox ohne Zweifel identifizierbar. Er beschrieb die Fortbewegung und auch die Reproduktion durch Tochterkugeln, die in der „Mutterkugel“ heranwachsen. Über mehrere Tage hinweg beobachtete er einzelne Mutterkolonien, in denen die Tochterkolonien wuchsen, bis die Mutterkugel schließlich platzte. In den Tochterkolonien beobachtete er wiederum Tochterkolonien. Er betonte, dass die Töchter seiner Beobachtung nach also nicht durch Spontanzeugung entstehen, sondern gebildet werden wie alle Pflanzen und Samen. Das Beispiel Volvox wurde von Anhängern der Präformationslehre herangezogen, um ihre Ansichten zu bestärken.
Leeuwenhoek schrieb zwar, dass viele Leute die Kugeln auf Grund der Fortbewegung als Tierchen bezeichnen würden, bezeichnet sie selber aber als „deeltjens“, also als Teilchen. In einer Probe mit Volvox und vielen kleinen Tieren wie Mückenlarven und Krebschen beobachtete er, dass Volvox nach einigen Tagen verschwand. Daher spekulierte er, das Volvox den Tieren als Nahrung diene.
Im gleichen Brief ist auch ein Bild einer Foraminiferen-Schale, die er in einem Krabbenmagen gefunden hatte. Eine frühere Beschreibung einer Foraminiferen-Schale wurde von Robert Hooke 1665 angefertigt.
Am 9. Februar 1702 beschrieb er Mikroorganismen aus einer Wasserrinne, die sich anhand seiner Angaben als Haematococcus pluvialis, Chlamydomonas und Coleps identifizieren lassen. Im gleichen Brief beschrieb er Rädertierchen, dass diese Haematococcus fressen, und dass sie ausgetrocknet und danach wieder ins Leben zurückkehren können. Wenn er getrocknete Ablagerungen aus der Wasserrinne fünf Monate trocken lagerte und dann mit Wasser versetzte, konnte er nach einigen Stunden lebende Mikroorganismen entdecken. Aus solchen Beobachtungen schloss er, dass Mikroorganismen durch den Wind in neue Lebensräume verbreitet werden können. Auch dies sah er als Argument gegen Spontanzeugung.
Am 25. Dezember 1702 schrieb Leeuwenhoek einen Brief an die Royal Society, in dem er Untersuchungen an Wasserlinsen beschrieb, oder genauer die „Tierchen“, die er auf den Wurzeln der Wasserlinsen fand. Durch seine Beschreibung und eine beigefügte Abbildung (hier gezeigt) lassen sich wieder mehrere Organismen identifizieren. Dazu gehörten Glockentierchen der Gattung Vorticella sowie Carchesium polypinum, Diatomeen, Rädertierchen (vermutlich Limnias ceratophyli) und ein röhrenbauender Ciliat, vermutlich Cothurnia cristallina. Schließlich erfolgt die erste Beschreibung des Süßwasserpolypen Hydra. Leeuwenhoek beobachtete über zwei Tage hinweg die Sprossung junger Polypen aus einem älteren und damit die erste solche asexuelle Reproduktion bei Tieren überhaupt. Auch Polypenläuse der Gattungen Trichodina und Kerona konnte er beobachten.
Gut zwei Monate später schrieb Leeuwenhoek erneut an die Royal Societey, diesmal über den koloniebildenden Flagellaten Anthopysa vegetans, eine Goldalge, die sich von Bakterien ernährt und baumartige Strukturen bildet. Auch diese Beschreibung wurde von einer Abbildung begleitet.

### Blut und Blutkreislauf

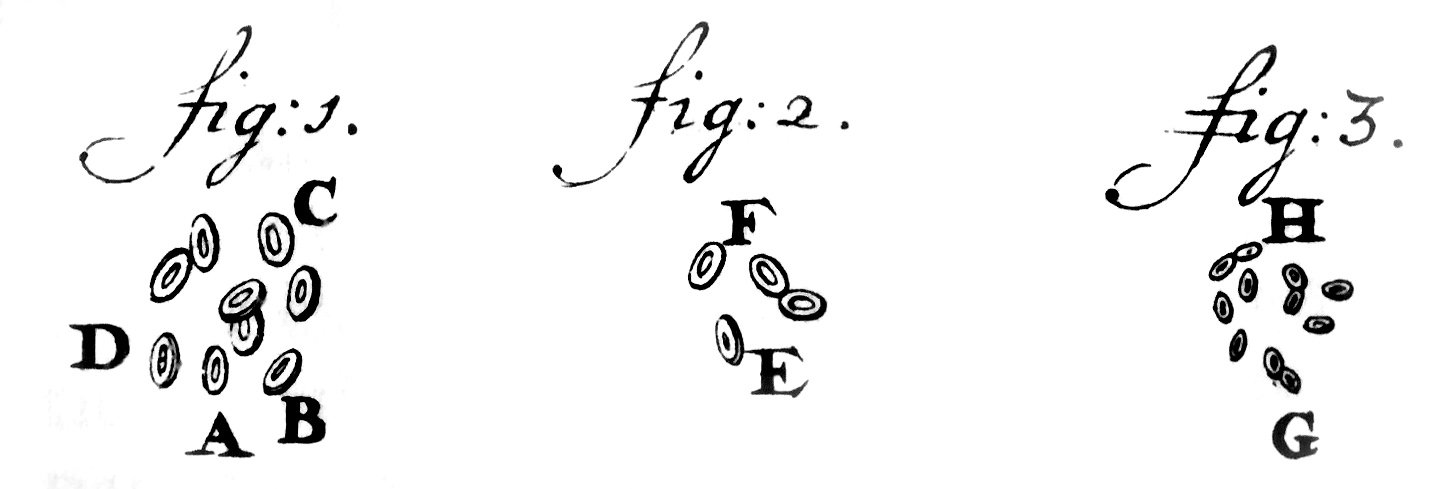
Rote Blutkörperchen vom Lachs, mit „Lumen“ (Zellkernen)

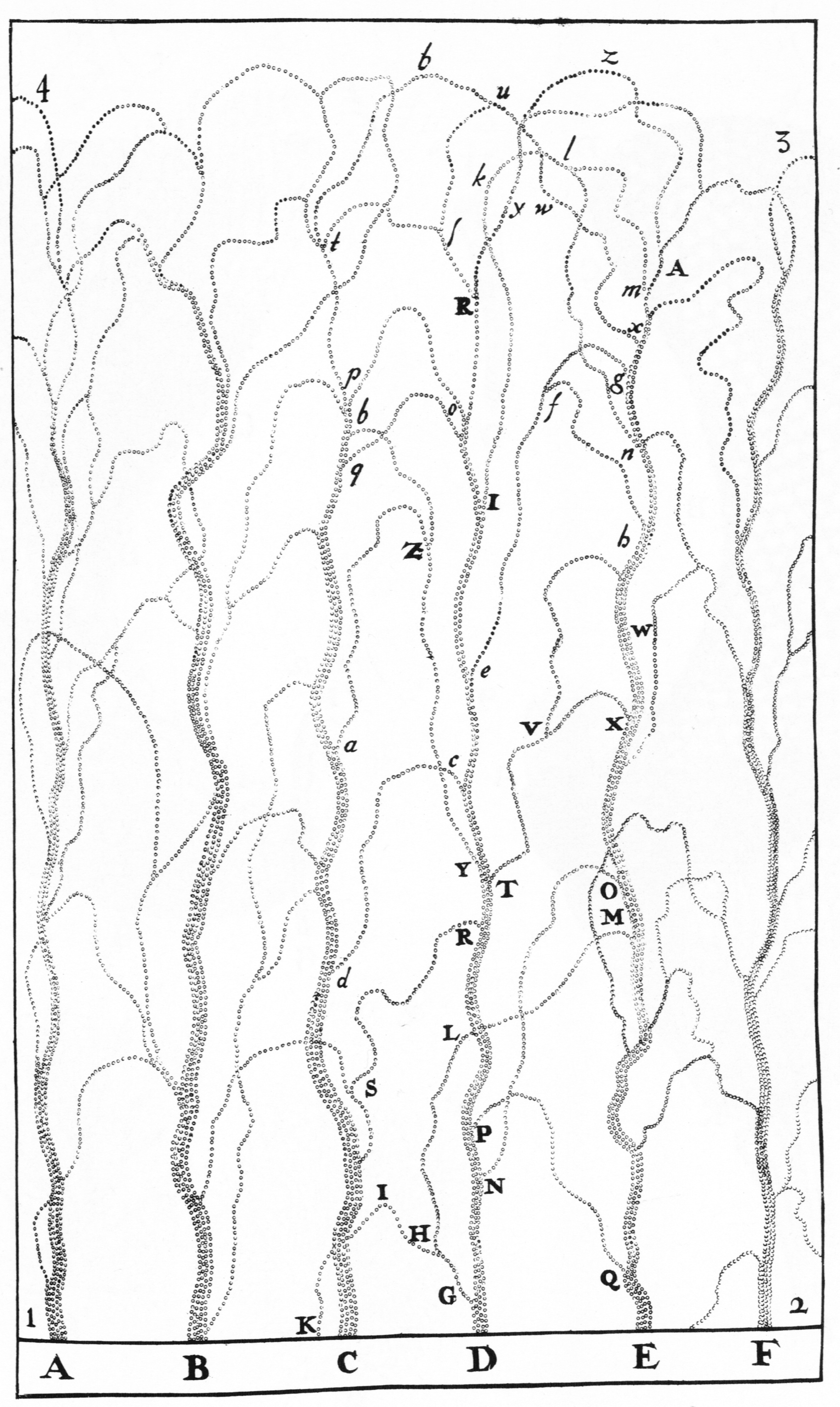
Mikrozirkulation in einer Flosse eines Glasaals, 1698. A, C, E: „Venen“. B, D, F: „Arterien“. Man sieht laut Leeuwenhoek, dass diese „ein und dieselben Gefäße“ (also durchgehend) sind. Nach heutiger Terminologie ist zu beobachten, dass das Blut kontinuierlich von den Arteriolen durch die Kapillaren in die Venolen strömt.

#### Vorgeschichte
William Harvey veröffentlichte 1628 sein berühmtes Buch „de Motu Cordis“, in dem er darlegte, dass das Blut im Körper in einem Kreislauf floss, entgegen Jahrhunderte alten früheren Vorstellungen. Er konnte jedoch die Kapillaren, die Verbindung zwischen Arterien und Venen, nicht finden, da er nicht mikroskopisch arbeitete. Dies gelang Marcello Malpighi 1661 in der Lunge und später auch in der Niere. Auch rote Blutkörperchen beobachtete er, die er 1666 als merkwürdige kleine Fettkugeln beschrieb und die er für die rote Farbe des Blutes verantwortlich machte, und unterschied sie vom Blutserum. Jan Swammerdam sah die roten Blutkörperchen bereits 1658 im Froschblut.
Im Brief von de Graaf, in dem er Leeuwenhoek der Royal Society 1673 vorstellte, schlug er vor, diese möge Leeuwenhoek einige schwierige Aufgaben stellen. Einige von Leeuwenhoeks Entdeckungen gingen denn auch auf Vorschläge zurück, die ihm Mitglieder der Gesellschaft machten. Der Sekretär der Gesellschaft Oldenburg schlug Leeuwenhoek in seiner Einladung, mehr Berichte nach London zu schicken, vor, Blut und andere Körperflüssigkeiten zu untersuchen. Im zweiten Brief, den dieser an die Gesellschaft schickte, beschrieb er Beobachtungen an einer Laus, die aus seiner Hand Blut gesaugt hatte.

#### Rote Blutkörperchen (Erythrocyten)
1674 schrieb Leeuwenhoek einen Brief an Constantin Huygens, in dem auch er rote Blutkörperchen beschrieb, die er in Blut aus seinem Daumen entdeckte. Die folgenden Jahre beschäftigte er sich mehrfach mit dem Thema, untersuchte auch das Blut von Hasen. Er bestimmte 1678 die Größe der roten Blutkörperchen mit ‚weniger als einem Dreitausendstel eines Zolls‘, umgerechnet ‚weniger als 8,5 Mikrometer‘, und lag damit ziemlich genau an der heutigen Erkenntnis einer durchschnittlichen Größe von menschlichen Erythrocyten von etwa 7,5 Mikrometern. Alle frühen Beobachter beschrieben menschliche Erythrocyten als kugelig. Neben den Beobachtern der Royal Society und Leeuwenhoek unterlief dieser Fehler auch Swammerdam und den niederländischen Mikrosokop-Herstellern Musschenbroek. Erst im 19. Jahrhundert setzte sich die Erkenntnis durch, dass Erythrocyten der Säugetiere im Gegensatz zu denen der anderen Wirbeltiere keinen Zellkern und eine bikonkave Form haben.
Ebenfalls 1674 zeigte Leeuwenhoek, dass rote Blutkörperchen schwerer sind als Plasma. 1684 beschrieb er den Unterschied der roten Blutkörperchen in Säugetieren einerseits und Fischen, Fröschen und Vögeln andererseits: Während er die der Säugetiere als rund wahrnahm, beschrieb er die anderen als oval und flach. Auf Grund des fehlenden Zellkerns unterscheidet sich die Form der roten Blutkörperchen der Säugetiere deutlich von der Form bei anderen Wirbeltieren.

#### Kreislauf
Besuchern zeigte Leeuwenhoek gerne, was er für das aufregendste Schauspiel seiner Arbeit hielt, den Blutfluss in den Kapillaren im Schwanz einer Kaulquappe oder eines jungen Aals. Er beobachtete, dass diese Blutgefäße so eng sind, dass immer nur ein Blutkörperchen hindurch fließt. Er stellte fest, dass diese Durchblutung mit dem Herzschlag synchronisiert ist, und verstand dadurch, dass es sich bei den Kapillaren um das fehlende Glied zwischen Arterien und Venen handelte.
In einem Brief vom 12. November 1680 schrieb Leeuwenhoek noch, dass Kapillaren so eng seien, dass die roten Blutkörperchen nicht hindurch passen würden. Zu dieser Zeit zweifelte er noch, ob es ein von Arterien zu Venen durchgehendes, geschlossenes Kreislaufsystem geben würde. Dieses beschrieb er zum ersten Mal in Kaulquappen und kleinen Fischen in einem Brief vom 7. September 1688 und wieder am 12. Januar 1689. Zu diesem Brief gehört auch die Abbildung des Aalkiekers, die weiter oben in diesem Artikel gezeigt wird. Auch spätere Briefe beschäftigen sich mit dem Blutkreislauf.
In einem Brief an die Royal Society von 1699 beschrieb er, dass sich Kaulquappen für Demonstrationen besser eignen, da sie sich weniger bewegen und weiter, dass die „roten Kügelchen“ in den kleinsten Gefäßen weiter auseinander sind, sich also beim Durchfließen vereinzeln, während in einer größeren Arterie 20 nebeneinander fließen konnten. 1683 benutzte er zum ersten Mal den Begriff Kapillare für kleine Blutgefäße. Ferner beschrieb er, dass das Blut in den kleineren Gefäßen zwar kontinuierlich fließt (im Gegensatz zur Aorta), aber in Synchronisation zum Herzen mal schneller, mal langsamer.

### Spermatozoen, Präformationslehre und Fortpflanzung

#### Lebendgeburt beim Essigälchen
1676 untersuchte Leeuwenhoek das Essigälchen Anguillula aceti. Der etwa zwei Millimeter lange Nematode war bekannt, er ist mit bloßem Auge sichtbar. Als er einige der größeren auseinanderriss, stellte er fest, dass dadurch kleine Älchen freigesetzt wurden. Dies scheint die erste Beobachtung der Lebendgeburt bei Anguillula zu sein, und Leeuwenhoeks erste Beobachtung zum Thema Fortpflanzung.

#### Die Entdeckung der Spermatozoen

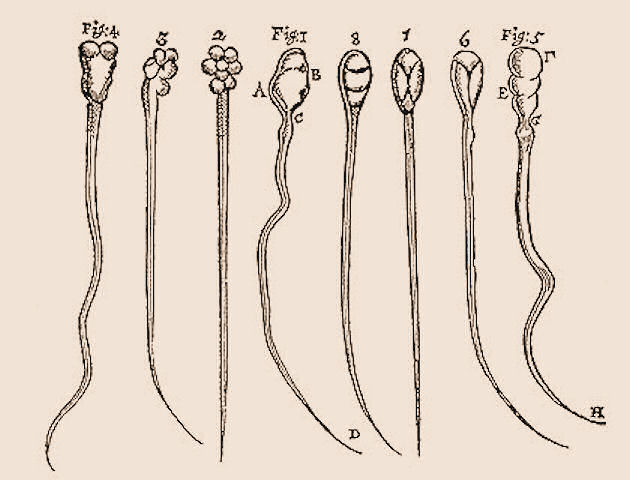
Spermatozoen von Kaninchen (Fig. 1–4) und Hund (Fig. 5–6), Zeichnung von 1677.

Im November 1677 schickte Leeuwenhoek einen Brief an Lord William Brouncker, den Präsidenten der Royal Society, in dem er die Entdeckung von Tierchen in der Samenflüssigkeit bekannt gab, heute Spermatozoen oder Spermien genannt.
Er berichtete, dass ihm der Leidener Medizinstudent Johan Ham ein Glasröhrchen mit dem Harnröhrenausfluss eines Gonorrhoe-Kranken gebracht habe. Ham hatte darin ‚lebende Tierchen‘ gesehen, von denen er dachte, dass sie durch die Fäulnis der Samenflüssigkeit auf Grund der Krankheit entstanden waren. Leeuwenhoek berichtete weiter, dass er schon vor einigen Jahren auf Vorschlag von Oldenburg Samenflüssigkeit untersucht habe und darin Kügelchen gesehen habe. Er habe die Untersuchung aber damals eingestellt, weil er sie unziemlich fand. Nach Hams Besuch habe er seine Untersuchung aber wieder aufgenommen, um die Samenflüssigkeit auch eines gesunden Mannes zu beobachten.
Gedanken um Anstand oder um seinen Ruf beschäftigten Leeuwenhoek ganz offensichtlich: Im Gegensatz zu anderen Briefen ließ er diesen auf Latein übersetzen, bevor er ihn verschickte. Auch bat er Brouncker, den Brief nicht zu veröffentlichen, falls die Mitglieder der Royal Society die Ergebnisse für anstößig halten sollten. Ferner versicherte er, dass die Samenflüssigkeit des Gesunden von ihm selbst stamme, als Überrest eines ehelichen Beischlafs, und ohne etwa sich selbst sündig zu schänden.
Im Gegensatz zu Ham begriff Leeuwenhoek, dass die Spermatozoen nicht etwa durch krankheitsbedingten Verfall der Samenflüssigkeit entstanden, sondern ein normaler Bestandteil waren. Er beobachtete, dass sie sich durch Bewegung ihres Schwanzes vorwärts bewegten, wie eine Schlange oder ein Aal schwimmend. Um zu verstehen, wo die Spermatozoen herkamen, untersuchte er in den nächsten Jahren Samenflüssigkeit und männliche Sexualorgane zahlreicher Tiere, darunter Hasen, Ratten, Hunde, Kabeljau, Hechte, Brassen, Miesmuscheln, Austern, Hähne, Frösche, Maikäfer, Schaben, Kleinlibellen, Grashüpfer, Flöhe, Milben und Mücken. Von den 280 zu Lebzeiten Leeuwenhoeks publizierten Briefen wurden Spermatozoen in 57 erwähnt. Bei Säugern fand er Spermatozoen immer im Samenleiter und in den Hoden. Er schloss richtigerweise, dass Hoden die Aufgabe der Spermatozoenbildung haben.
Leeuwenhoeks Befund von Spermatozoen in zahlreichen Insekten waren ein gewichtiges Argument gegen die Annahme der Spontanzeugung, wo doch selbst niederste Insekten sich ähnlich fortpflanzten wie höhere Tiere. Er war überzeugt, dass so wie es für ein steiniges Gebirge unmöglich sei ein Pferd zu erzeugen, es genauso unmöglich für eine Fliege oder irgendein anderes sich bewegendes Tier sei, aus zerfallenden Stoffen erzeugt zu werden.

#### Präformationslehre: Animalkulismus
Die Entdeckung der Spermatozoen krempelte auch die Ansichten über die biologische Entwicklung von Lebewesen um. Bisher waren bei Mensch und Tier nur die Eier bekannt gewesen. Viele Forscher glaubten an Präformation, damals auch Präexistenz oder Evolution genannt. „Evolution“ hatte also eine ganz andere Bedeutung als heute, nämlich eine rein entwicklungsbiologische. Die Evolutionisten nahmen an, dass das neue Individuum bereits vor der Befruchtung im elterlichen Organismus vorhanden ist und nur noch zu wachsen braucht. Die meisten glaubten wie Harvey, de Graaf, Swammerdam oder Malpighi, dass Eier die Quelle des Embryos seien, dessen Entwicklung durch Samen angestoßen würde (Ovismus). Nun wurde gesehen, dass sich Spermatozoen im Gegensatz zu den Eiern bewegten und sich verhielten wie lebende Tiere. Daher wurde ihnen von manchen Forschern die wesentliche Rolle zugesprochen. In seinem zweiten Brief über Spermatozoen-Beobachtungen an die Royal Society schrieb Leeuwenhoek im März 1678: „Es ist ausschließlich der männliche Samen, der den Fetus formt und alles was die Frau beitragen mag dient nur dazu den Samen zu empfangen und zu füttern.“ Später schrieb er: „Der Mensch kommt nicht vom Ei, sondern von einem Tierchen, das sich im männlichen Samen findet.“ Diese Ausprägung der Präformationslehre wird als Animalkulismus bezeichnet, ihre Anhänger auch als Spermatisten. Leeuwenhoek nahm an, dass der ganze Mensch auf eine Weise schon im Spermatozoon vorhanden sei, und er verbrachte Tage mit dem Versuch, die Umrisse des ‚kleinen Menschen‘ oder ‚Homunculus‘ mikroskopisch zu entdecken.
Als jedoch 1699 eine französische Zeitschrift einen Artikel unter dem Pseudonym Dalenpatius veröffentlichte, in dem behauptet wurde, in Spermatozoen sei ein kompletter kleiner Mensch zu sehen, und sogar angebliche mikroskopische Zeichnungen beigefügt wurden, schrieb Leeuwenhoek einen langen Brief an die Royal Society, in dem er solche angeblichen Beobachtungen als „reine Einbildung und nicht die Wahrheit“ verspottete. Trotz seiner zahlreichen Beobachtungen habe er so etwas nie gesehen. Auch wenn er sich manchmal vorstelle, hier sei der Kopf, da die Schultern, dort die Hüften, seien seine Beobachtungen hierzu doch so unsicher, dass er dies nicht bestätigen könne. Nicolas Hartsoeker war weniger zurückhaltend und veröffentlichte 1694 das berühmt gewordene Bild eines Homunculus im Spermatozoon.

#### Vererbung und Hybride
1683 beschrieb Leeuwenhoek als erster einen dominanten Erbgang, eine Fellfarbe bei Kaninchen. Da der Elternteil mit dem dominanten Erbteil das Männchen war, nahm er dies als Bestätigung für den Animalkulismus. Zwei Jahre später wurde ihm bewusst, dass seine bisherigen Überlegungen das Auftauchen von mütterlichen Merkmalen bei Hybriden wie Maultier und Maulesel nicht erklären können. Er versuchte dies von  falscher Ernährung im Mutterleib abzuleiten.

#### Parthenogenese bei Blattläusen
1695 suchte Leeuwenhoek die Eier in Blattläusen (vermutlich Myzus ribes), konnte jedoch keine finden. Stattdessen fand er bei der Dissektion der Tiere im Inneren zahlreiche kleine Blattläuse, die genauso aufgebaut waren wie die Erwachsenen. Bis zu 70 Embryonen unterschiedlicher Größe konnte er entdecken. Die Blattläuse mussten also lebendgebärend sein. Er konnte ein Muttertier beobachten, das innerhalb von 24 Stunden neun Kinder zur Welt brachte. Im Brief mit diesen Beobachtungen äußerte er sich sehr verwundert darüber, dass er nur weibliche Blattläuse entdeckte. In diesem Brief leitete er aber noch nicht ab, dass es sich um Parthenogenese handelte, denn womöglich waren die Männchen noch nicht gefunden. Zu diesem Schluss kam er erst fünf Jahre später.
Hierdurch entstand jedoch ein schwerwiegendes logisches Problem: Als überzeugter Verfechter des Animalkulismus ging Leeuwenhoek davon aus, dass der Embryo vollständig im Spermatozoon enthalten ist. Wie konnte es dann zu Embryonen ohne Männchen und also ohne Spermatozoen kommen? Er löste diesen Widerspruch, indem er die parthenogenetischen Blattläuse mit Spermatozoen gleich setzte, Tiere also ohne weibliches Element. Er setzte die parthenogenetische Bildung der jungen Blattläuse analog der Bildung der Spermatozoen im Hoden.

#### Lebenszyklen gegen Spontanzeugung

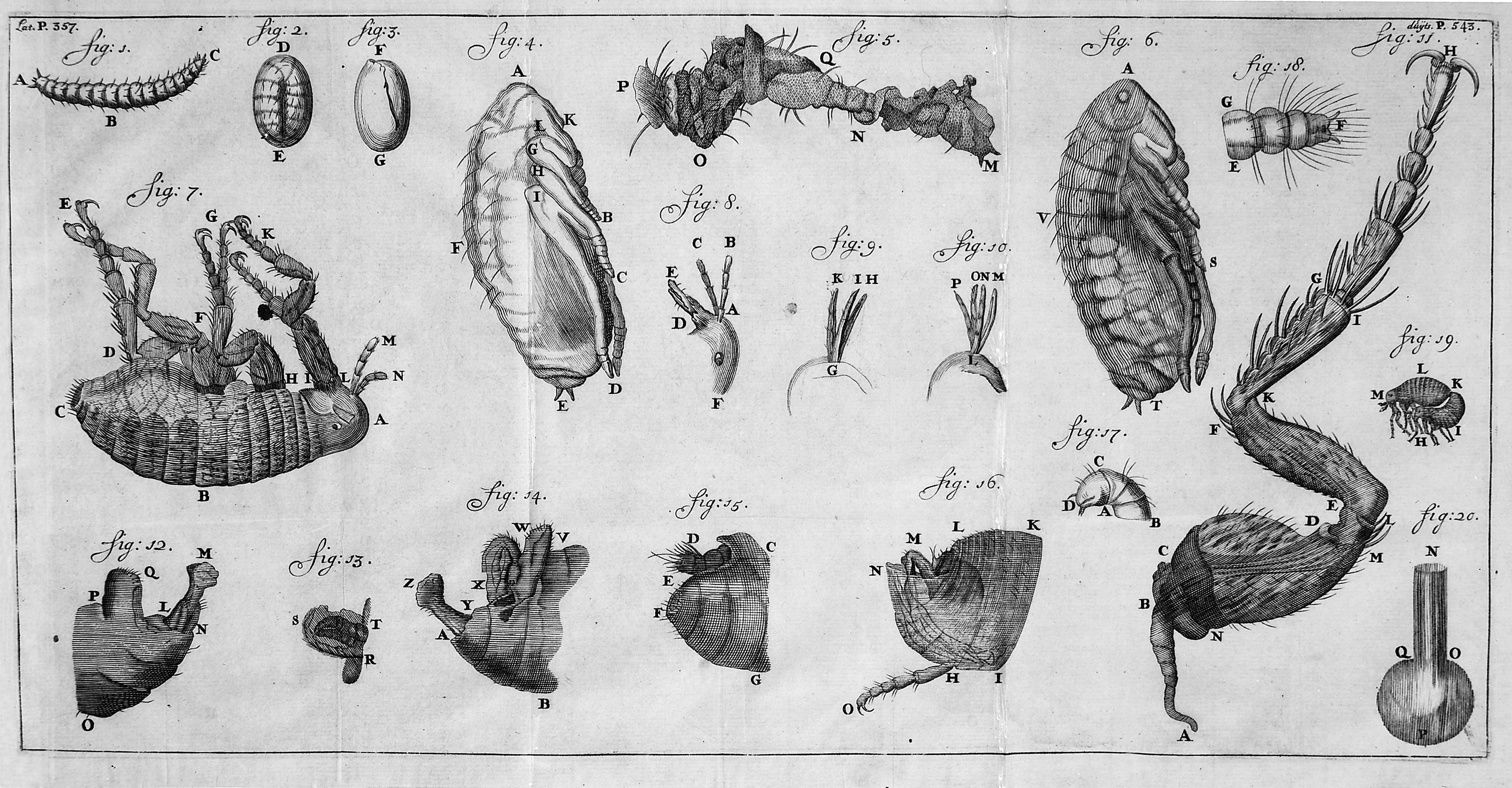
Die Entwicklung des Flohs vom Ei zum ausgewachsenen Tier, 1695

Leeuwenhoek war ein entschiedener Gegner der Spontanzeugung, mit der er sich von 1676 bis 1717 immer wieder auseinandersetzte. Um diese zu widerlegen, war es erforderlich, bei fraglichen Organismen den kompletten Lebenszyklus zu beschreiben. Dies gelang ihm bei 26 Tierarten, darunter Ameisen, Blattläuse und Muscheln, und 1687 auch beim Kornkäfer. Dieser schlüpft aus Weizenkörnern, die zuvor äußerlich völlig unversehrt aussehen, so dass Leeuwenhoeks Zeitgenossen dies als Beleg für eine Spontanzeugung ansahen. Leeuwenhoek untersuchte die Kornkäfer mehrere Monate lang, untersuchte die Rüssel und wie diese ein Loch in ein Korn bohren könnten. Er unterschied die Geschlechter, beobachtete die Paarung, fand die Spermatozoen sowie Ei, Larve und Puppe. Die Eiablage selbst konnte er nicht beobachten, konnte aber überzeugend argumentieren, dass das Ei durch ein Loch in der Kornhülle abgelegt werden musste, das der Rüssel bohren konnte, und folgerte daraus, dass es auch in diesem Fall keine Spontanzeugung gäbe und sich die Tiere mit den bekannten Sexualprozessen fortpflanzten.
1693 beschrieb er die Entwicklung des Flohs mit Abbildungen und argumentierte wiederum gegen Spontanzeugung.

### Weitere zoologische Beobachtungen
In einem Übersichtsartikel von 1937 wurde gezählt, dass Leeuwenhoek in den zu seinen Lebzeiten veröffentlichten Briefen etwa 214 „Tierarten“ untersucht hatte, darunter 35 Protozoen (die heute nicht mehr zu den Tieren gezählt werden), 3 Hohltiere, 11 Weichtiere, 10 Krebstiere, 11 Spinnentiere, 67 Insekten, 22 Fische, 3 Amphibien, 11 Vögel und 21 Säugetiere. Neben den an anderer Stelle näher erläuterten Themen beschäftigte er sich mit der Bewegung von Cilien, der Histologie von Schwämmen, der Struktur des Säugetierhaars, Verdauungstrakt, Harnblase, Knochen, Gehirn und Rückenmark, Zwerchfell, Fettgewebe, Milz, Sehnen, Zunge und Gaumen mit Drüsen.

#### Augen und Sehnerv

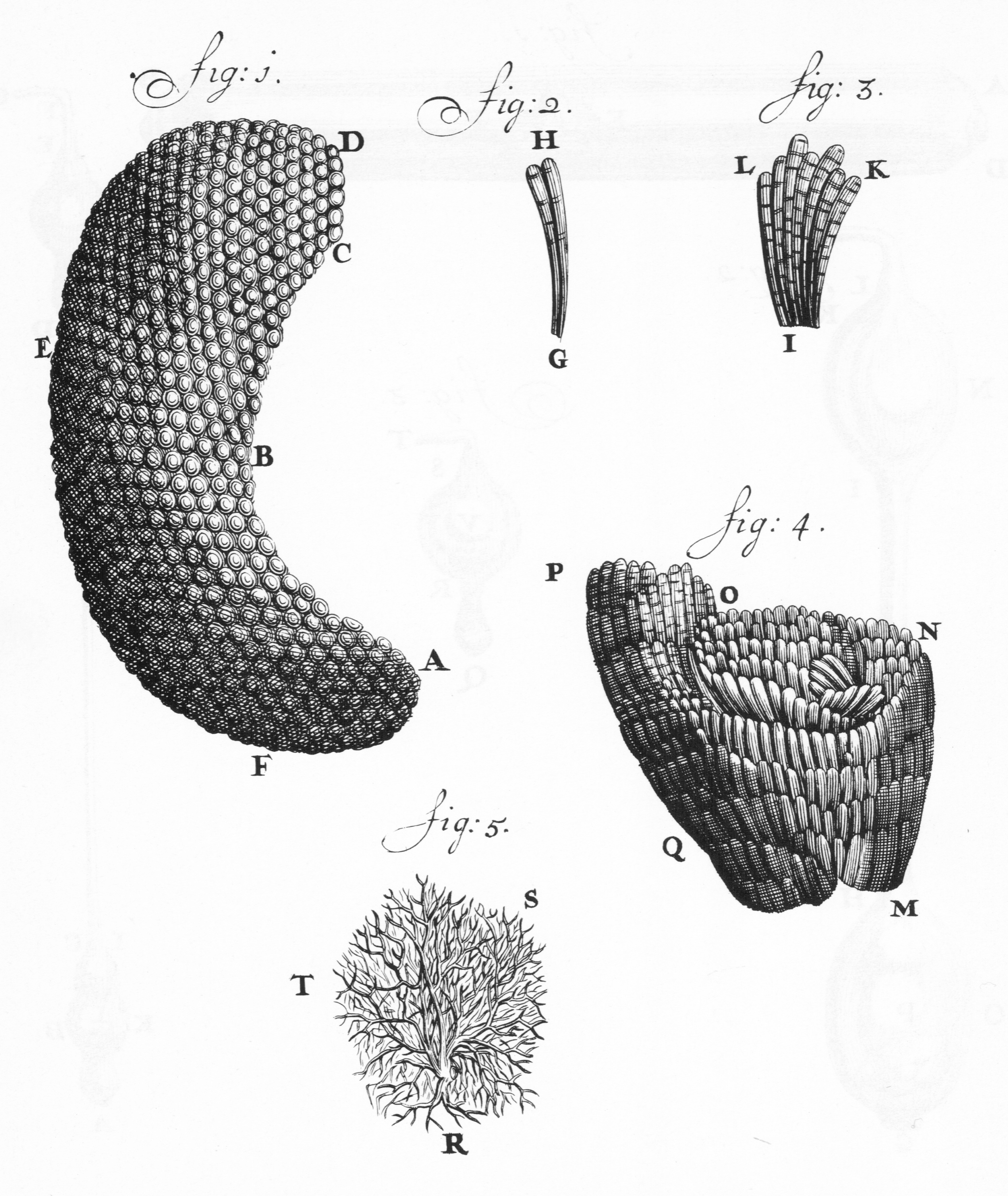
Facettenauge eines Käfers (figs 1-4). 1: Cornea. 2-4:Ommatiden. In Fig. 5 außerdem die Tracheen im Gehirn einer Mücke. Zeichnung von 1698.

1674 beschrieb Leeuwenhoek seine Untersuchungen am Auge und Sehnerv von Kühen. Sein Nachbar, der Arzt 's Gravesande, hatte ihn über eine alte Streitfrage informiert, wonach der Sehnerv angeblich hohl sein sollte, damit die Lebensgeister hindurchfließen könnten. Schon Galenus beschrieb eine tubuläre Struktur des Sehnervs. Tatsächlich verläuft in der Mitte die Arteria centralis retinae, die Leeuwenhoek jedoch nicht finden konnte. Er beschrieb einen Aufbau aus filamentösen Teilen aus einer sehr weichen Substanz. Leeuwenhoek versuchte das Sehen mit einer Weiterleitung von Schwingungen von Auge zu Hirn zu erklären. Einem Brief an die Royal Society legte er Schnittpräparate von 200 Mikrometern Dicke bei, die er aus getrocknetem Gewebe mit einem Rasiermesser angefertigt hatte. Diese werden noch immer von der Royal Society aufbewahrt.
In 10 Briefen allein bis 1700 an die Royal Society behandelt er (unter anderem) den Sehnerv. Er untersuchte ihn bei Pferden, Kabeljau, Fliegen, Krabben, Schafen, Schweinen, Hunden, Katzen, Hasen, Kaninchen und Vögeln.
Noch 1713, im Alter von 81 Jahren, überredete Leeuwenhoek den Kapitän eines Walfängerschiffes, ihm ein Walauge mitzubringen. Den Penis eines Wales erhielt er ebenfalls. Er fertigte Schnitte der Hornhaut des Auges an, um die Anzahl der Schichten zu bestimmen, und entdeckte dabei die Sklera, die Lederhaut.
1715 beschrieb er die auf seinen Zeitgenossen Descartes zurückgehende Lehrmeinung, dass Nervenfasern hohl seien und eine Flüssigkeit oder Dampf weiterleiten würden, eine Ansicht, die sich bis in die Mitte des 19. Jahrhunderts hielt. Leeuwenhoek konnte mikroskopisch keine Hohlräume finden, glaubte jedoch auch, dass die Fäden des Nervengewebes hohl sein müssten.
Auch mit dem Facettenauge von Insekten und Krebstieren beschäftigte er sich intensiv. Unter anderem stellte er fest, dass jedes sechseckige Segment der Cornea einer Libelle ein eigenes Bild einer Kerzenflamme erstellen kann.

#### Histologie der quergestreiften Muskulatur
Vermutlich entdeckte er die Querstreifung der Muskelfasern bereits 1674, sicher aber ist dies für 1682. Zum Präparieren setzte er scharfe Nadeln ein, um vereinzelte Fasern zu erhalten. Er war überzeugt, dass die Streifung nur im kontrahierten, nicht aber im entspannten Zustand zu sehen ist, womöglich eine Übertragung aus seinen Beobachtungen am Stängel des Glockentierchens (Vorticella). Zunächst nahm er an, dass die Streifung ringförmig wäre, um später zu der Ansicht zu kommen, dass sie spiralförmig sei. Er kam zu der Überzeugung, dass die Zahl der Fasern beim Wachstum eines Tieres gleich bleibt, dass diese aber größer werden. Nachdem er Muskeln in sehr verschiedenen Tierarten untersucht hatte, schrieb er 1712, dass die Muskelfasern eines Wales nicht größer seien als die einer Mücke, das die Größe der Faser zwischen Tierarten sich wenig unterscheiden, die Anzahl aber unterschiedlich sein müsse. Später revidierte er diese Aussage und gab an, dass ein Wal sechsmal dickere Muskelfasern habe als ein Ochse oder eine Maus. Er sah auch, dass eine Faser aus mehreren Muskelfibrillen aufgebaut und vom Sarkolemm umgeben ist.
Zur besseren Darstellung der gestreiften Muskulatur bei Kühen setzte er 1714 eine Farblösung von kräftig gelbem Safran in Branntwein ein und führte damit die erste bekannte histologische Färbung durch. Diese Methode fand jedoch keine Nachahmer.
Bei Untersuchungen 1694 an Herzmuskeln von Schaf, Ochse, Ente, Huhn und Kabeljau merkte er, dass die Herzmuskeln der Vertebraten keine so parallelen Fasern haben, wie die Skelettmuskulatur, sondern verzweigter sind. Hier bemerkte er die Streifung nicht.

#### Haut
Bei Untersuchungen der Haut stellte Leeuwenhoek 1678 fest, dass die Epidermis aus der basalen Schicht heraus wächst. 1683 beschrieb er menschliche Haut genauer, und wie sich die obersten Schichten abnutzen und von unten ersetzt werden. Die Hautschuppen betrachtete er als sehr kleine Entsprechung der Schuppen bei Fischen. Ebenfalls 1683 untersuchte er das Plattenepithel der Lippen und in der Mundhöhle. 1685 erwähnt er die Oberflächenmuster der Epidermis wie Fingerabdrücke. Zunächst glaubte er nicht an die Existenz von Schweißporen, änderte seine Meinung aber 1717, als er sich intensiv mit Schnitten der Haut befasste.

#### Die Entdeckung des Zellkerns
1686 entdeckte er den Zellkern als einen „hellen Punkt“ in den Plattenepithelzellen in der Mundhöhle und in Hautschuppen, ohne jedoch dessen Bedeutung zu erkennen. Weitere Beschreibungen folgten 1688 in den kernhaltigen Dotterzellen des sich entwickelnden Froscheis, 1695 im Ei von Süßwasser-Muscheln der Gattung Sphaerium und beim Makronukleus der Wimperntierchen. 1700 fand er in Eiern von Garnelen einen „kleinen runden hellen Punkt“; im gleichen Jahr beschreibt er die kernhaltigen roten Blutkörperchen von Flunder und Lachs.

#### Mikrodissektion von Insekten und anderen Kleintieren
Leeuwenhoek wurde als Pionier der Mikrodissektion bezeichnet. In den 1680er und 1690er Jahren führte er zahlreiche Mikrodissektionen von Insekten durch und studierte Mund und Stachel der Bienen. Zu seinen ersten Versuchstieren gehörten 1680 Flöhe und die Mehlmilbe Acarus (auch: Aleurobius). 1683 und 1693 gelang es ihm unter anderem, die Tracheen des Flohs zu präparieren. 1687 präparierte er Magen und Gedärme von Larven der Waldameisen. Außerdem hat er Seidenspinner, Kornkäfer, den Stechapparat von Mücken (Culex), Kornmotten (Tinea granella), Läuse (Pediculus), Käsemilben, Blattläuse und verschiedene Krebstiere untersucht.
In Bienen untersuchte er die Anatomie des Stachels und stellte fest, dass normale Bienen keine Eier tragen. Er schloss daraus, dass es im Bienenstock nur ein Weibchen gäbe. Tatsächlich fand er in der Königin eine große Anzahl von Eiern. 1701 beschrieb er in der Gartenkreuzspinne 400 Spinndrüsen und die Eier.
Einer der wenigen ernsthaften Fehler, die Leeuwenhoek unterliefen, war die Verwechslung von Moostierchen (Membranipora), die auf Miesmuscheln (Mytilus) wachsen, mit dem Laich der Muscheln und der anschließende Versuch, die Organe der Membranipora als Teile der jungen Muschel zu verstehen.

#### Parasitische Insekten
Ab 1686 untersuchte er Pflanzengallen an Eichen, Disteln und Weiden und die parasitären Insekten, die sie verursachen. Er schlussfolgerte, dass die Insektenlarven die Pflanze verletzen und den Gallwuchs auslösen. Er verfolgte die Entwicklung von Larve und Puppe (aber nicht den ganzen Lebenszyklus) und nahm an, dass die fertigen „Fliegen“ sich nach draußen bohren und ihre Eier auf die Pflanze legen. Dies stand im Gegensatz zur damaligen allgemeinen Meinung, dass innere Parasiten wie Gallwespen durch Spontanzeugung entstehen.
In den Folgejahren untersuchte er Parasiten der Blattläuse (Aphis). In aufgeschwollenen Blattläusen fand er eine „Made“ und sonst nichts. Er nahm zunächst an, dass eine Ameise ihr Ei in den Körper der Blattlaus gelegt habe, konnte später aber beobachten, dass aus den parasitierten Blattläusen kleine schwarze „Fliegen“ schlüpften. An diesen konnte er einen Legestachel sehen. Zwar konnte er es nicht beobachten, er war nun aber überzeugt, dass dieser Parasit seine Eier zum Überleben in einem geeigneten Wirt ablegen muss. Auf Grund früherer Beobachtungen schloss er, dass in Raupen mehrere Eier von Parasiten abgelegt werden können. 1696 bestätigte er seine Beobachtungen an Linden-Blattläusen (Therioaphis). 1700 schließlich konnte er an Blattläusen von Johannisbeerbüschen beobachten, dass aus den Läusen geschlüpfte Parasiten (Aphidius auf der dem Brief beigelegten Zeichnung erkennbar) ihre Eier mit Hilfe des Legestachels wieder in Blattläusen ablegen, und zwar ohne dass sie sich zuvor gepaart hätten.
Im folgenden Jahr beobachtete er Hyperparasitismus, nämlich Parasiten an den Gallwespenlarven Nematus gallicola in Weidengallen.

### Botanik

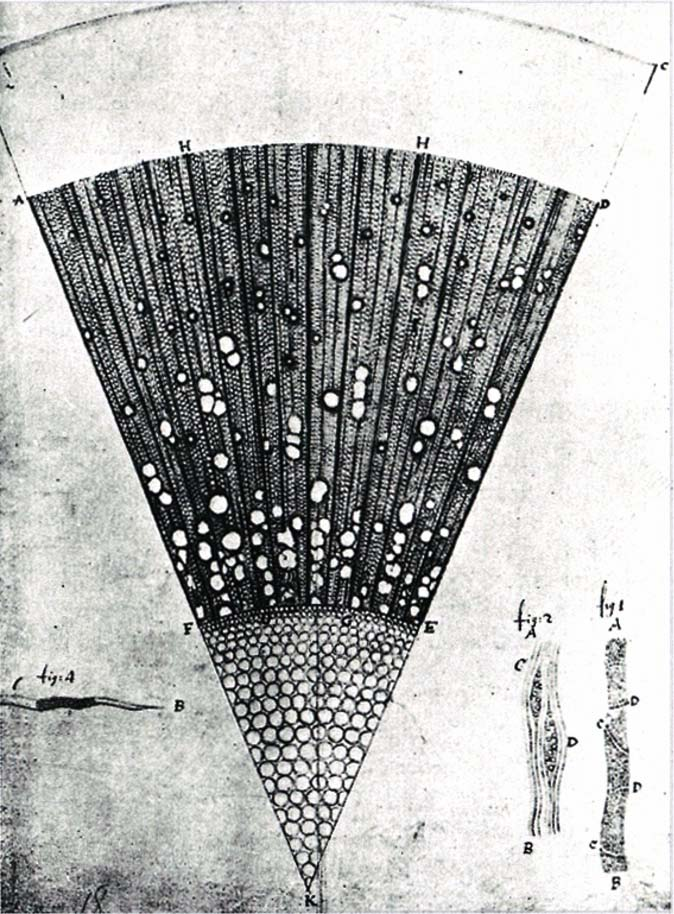
Schnitt durch einjähriges Eschenholz.

Leeuwenhoek betrieb vielfältige botanische Forschung, von der bisher nur ein kleiner Teil in zusammenfassenden Veröffentlichungen besprochen wurde. Beispielsweise untersuchte er Hölzer, Fruchtsamen und Kokosnüsse. Bereits 1676 hatte er eine Sammlung mit 50 Holzarten. Er lieferte genaue Beobachtungen des Aufbaus verschiedener Weichhölzer und Tropenhölzer wie dem Muskatnussbaum. Dabei bemerkte er unter anderem, dass die Wurzel die gleiche Struktur hat wie der Stamm. Die Borke von Birke, Kirschbaum, Limette und Zimt beschrieb er 1705. Bei der Streitfrage, ob das Holz von der Borke oder die Borke vom Holz gebildet würde, vertrat er die zweite Möglichkeit. Entschieden wurde diese Frage erst im 19. Jahrhundert durch die Entdeckung des Kambiums. Leeuwenhoeks Beobachtungen der Mikrostruktur der Borke waren vorzüglich, seine funktionellen Interpretationen jedoch häufig falsch.
Leeuwenhoek gilt neben Hooke, Malpighi und Grew als Mitbegründer der Pflanzenanatomie. Die Qualität der Zeichnungen zu seinen Arbeiten wurde jedoch als höher eingeschätzt als die der anderen.

### Pestizide
Bei der Muskatnuss beobachtete er pestizide Eigenschaften. Zunächst war er überrascht, zwischen Muskatnüssen keine Milben zu finden. In Experimenten stellte er fest, dass diese von Muskatnuss-Stücken davonlaufen. Gab er Milben mit Muskat in ein Glasröhrchen starben sie nach kurzer Zeit, in einem größeren Glasrohr vermieden sie den Kontakt, so dass er schloss, dass die Milben wohl vor freigesetzten Dämpfen flüchteten – oder an ihnen zu Grunde gingen.
Er stellte ferner fest, dass Kornmotten in einem Glasgefäß mit etwas Schwefeldioxid abgetötet werden. Als er das Experiment wiederholen wollte, und frischen Schwefel verbrennen wollte, bemerkte er, dass auch Schwefel selbst durch seine Dämpfe abtötende Wirkung hat. Er berechnete, dass ein halbes Pfund Schwefel ausreichen würde um einen Getreidespeicher der Größe 24 × 16 × 8 Fuß (ca. 7,5 × 5 × 2,5 Meter) auszuschwefeln. Zwei Tage nach einem Experiment bemerkte er im Kornspeicher noch einige fliegende Motten und schloss, dass die Puppen der Motte wohl unempfindlich gegen das Gift waren, und daher eine zweite Behandlung nötig sei, wenn die Puppen geschlüpft waren. Er konnte hinreichend zeigen, dass der Mottenbefall durch erwachsene Motten verursacht wurde, und nicht etwa durch Spontanzeugung.

### Beobachtungen zu weiteren Themenbereichen
Auch für verschiedene Kristalle wie Salz interessierte er sich. Zu seinen materialwissenschaftlichen Forschungen existieren jedoch keine Übersichtsarbeiten.
1684 entdeckte er die nadelförmigen Harnstoff-Kristalle, die sich im Gewebe von Gicht-Patienten bilden, und nahm richtig an, dass es diese Nadelform sei, die den Patienten die Schmerzen verursachen.

## Rezeption

### Zu Lebzeiten
Leeuwenhoek stellte in seinen Schriften nirgendwo eine Verbindung von Mikroorganismen und Krankheit her. Diese zogen aber sehr bald andere. Schon 1683 schrieb Frederick Slare (1648?–1727), Arzt und Mitglied der Royal Society, über den Ausbruch einer tödlichen Rinderkrankheit in der Schweiz: „Ich wünschte Herr Leeuwenhoek wäre bei der Obduktion dieser infizierten Tiere dabei gewesen. Ich bin überzeugt, er hätte das ein oder andere merkwürdige Insekt gefunden.“ Als Insekten wurden im damaligen Englisch alle kleinen Tiere bezeichnet.
Die Vorstellung von Mikroorganismen als Krankheitserreger konnte sich in der Medizin jedoch lange nicht durchsetzen, diese ging weiter von Miasmen als Krankheitsursachen aus.
Schon zu Lebzeiten wurde Leeuwenhoek als wichtigster Mikroskopiker seiner Zeit angesehen. Robert Hooke schrieb, dass das Mikroskop fast außer Anwendung gekommen sei und dass Leeuwenhoek die wesentliche Person sei, die es noch nutze. Das läge nicht am Mangel an Dingen, die zu entdecken seien, sondern am Mangel an wissbegierigem Geist. Andere wichtige zeitgenössische Mikroskopiker waren lediglich Leeuwenhoeks Landsleute Jan Swammerdam und Nicolas Hartsoeker, der Italiener Marcello Malpighi sowie die Engländer Nehemiah Grew und Robert Hooke selbst.

### 19. Jahrhundert
Brian J. Ford hat sich Ende des 20. Jahrhunderts intensiv mit Leeuwenhoeks Werk auseinandergesetzt. Unter anderem hat er im Archiv der Royal Society gut erhaltene Originalpräparate von Leeuwenhoek gefunden. Er schrieb, dass Leeuwenhoek bis zum Ende des 19. Jahrhunderts weitgehend vergessen war. Diese Bemerkung machte er in Zusammenhang mit einem ersten internationalen Treffen zu Leeuwenhoeks Gedenken, welches von Christian Gottfried Ehrenberg 1875 anlässlich des 200. Jahrestags der „Entdeckung der mikroskopischen Thiere“ in Delft organisiert wurde. Ehrenberg hatte Leeuwenhoek bereits früher immer wieder in Vorträgen vor der Königlichen Akademie der Wissenschaften in Berlin gewürdigt.  In Delft war zu diesem Zeitpunkt das Wohnhaus von Leeuwenhoek nicht mehr bekannt. Wie sich später herausstellte, wurde damals ein falsches Haus angenommen und mit einer Gedenktafel versehen. Die Royal Society, die zu dem Treffen eingeladen wurde, bestätigte nicht einmal den Eingang der Einladung.
Der Annahme, dass Leeuwenhoek in dieser Zeit weitgehend vergessen war, steht jedoch nicht nur das internationale Treffen selbst entgegen, sondern auch einige Erwähnungen in der zeitgenössischen Literatur. In Artikeln der kurz zuvor gegründeten wissenschaftlichen Zeitschrift Nature heißt es 1870:

“The application of the microscope to anatomy in the hands of Grew, Leeuwenhoek, Swammerdam, Lyonet, Vallisnieri, Rlaumur, and other illustrious investigators of nature of that day […]”

„Die Anwendung des Mikroskops auf die Anatomie in den Händen von Grew, Leeuwenhoek, Swammerdam, Lyonet, Vallisnieri, Rlaumur und anderen illustren Naturforschern dieser Tage […]“

Und 1873:

“After referring […] to the microscopical labours of Leeuwenhoek, Ehrenberg, Gagniard-Latour, Schwann, and Kützing, Prof. Cohn goes on to say that the investigators of the present time […] have been the first to establish beyond doubt that without Bacteria no putrefaction.”

„Nach Erwähnung der mikroskopischen Arbeiten von Leeuwenhoek, Ehrenberg, Gagniard-Latour, Schwann und Kützing fährt Prof. Cohn fort und sagt, dass die Forscher der Gegenwart die ersten waren, die zweifelsfrei feststellen konnten, dass es ohne Bakterien keine Fäulnis gibt.“

Auch in den Folgejahren finden sich in dieser Zeitschrift etliche Erwähnungen von Leeuwenhoek.
In der „Geschichte der Zoologie bis auf Johannes Müller und Charles Darwin“ von 1872 von Julius Victor Carus wurde Leeuwenhoek ausführlich erwähnt. Carus schrieb „Von einer Bedeutung, welche die aller Vorgänger weit hinter sich ließ, sind vorzüglich zwei Männer, von denen man allerdings sagen kann, daß sie das Mikroskop erst den Naturwissenschaften gegeben haben, Malpighi und Leeuwenhoek“ und beschrieb ihn und seine Entdeckungen anschließend auf zwei Buchseiten.
Ebenfalls 1875 erschien die erste Leeuwenhoek-Biografie von P. J. Haaxmann: „Antony van Leeuwenhoek, de Ontdekker der Infusorien“.

### 20. und 21. Jahrhundert

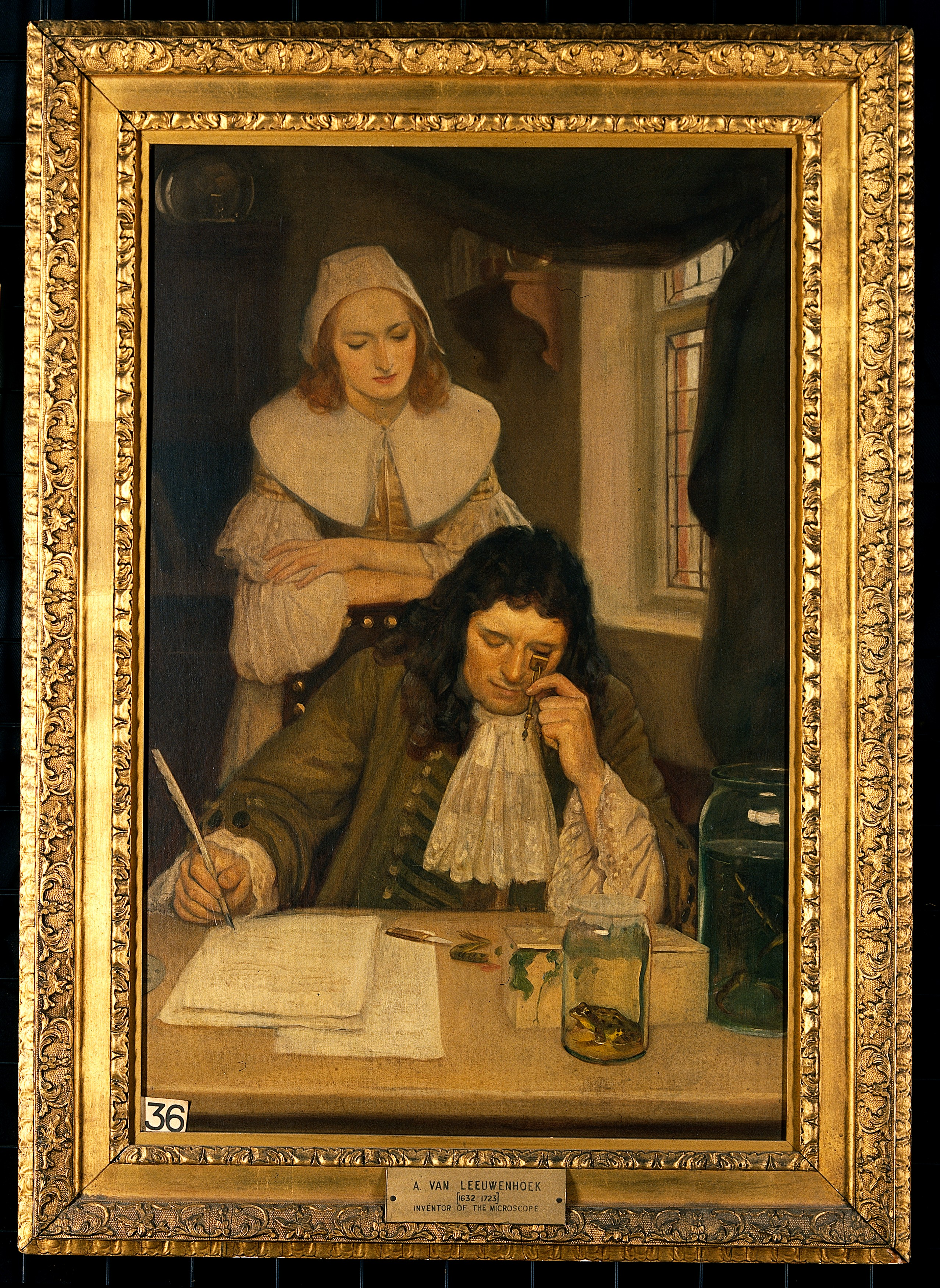
Leeuwenhoek in der Vorstellung des Malers Ernest Board um 1912.

Das Interesse an Leeuwenhoek wurde durch ein 1927 erschienenes populärwissenschaftliches Buch von Paul de Kruif zusätzlich geweckt. Das erste Kapitel von „Microbe Hunters“, das als „Mikrobenjäger“ auch auf Deutsch erschien, war Leeuwenhoek gewidmet.
Eine maßgebliche Biografie erschien fünf Jahre später: Clifford Dobell veröffentlichte Antony van Leeuwenhoek and his „little animals“ (Antony van Leeuwenhoek und seine Tierchen), das sich eingehend mit Leeuwenhoeks Leben, seinen Mikroskopen und vielen anderen Aspekten beschäftigt. Bezüglich Leeuwenhoeks wissenschaftlichen Beobachtungen beschränkt es sich jedoch ausschließlich auf die Mikroorganismen. Eine solch umfassende Übersicht, die auch bisher unveröffentlichte Briefe einschließt, liegt über Leeuwenhoeks andere Arbeitsgebieten nicht vor. Lediglich für die zoologischen Arbeiten wurde 1937 zumindest über die zu Leeuwenhoeks Zeiten veröffentlichten Briefe ein Übersichtsartikel veröffentlicht.
1950 und 1951 erschien ein zweibändiges biografisches Werk von A. Schierbeck auf Niederländisch, das 1959 in ein englischsprachiges Buch vom gleichen Autor mündete. Eine weitere populärwissenschaftliche Biografie erschien 1966 in den USA und 1970 in Großbritannien unter dem Titel „Discoverer of the unseen world“ beziehungsweise „The cleere observer“. Drei später erschienene Bücher widmen sich neben anderen Themen etwa zur Hälfte Leeuwenhoek.
In Büchern über die Geschichte der Mikroskopie wird Leeuwenhoek ausführlich erwähnt, auch allgemeine Lehrbücher über Lichtmikroskopie, die ein Kapitel über die Geschichte enthalten, erwähnen Leeuwenhoek und seine einlinsigen Mikroskope.
In modernen Zeiten wurde er als berühmtester Anwender des einfachen Mikroskops bezeichnet, ferner als Vater oder Gründer der Protozoologie und Bakteriologie.
Bei einer Abstimmung 2004 des niederländischen Fernsehens „De Grootste Nederlander“ (der größte Niederländer) kam Leeuwenhoek auf Platz 4.

## Ehrungen
- 1680 wurde Leeuwenhoek in die Royal Society aufgenommen.
- 1716 wurde ihm im Alter von 84 Jahren von der Universität Löwen in den Österreichischen Niederlanden in Anerkennung seiner Arbeiten eine Silbermedaille verliehen. Dies kann in etwa mit der Verleihung eines akademischen Grades in neueren Zeiten verglichen werden.[134]
- Die Leeuwenhoek-Medaille wurde 1877 durch die Königlich Niederländische Akademie der Wissenschaften gestiftet.
- Seit 1934 existiert eine mikrobiologische Fachzeitschrift mit dem Titel „Antonie van Leeuwenhoek“.[135]
- 1950 schaffte die Royal Society einen wiederkehrenden Preis mit dem Titel „The Leeuwenhoek Medal and Lecture“ (Die Leeuwenhoek-Medaille und Vorlesung). Der Preis wird vergeben zur Anerkennung von Exzellenz in Mikrobiologie, Bakteriologie, Virologie, Mykologie, Parasitologie und Mikroskopie.[136]
- Der 1982 entdeckte Asteroid (2766) Leeuwenhoek trägt seinen Namen, ebenso ein Mondkrater.
- Die Pflanzengattung Levenhookia R.Br. aus der Familie der Stylidiaceae wurde nach ihm benannt,[137] ebenso wie die Milbengattung Leeuwenhoekia Oudms[138].
- „Antoni van Leeuwenhoek“ heißt ein Krankenhaus in Amsterdam, das auf Krebspatienten spezialisiert ist.[139]
- Zahlreiche Straßen in den Niederlanden sind nach Leeuwenhoek benannt.[14]

## Werke

### Bücher
Alle Bücher sind Sammlungen von Briefen.
- Von den über 300 Briefen, die Leeuwenhoek an die Royal Society und andere Gelehrte schrieb, wählte er 38 aus, um sie in Buchform zu veröffentlichen. Die Arcana naturae detecta (enthüllte Geheimnisse der Natur) erschien 1695, als Leeuwenhoek 63 Jahre alt war. (online verfügbar[140])
- Eine Fortsetzung erschien 1722 als Continuatio Arcanorum Naturae Detectorum.
- Schon vorher, 1718, erschien Send-Brieven zoo aan de hoog edele Heeren van de Koninkylyke Societeit te London, als aan andere aansienelyke en geleerde Lieden, over verscheyde Verborgentheden der Natuure….[30]
- Zwischen 1719 und 1730 erschienen Leeuwenhoeks gesammelte Werke in Leyden unter dem Titel „Antoni van Leeuwenhoek Opera Omni seu Arcana Naturae ope exactissimorum Microscopiorum detecta, experimentis variis comprobata, Epistolis as varios ilustres viros ut et Ad integram, quae Londini floret, sapientem Societatem, cujus Membrum est, datis. Comprehensa, & Quatuor Tomis distincta“ (Gesammelte Werke oder Geheimnisse der Natur, entdeckt mit den genauesten Mikroskopen, durch verschiedene Experimente bewiesen, mit den Briefen an verschiedene hervorragende Männer, sowie an die unbescholtene, weise Gesellschaft, die in London blüht, deren Mitglied er ist, zusammengefasst und auf vier Bände verteilt.)[30](online verfügbar[141])
- 1931 ernannte die Königlich Niederländische Akademie der Wissenschaften eine Kommission, die alle auffindbaren Briefe Leeuwenhoeks veröffentlichen sollte, auch jene ohne wissenschaftlichen Inhalt. Der Band mit den ersten 21 Briefen erschien 1939. Der neueste Band 17 (Stand 2020) erschien 2018 mit 33 Briefen, vier an, der Rest von Leeuwenhoek, darunter drei bis dahin unveröffentlichte, aus dem Zeitraum November 1712 bis Mai 1716, also etwa sieben Jahre vor seinem Tod.[142] Die Bände dieser Serie „Alle de Brieven van Antoni Van Leeuwenhoek – The Collected Letters of Antoni Van Leeuwenhoek“ enthalten jeweils die niederländische Originalversion, eine moderne englische Übersetzung, Wiedergaben der zugehörigen Abbildungen sowie zahlreiche Anmerkungen der Herausgeber zu den Texten.[143] (Bände 1–15 (Briefe bis 1707) online verfügbar[144])

### Auswahl einiger Briefe
- M. Leewenhoeck, Regnerus de Graaf: A Specimen of Some Observations Made by a Microscope, Contrived by M. Leewenhoeck in Holland, Lately Communicated by Dr. Regnerus de Graaf. In: Phil. Trans. Band 8, 1673, S. 6037–6038; doi:10.1098/rstl.1673.0017 (Volltext)
- Antony van Leewenhoeck: Observations, Communicated to the Publisher by Mr. Antony van Leewenhoeck, in a Dutch Letter of the 9th of Octob. 1676. Here English’d: concerning Little Animals by Him Observed in Rain-Well-Sea. and Snow Water; as Also in Water Wherein Pepper Had Lain Infused. In: Phil. Trans. Band 12, 1677, S. 821–831; doi:10.1098/rstl.1677.0003 (Volltext)
- Mr. Leewenhoeck: Mr. Leewenhoecks Letter Written to the Publisher from Delff the 14th of May 1677, Concerning the Observations by him Made of the Carneous Fibres of a Muscle, and the Cortical and Medullar Part of the Brain; as Also of Moxa and Cotton. In: Phil. Trans. Band 12, 1677, S. 899–895; doi:10.1098/rstl.1677.0027 (Volltext)
- Doctor Anthonius Lewenhoeck: Observationes D. Anthonii Lewenhoeck, De Natis E Semine Genitali Animalculis. In: Phil. Trans. Band 12, 1677, S. 1040–1046; doi:10.1098/rstl.1677.0068 (Volltext)